# Trieste
Pour les articles homonymes, voir Trieste (homonymie).
Trieste (/tri.ˈɛ.ste/ ; anciennement en latin : Tergeste et Tergestum ; en croate et en slovène : Trst ; en allemand : Triest, en hongrois : Trieszt) est une ville italienne située au pied des Alpes dinariques sur la mer Adriatique au bord du golfe de Trieste et de la baie de Muggia, à proximité de la frontière italo-slovène. C’est le chef-lieu de la région autonome du Frioul-Vénétie Julienne et de l'organisme de décentralisation régionale de Trieste. Elle compte environ 200 000 habitants, appelés les Triestins.
Géographiquement, elle est parfois considérée comme la « dernière ville du Nord-Est » de l'Italie, ou comme la « ville de l'extrême Sud » de l'Europe centrale ou bien comme la « première ville » de la nouvelle Europe élargie à l'Est. L'histoire complexe et prestigieuse de Trieste, qui fut longtemps le principal débouché méditerranéen du Saint-Empire romain germanique, puis le seul débouché maritime de l'empire austro-hongrois avant son rattachement à l'Italie, et sa position au carrefour des trois mondes latin/italien, germanique/autrichien et slave/slovène, ont forgé ici une culture et des traditions très particulières par rapport au reste de l'Italie. Toute la ville porte la trace d'avoir été un des poumons portuaires de l'Europe (les larges avenues rectilignes, les immeubles cossus, etc.) et de ce mélange d'influences avec une superposition des styles baroque, empire, néoclassique, Art nouveau.
Malgré la grandeur perdue de la ville, les ressources de cette dernière sont toujours avant tout issues des activités du port international, rival de celui de Venise, et des activités qui y sont liées : chantiers navals, sidérurgie, raffineries de pétrole. Le commerce joue dans l'économie de la ville un rôle particulièrement important. Le tourisme y est en progression : le château de Miramare reste l'un des châteaux les plus visités d'Italie, ses nombreux musées sont très visités, elle possède aussi un port touristique en plein essor et accueille des événements internationaux comme La Barcolana, La Bavisela, Maremetraggio, Trieste Film Festival, Le nuove Rotte del Jazz, etc. Son université fondée en 1924 est renommée. Trieste est connue pour être une « cité des sciences » et accueille sur son territoire le synchrotron ELETTRA (en).
Cette ville frontalière a été élue première ville italienne pour sa qualité de vie en 2009 par le quotidien économique Il Sole 24 Ore, qui considère que la ville « allie tout le confort d'une métropole au bien-être que procure une nature foisonnante et multiple ».

## Géographie

### Lieux-dits et quartiers
La ville de Trieste est administrativement divisée en sept arrondissements :
1. Altipiano Ovest : Borgo San Nazario, Contovello (Kontovel), Prosecco (Prosek), Santa Croce (Križ) ;
2. Altipiano Est : Banne (Bani), Basovizza (Bazovica), Gropada (Gropada), Opicina (Opčine), Padriciano (Padriče), Trebiciano (Trebče) ;
3. Barcola (Barkovlje), Cologna (Kolonja), Conconello (Ferlugi), Gretta (Greta), Grignano (Grljan), Guardiella (Vrdela), Miramare, Roiano (Rojan), Scorcola (Škorklja) ;
4. Barriera Nuova, Borgo Giuseppino, Borgo Teresiano, Città Nuova, Città Vecchia, San Vito, San Giusto, Campi Elisi, Sant'Andrea, Cavana ;
5. Barriera Vecchia (Stara mitnica), San Giacomo (Sv. Jakob), Santa Maria Maddalena Superiore ;
6. Cattinara (Katinara), Chiadino (Kjadin), San Luigi, Guardiella (Vrdela), Longera (Lonjer), San Giovanni (Sv. Ivan), Rozzol (Rocol), Melara ;
7. Chiarbola (Čarbola), Coloncovez (Kolonkovec), Santa Maria Maddalena Inferiore (Sv. Marija Magdalena Spodnja), Raute (Rovte), Santa Maria Maddalena Superiore (Sv. Marija Magdalena Zgornja), Servola (Škedenj), Poggi Paese, Poggi Sant'Anna (Sv. Ana), Valmaura, Altura, Borgo San Sergio.

### Climat
Le climat de Trieste est selon la classification de Köppen de type Cfa (subtropical humide, sans sécheresse estivale). En ce qui concerne les trois décennies de référence mondiale de climatologie officiels (GIEC / OMM) 1971-2000, la température moyenne annuelle à la station météorologique de Trieste était de 15 °C, les températures moyennes du mois le plus froid (janvier), s'élevaient à quelque 6 °C, tandis que le mois le plus chaud (juillet) était légèrement au-dessus de 24 °C. En hiver, les températures descendent rarement, du moins sur la côte, en dessous de zéro, à l'inverse, dans les localités du Karst triestin, il y a souvent des nuits au minimum négatif. Rares sont aussi le long de la côte, les jours de neige, le brouillard ou la grêle. L'humidité moyenne annuelle est de 64 % tandis que l'amplitude journalière est de 4,5 °C : les deux sont parmi les plus basses en Italie.
Étant donné les particularités du territoire de sa province, il peut être dit que, tandis que le centre de Trieste développe le long de la côte, des températures relativement douces et un bon ensoleillement, les villages et localités karstiques subissent, sur le plateau arrière à une hauteur de deux cents à cinq cents mètres d’altitude, un climat beaucoup plus continental. À Basovizza, située à environ 370 mètres d’altitude, la température moyenne annuelle est d'environ 11 °C, avec une moyenne du mois le plus froid (janvier) de 1,5 °C et du mois le plus chaud (juillet) de 20,6 °C.
À cause des effets de relief, un peu de pluie peut se produire tout au long de l'année (il s'agit d'une particularité par rapport au climat typiquement méditerranéen), mais au cours des mois d'été la pluviométrie est néanmoins rare et se manifeste le plus souvent par des orages (juillet est généralement le mois le plus sec). La pluviométrie atteint son apogée en fréquence et intensité en novembre et en avril à cause des perturbations d’origine atlantique.
| Mois                                | jan. | fév.  | mars  | avril | mai   | juin  | jui.  | août  | sep.  | oct.  | nov.  | déc. | année   |
| ----------------------------------- | ---- | ----- | ----- | ----- | ----- | ----- | ----- | ----- | ----- | ----- | ----- | ---- | ------- |
| Température minimale moyenne (°C)   | 3,8  | 4,3   | 6,6   | 10    | 14,5  | 17,8  | 20,3  | 20,4  | 16,8  | 12,7  | 8,1   | 4    | 11,7    |
| Température moyenne (°C)            | 6,4  |       |       |       |       |       | 24,4  |       |       |       |       |      | 15      |
| Température maximale moyenne (°C)   | 7,6  | 9     | 12,2  | 16,5  | 21,6  | 25    | 27,9  | 27,7  | 23,3  | 17,8  | 12,3  | 8,8  | 17,5    |
| Record de froid (°C)                | −9,3 | −14,6 | −6,4  | 1,2   | 3,8   | 8,1   | 10,3  | 11    | 7     | 3,6   | −1,5  | −7,9 | −14,6   |
| Record de chaleur (°C)              | 16,6 | 21,2  | 23,9  | 29,3  | 32,2  | 36,2  | 37,2  | 37    | 34,4  | 30,8  | 24,4  | 18   | 37,2    |
| Ensoleillement (h)                  | 96,1 | 118,7 | 142,6 | 177   | 226,3 | 243   | 288,3 | 260,4 | 210   | 167,4 | 99    | 83,7 | 2 112,5 |
| Précipitations (mm)                 | 58   | 56,9  | 63,4  | 82,8  | 84,2  | 100,4 | 62,1  | 84,5  | 103,4 | 111,4 | 107,4 | 88,5 | 1 003   |
| Nombre de jours avec précipitations | 7    | 6     | 7     | 8     | 9     | 9     | 6     | 6     | 8     | 9     | 9     | 8    | 92      |
| Humidité relative (%)               | 67   | 64    | 62    | 64    | 64    | 65    | 62    | 62    | 66    | 68    | 67    | 68   | 64,9    |

#### La bora
À ce climat généralement doux font exception les journées de bora (fort vent froid en rafales, dont le nom vient du grec Boréos : le Nord), qui pénètre du nord-est par l'arrière-pays le long de vallées qui s'ouvrent dans les montagnes de l’arrière-pays, débouchant sur Trieste et sur le golfe. Ce vent violent peut atteindre les 180 km/h avec des rafales extrêmes à 212 km/h. Par effet de la compression adiabatique la température du vent qui descend sur la ville gagne de trois à quatre degrés mais les rafales augmentent considérablement sur la peau une sensation de froid, même avec des températures relativement douces. Exceptionnellement il y a même en été des coups de bora pour des périodes très courtes avec parfois une augmentation des températures supérieure à 35 degrés. Les rafales d'air d'origine continentale d’Est-Nord-Est gagnent à l'embouchure de l'Adriatique une vitesse supplémentaire et peuvent dans des cas exceptionnels en haute mer atteindre plus de 50 nœuds, comme enregistré en décembre 1996. Dans certaines régions, la bora est plus forte et plus fréquente que dans d'autres, et seule la région de la côte qui va de Miramare à Sistiana est totalement à l'abri de l'effet du vent[réf. souhaitée]. Très intéressante est la tendance de la fréquence des vents d'est et de la bora en général qui, au cours des 100 dernières années, a diminué de 28 jours, tandis que les vents provenant du sud-est et du sud, comme le sirocco, ont augmenté leur fréquence de 18 jours par an[réf. nécessaire].

## Histoire

### Période pré-romaine
Les origines de la cité de Trieste remontent à la plus haute Antiquité. Au IIe millénaire av. J.-C., la région s’étendant du plateau à la mer a accueilli divers peuplements d’origine indo-européenne : Vénètes, Illyriens, Celtes,. Une légende locale y fait débarquer Jason et ses Argonautes, recherchant la toison d’or à l’embouchure du fleuve Timavo. À l’époque romaine, un bois sacré au pied du mont Hermada était voué au culte des héros Anténor et Diomède. Des fouilles archéologiques en 1976 ont mis au jour une grotte dédiée à Mithra dans la localité de San Giovanni al Timavo (it).

### Période romaine

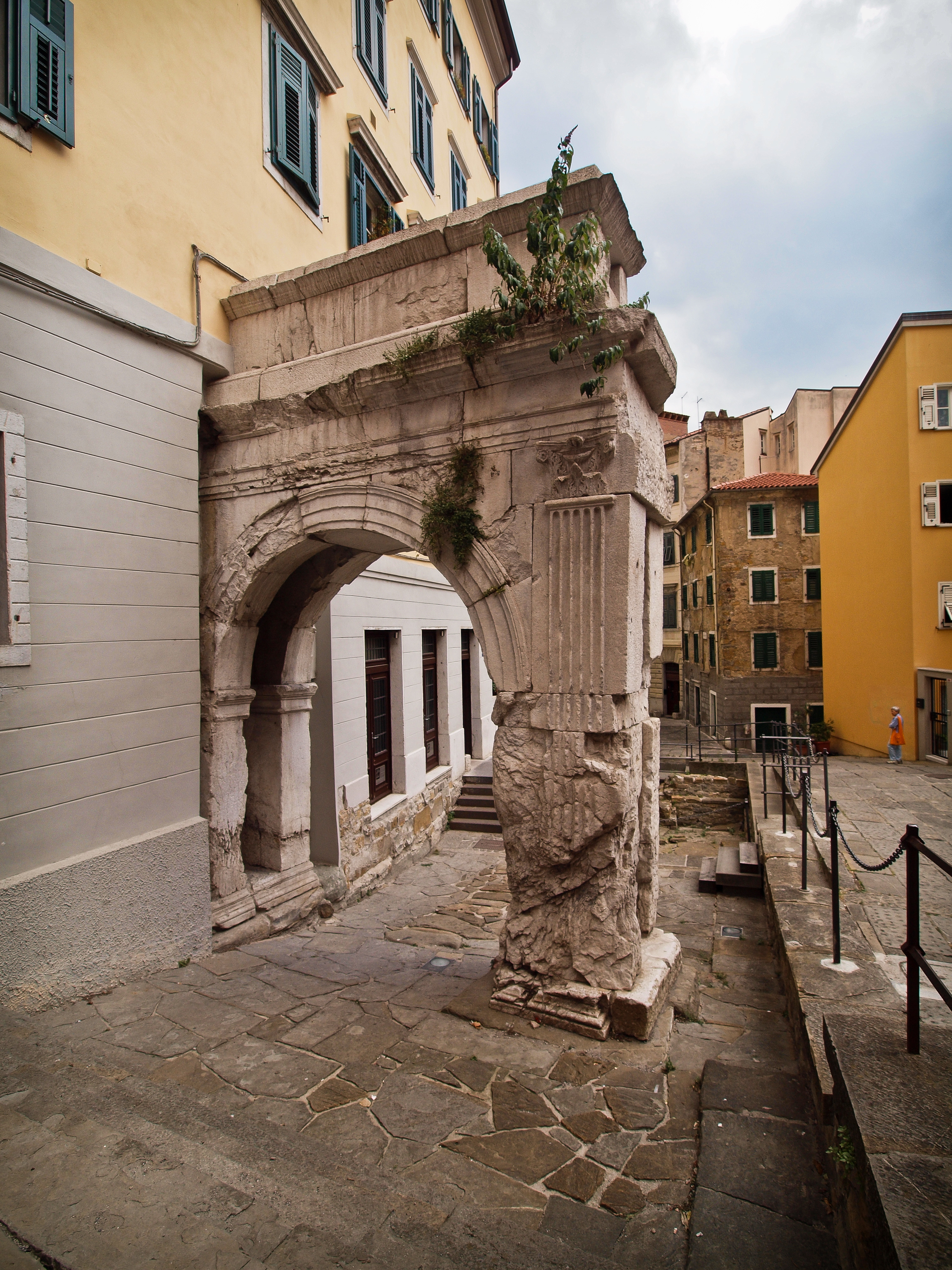
Arc romain de Trieste appelé Arc de Riccardo.

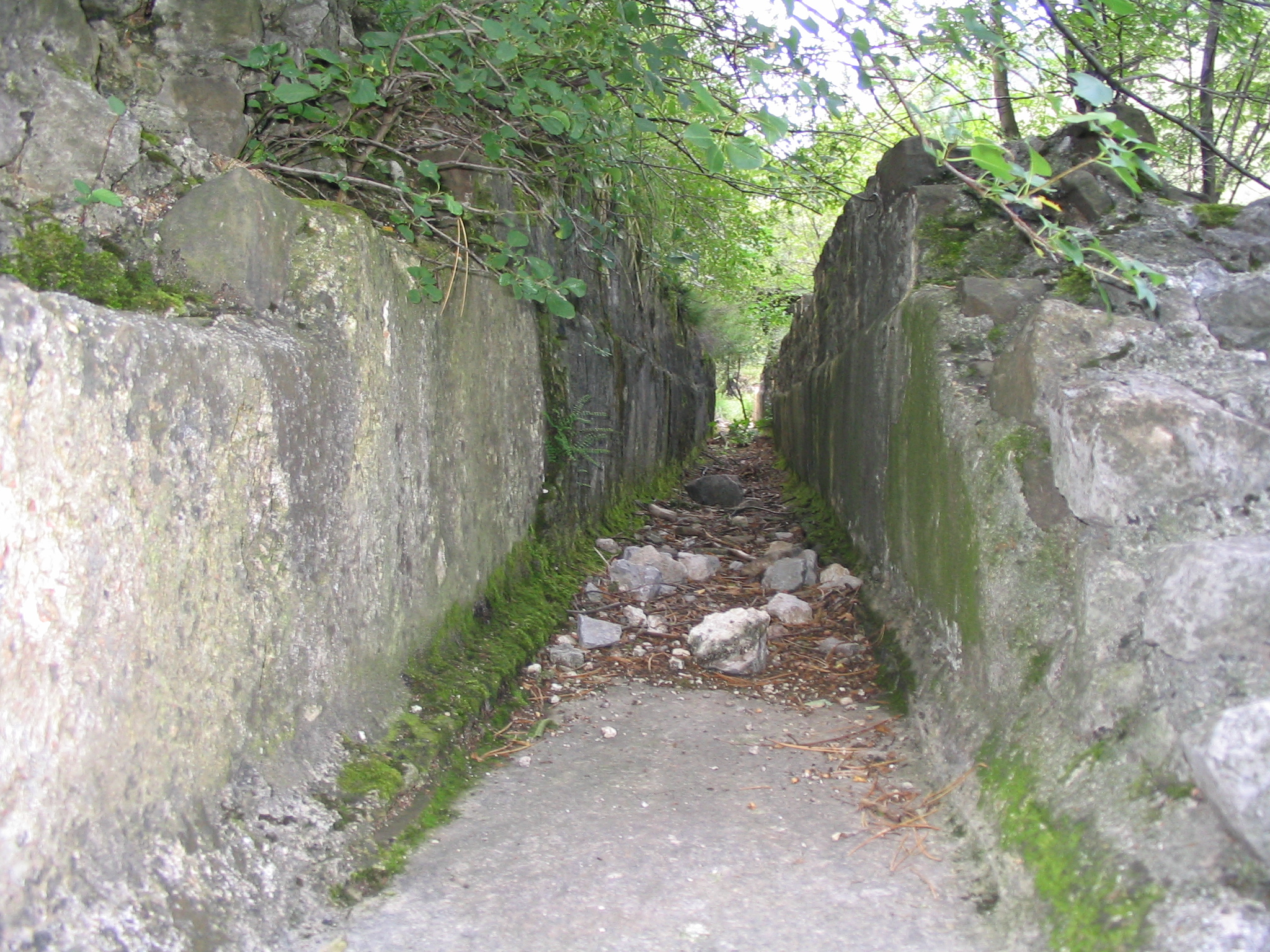
Vestiges de l'aqueduc romain (Val Rosandra).

L’ancienne Tergeste est sous contrôle romain depuis -177. En -52, le petit village de pêcheurs devient une importante colonie romaine sous Jules César, qui mentionne sa population dans la Guerre des Gaules (VIII, 24). La ville vit alors s’élever d’importants bâtiments comme le forum romain et le théâtre, dont les vestiges sont encore visibles sur la colline de San Giusto. À noter l’arc romain appelé Arc de Riccardo, du Ier siècle av. J.-C., qui date de l’époque de la construction des murs de la cité par l’empereur Auguste. La ville romaine était alimentée par deux aqueducs importants : le plus long partait de la Val Rosandra et mesurait 17 km de long. Depuis le début du IIIe siècle de notre ère, l’Urbs Tergestina a été maintes fois soumise aux invasions barbares. Après avoir fait partie de l’Italie byzantine, la ville échoit finalement au royaume lombard au VIIIe siècle, sous le règne du roi Aistolf, puis aux Francs en 788. Vers 850, l’évêque Jean de Trieste acquiert de Lothaire, roi des Francs, le pouvoir séculier sur sa ville de Tergestum.

### Moyen Âge
Diocèse épiscopal en 1098, Trieste devint au XIIe siècle une ville libre, rivale de la république de Venise (qui l'occupe de 1369 à 1372).
Au Moyen Âge, Trieste, devenue un important carrefour commercial, se donne en 1382 à Léopold III de Habsbourg, duc d'Autriche.

### Période moderne: de la Renaissance auRisorgimento
Au XVIe siècle, après un bref passage sous juridiction espagnole, Trieste retourne à la maison d'Autriche (1552). Le passage à une Trieste moderne se fait en 1719, lorsque l'empereur Charles VI décrète la liberté de navigation. Cet édit ouvre ainsi les portes au commerce en donnant à la ville le privilège de port franc, seul débouché maritime de l'Empire autrichien.
Occupée par les Français en 1797, 1805 et 1809, elle est intégrée aux Provinces illyriennes (1809–1814), puis redevient autrichienne et connaît une période de grande prospérité, particulièrement après la construction de la ligne de chemin de fer Vienne-Trieste (terminée en 1857). À la fin du XIXe siècle, Trieste, capitale du Littoral autrichien, est une grande cité cosmopolite austro-hongroise qui accueille des artistes comme James Joyce et Italo Svevo. La domination austro-hongroise sur les habitants italiens et slaves leur est défavorable, et ils aspirent respectivement à rejoindre l'Italie ou un État slave du Sud : c'est ce que l'on appelle l'irrédentisme.

### Période contemporaine
À l'issue de la Première Guerre mondiale qui aboutit à la dislocation de l'Autriche-Hongrie, Trieste est également revendiquée par l'Italie et le royaume des Serbes, Croates et Slovènes (future Yougoslavie). Conformément au pacte de Londres de 1915, la ville devient italienne, en même temps que la plupart des terres irrédentes. Économiquement, l'Italie n'a pas spécialement besoin de Trieste : le port périclite. Sinistré, il sert de base à la naissance du Parti national fasciste (en proportion, le plus grand nombre d'adhérents sont de Trieste et de sa région en 1922). Le 13 juillet 1920, les fascistes incendient le Narodni dom (« maison du peuple »), le palais culturel de la communauté slovène de Trieste. En octobre de la même année, les squadristes incendient le siège du journal socialiste, il Lavoratore, dirigé par Ignazio Silone.
Lorsque le 1er octobre 1943 l'Italie quitte l'Axe, la ville est occupée par l'Allemagne nazie qui en fait la capitale d'une nouvelle province administrée directement par le Reich l’Adriatische Küstenland (« côte adriatique »). Elle y ouvre le camp (de transit mais plus tard aussi de concentration) de la Risiera di San Sabba où furent emprisonnées, avant d'être transférées, de 12 000 à 15 000 personnes : des Juifs, des Slaves et des résistants italiens.
Le 1er mai 1945, les partisans communistes de Tito (IVe armée yougoslave) entrent à Trieste aux cris de Trst je naš (« Trieste est à nous »). Le lendemain, 2 mai, la 2e division néo-zélandaise du général Bernard Freyberg entre également en ville. Les communistes yougoslaves y restent néanmoins pendant 40 jours et, sous l'œil désapprobateur mais expectatif des Alliés, supervisent la sanglante épuration de la société triestine. Les fascistes sont systématiquement exécutés, ainsi que, selon leur attitude, leurs familles et de nombreux autres Italiens refusant que Trieste ne passe à la Yougoslavie. Parfois, l'exécution est précédée d'un procès expéditif et d'une condamnation à mort. L'« extermination de la vermine fasciste » et des résistants irrédentistes est appelée « massacres des foibe » (du nom de ces cavités naturelles), mais peut aussi se dérouler en pleine nature ou dans le camp, créé par les nazis, de Risiera di San Sabba.
En 1947, le traité de Paris crée un « Territoire libre de Trieste » sous contrôle de l'ONU, coupé en deux zones, l'une anglo-américaine (zone A), avec 311 000 habitants en grande majorité italiens et comprenant la ville de Trieste, l'autre yougoslave (zone B), avec 54 000 habitants en grande majorité slovènes et croates, comprenant la ville de Koper/Capodistria. La plus grande partie de la population de la zone B (40 000 Italiens, mais aussi des Croates et Slovènes) abandonne cette région entre 1947 et 1956, poussée par la terreur communiste et les massacres des foibe. Par le protocole d'accord du 26 octobre 1954, le territoire « libre » est partagé : la zone A au nord retourne à l'Italie, tandis que la zone B au sud va définitivement à la Yougoslavie et, au sein de celle-ci, est partagée entre la Croatie et la Slovénie.
Ce n'est qu'avec l'entrée en vigueur officielle le 11 octobre 1977 du traité d'Osimo signé le 10 novembre 1975 par l'Italie et la Yougoslavie, que cette dernière reconnaît l'appartenance de Trieste et de son territoire à l'Italie, qui, de son côté, renonce à revendiquer l'ancienne zone B. Trieste perd ainsi définitivement une grande partie de son ancienne province de l'Istrie au profit de l'ancienne Yougoslavie. L'émergence des nouveaux États voisins (Slovénie et Croatie) rend ce traité caduc et, en Italie, des voix s'élèvent pour la renégociation d'un nouveau traité, mais l’intégration dans l'Union européenne de ces deux pays, respectivement en 2004 et 2013 ouvre les frontières à partir du 21 décembre 2007 (adhésion de fait de la Slovénie au traité de Schengen). Trieste est donc « réunie » à son arrière-pays, même si la crise migratoire de 2015 et celle de Covid-19 de 2020 ont amené l’Italie et la Slovénie à refermer temporairement leur frontière.

## Politique et administration

### Administration municipale

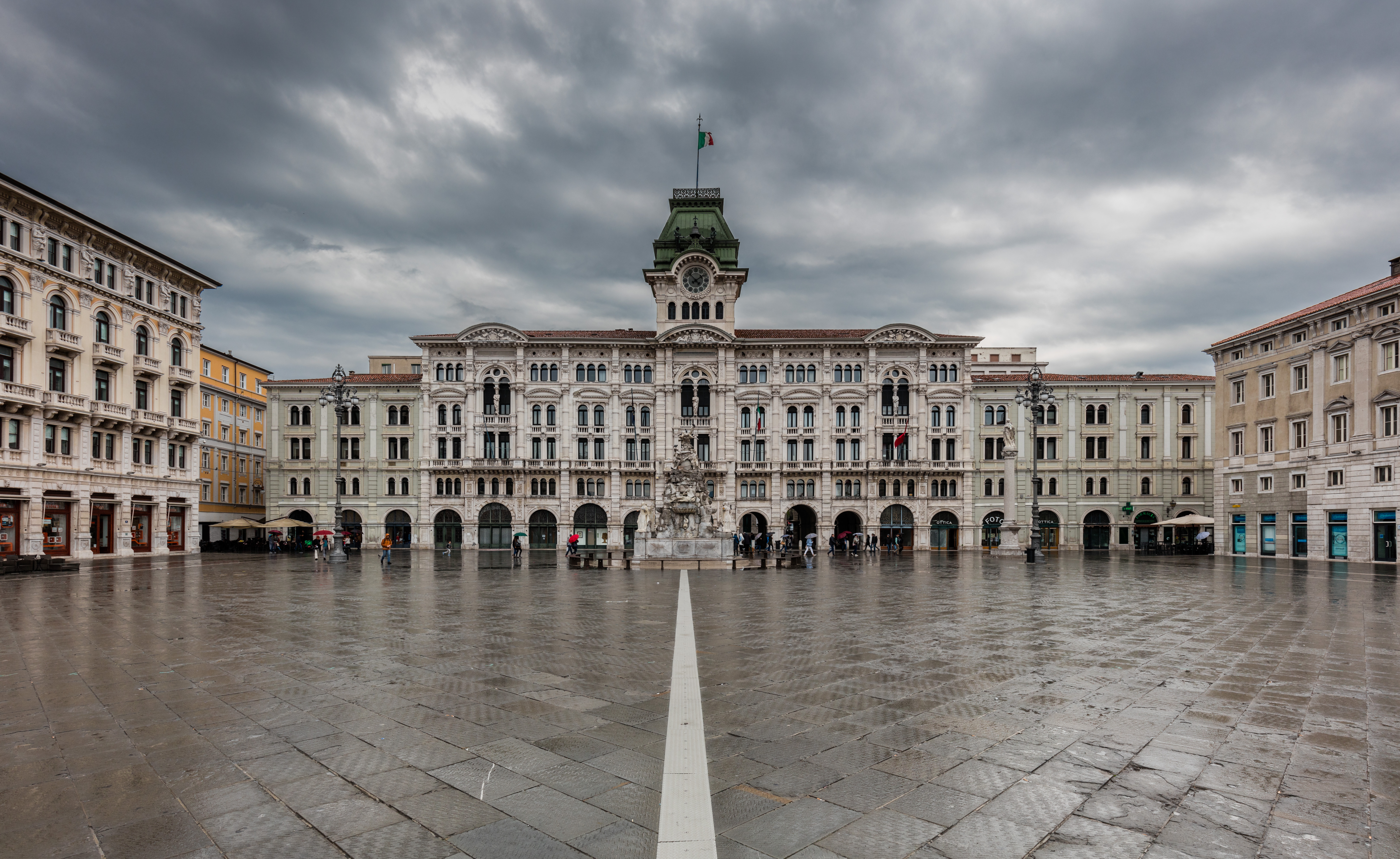
Hôtel de ville de Trieste. Photo avril 2017.

| Période                                  | Période  | Identité         | Étiquette          | Qualité |
| ---------------------------------------- | -------- | ---------------- | ------------------ | ------- |
|                                          | 1993     | Giulio Staffieri | Alliance nationale |         |
| 1993                                     | 2001     | Riccardo Illy    | Centre gauche      |         |
| 2001                                     | 2006     | Roberto Dipiazza | Forza Italia       |         |
| 2006                                     | 2011     | Roberto Dipiazza | Forza Italia       |         |
| 2011                                     | 2016     | Roberto Cosolini | Parti démocrate    |         |
| 2016                                     | En cours | Roberto Dipiazza | Forza Italia       |         |
| Les données manquantes sont à compléter. |          |                  |                    |         |

### Jumelages
La ville de Trieste a depuis plusieurs dizaines d'années engagé des processus de jumelages avec :
- Beyrouth (Liban) depuis 1956 ;
- Douala (Cameroun) depuis 1971 ;
- Graz (Autriche) depuis 1973 ;
- Santos (Brésil) depuis 1977 ;
- Southampton (Angleterre) depuis 2002 ;
- Le Havre (France).

## Population et société

### Démographie
Habitants recensés

#### Communauté slovène
Par ailleurs, de l'autre côté de la frontière se trouve une communauté italienne istrienne qui maintient des liens avec l'Italie, et plus particulièrement avec Trieste qui a accueilli après la Seconde Guerre mondiale près de 40 000 réfugiés italiens (profughi, esuli) d'Istrie et de Dalmatie, des régions devenues yougoslaves en 1945.

### Enseignement

#### Enseignement supérieur et recherche à Trieste

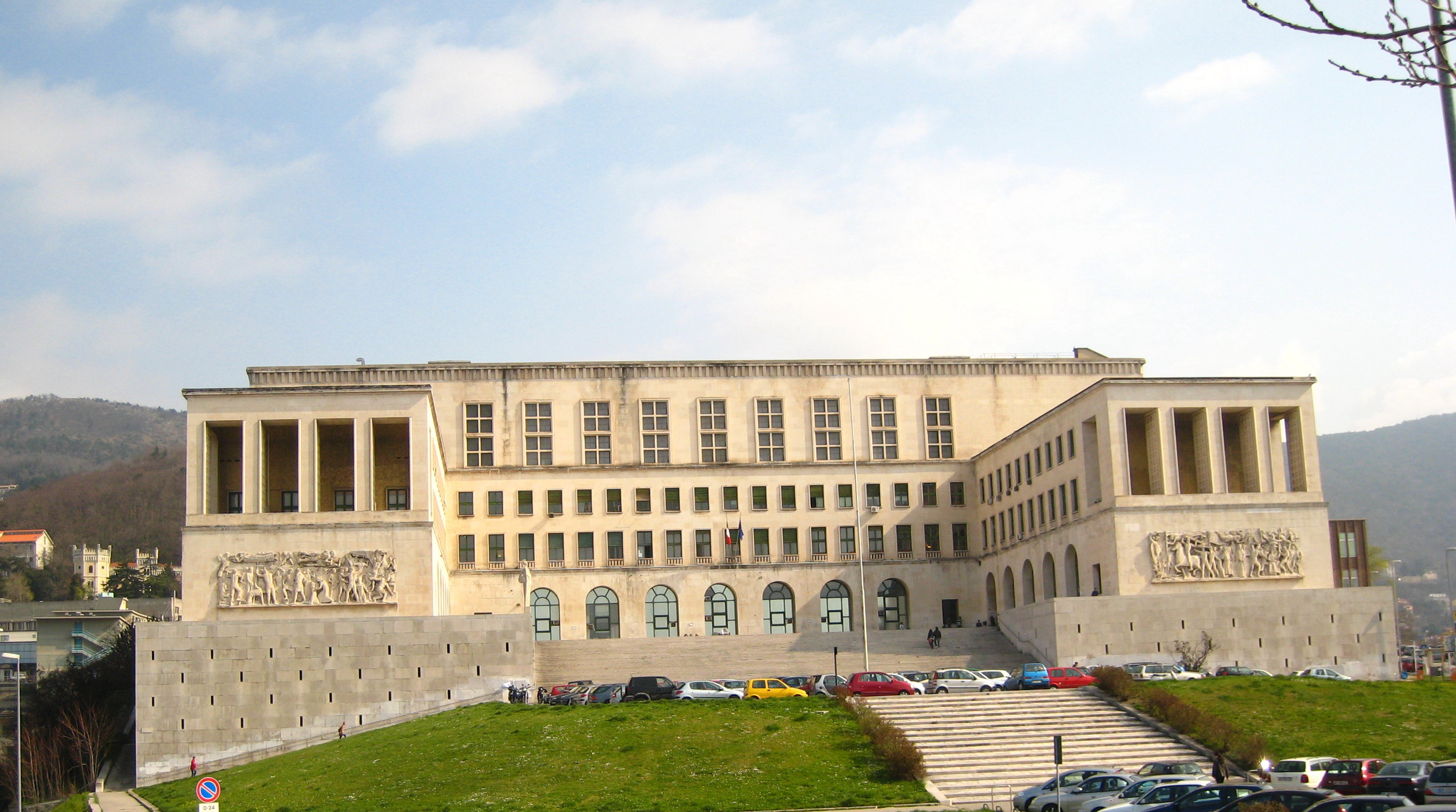
Université de Trieste.

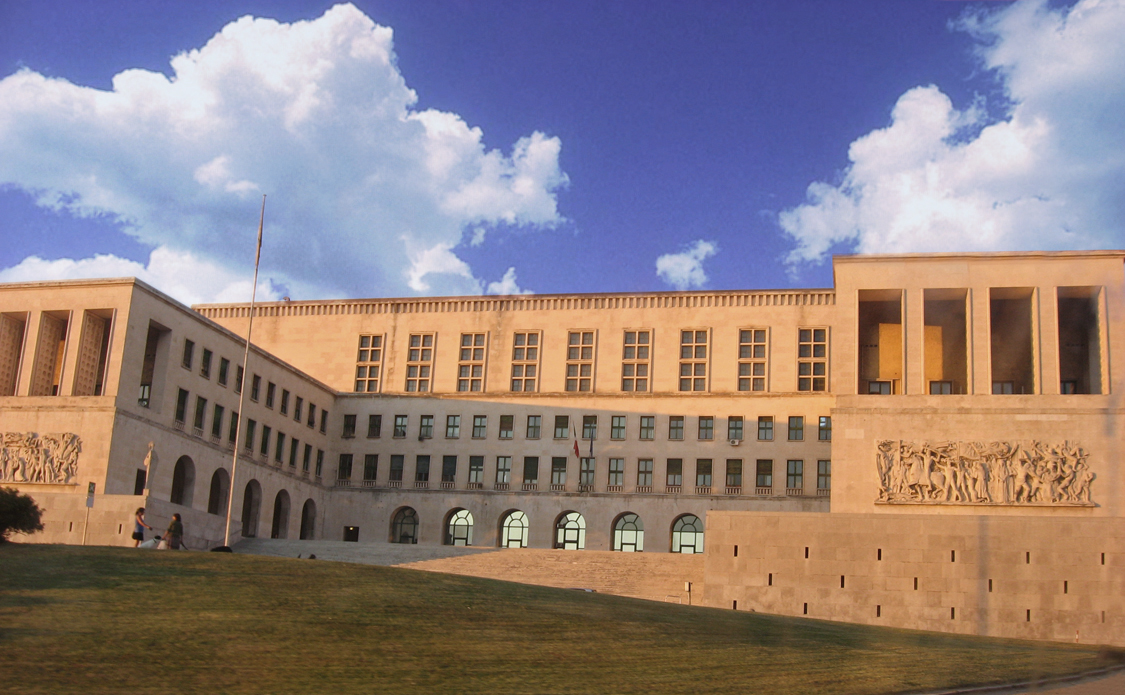
Université de Trieste (façade principale).

Trieste était siège depuis 1877 d’une célèbre école supérieure de commerce, la Scuola superiore di commercio ainsi que d’une école d’architecture. La Scuola superiore di commercio, fondée par le baron Pasquale Revoltella, est instituée par dotation privée durant l'administration des Habsbourg. Le souhait de Trieste d’accéder au statut universitaire fut l’objet d’âpres tensions entre l’administration autrichienne qui refusait cette création et la composante italienne de l’élite intellectuelle de la ville qui désirait cette ouverture. Après le rattachement de Trieste au royaume d'Italie, la fusion de l’école supérieure et d'autres instituts est effective dès 1919. Le décret royal du 8 août 1924 dote Trieste d’une université appelée tout d’abord Regia Università degli studi economici e commerciali. Après la Seconde Guerre mondiale et au retour de Trieste à l'Italie, l'université de Trieste prend le nom d’Università degli studi di Trieste et intègre de nouvelles facultés comme celles de pharmacie, de médecine, de chirurgie et plus tard de sciences politiques. Les dernières créations de l’université sont un institut de langues pour traducteurs et interprètes, un institut de psychologie (1997) et un institut d’architecture (1998). Peu à peu l’Université de Trieste gagne en prestige et accueille de nombreuses unités de recherche scientifique.
Trieste est devenue « Cité de la Science, », accueillant le principal parc scientifique italien et des chercheurs du monde entier.
L’Università degli Studi se compose de douze instituts : architecture, économie, pharmacie, jurisprudence et droit, ingénierie, lettres et philosophie, médecine et chirurgie, psychologie, sciences politiques, sciences de l'éducation et de la formation, sciences mathématiques, physiques et naturelles, langues modernes pour interprètes et traducteurs. Ils sont constitués de vingt départements de recherches thématiques.

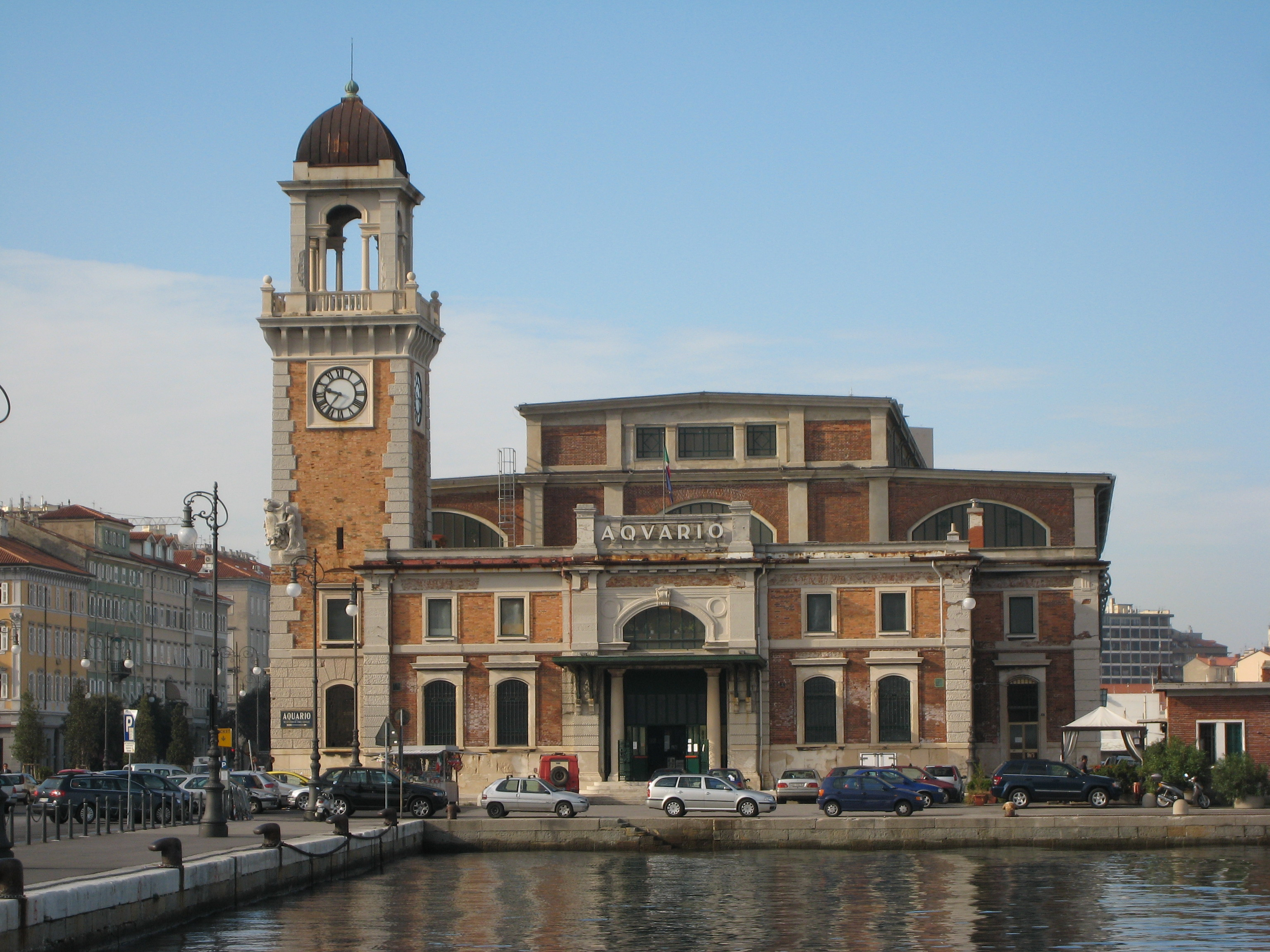
L'Aquarium marin.

Parmi les établissements scientifiques de Trieste se distinguent également :
- l’Observatoire astronomique de Trieste (OAT) né d’un département de l’école nautique fondée à Trieste par l’impératrice Marie-Thérèse d’Autriche en 1753. En 1898, la villa Basevi devient le siège historique de l'Observatoire astronomique de Trieste. En 1923, l’OAT fut inscrit sur la liste des observatoires astronomiques italiens. Il est actuellement affilié à l'Institut national d'astrophysique (INAF) ;
- l’Institut national d'océanographie et géophysique expérimentale[16] (OGS) qui regroupe l'ancien institut Zentralanstalt für Meteorologie und Geodynamik fondé en 1898 pendant la période autrichienne ;
- le Centre de recherches océanographiques, l’aquarium et la réserve maritime de Miramare-Trieste (WWF)[17] ;
- le synchrotron ELETTRA[18] créé en 1994 sur le campus scientifique ;
- le Centre international de physique théorique ;
- l’École internationale supérieur des hautes études (SISSA) ;
- l’Université privée du Collegio del Mondo Unito de Duino ;
- l’Institut et le Jardin botanique de Sgonico, créé en 1964 et financé par la province de Trieste. Il couvre une surface de plus de 6 000 m2 et présente plus de 600 espèces natives du Carso triestin.

En 2009, Trieste est notée comme accueillant la deuxième meilleure université d’Italie (selon une classification établie par Il Sole 24 Ore) ; en 2013, selon le Classement mondial des universités QS elle apparaît dans les 500 meilleures universités mondiales. En 2013, selon un autre classement global elle est au nombre des 250 premières universités mondiales.

### Langues
Avant la Première Guerre mondiale, la langue allemande était parlée par 10 % de la population, et la langue slovène atteignait les 24,80 % (recensement de 1910). La première a ensuite quasiment disparu et la seconde s'est réduite. Actuellement, dans le centre urbain, les populations de langue allemande et slovène ont numériquement été dépassées par d'autres communautés, en particulier les Chinois, les Serbes et les Croates. La langue minoritaire frioulane (son dialecte oriental), reconnue, est très peu utilisée, alors qu’elle l’est beaucoup dans la province voisine de Gorizia.

### Religion
La ville de Trieste dispose de lieux de culte de la plupart des religions. Trieste était au tournant du XXe siècle, une ville ayant de fortes communautés religieuses minoritaires : orthodoxes grecs et serbes, arméniens, protestants (luthériens, réformés, vaudois et anglicans) et surtout la communauté juive, d'influence économique, politique et culturelle notable.
La communauté juive de Trieste comptait en 1900 entre 5 000 et 7 000 membres, installés là depuis le Moyen Âge au sein d'un ghetto créé vers 1690 autour du Corte Trauner, et ayant un rôle économique et culturel majeur pour la ville. De 1908 à 1912 fut édifiée une synagogue dans le centre-ville, via San Francesco sur les plans des architectes Ruggero et Arduino Berlam qui la construisent dans un style rappelant les églises syriennes datant de l'Empire romain. Inaugurée en 1912, elle constitue la plus grande synagogue d'Europe avec celle de Budapest, selon que l'on considère la surface ou le volume.
En 1938, avec la promulgation des lois raciales fascistes, la communauté en majorité ashkénaze émigra massivement dans le reste de l'Europe et aux États-Unis. Durant la Seconde Guerre mondiale, l'extermination de la communauté juive dans les camps d'Europe centrale et surtout dans l'un des seuls camps italiens de concentration dénommé la Risiera di San Sabba réduisit fortement la population juive de Trieste. De nos jours, la communauté juive de Trieste compte environ 700 personnes.
Les baha'is disposent d'un centre, l’Assemblea spirituale locale Baha'i di Trieste, où ils organisent des conférences et participent à des réunions interreligieuses.

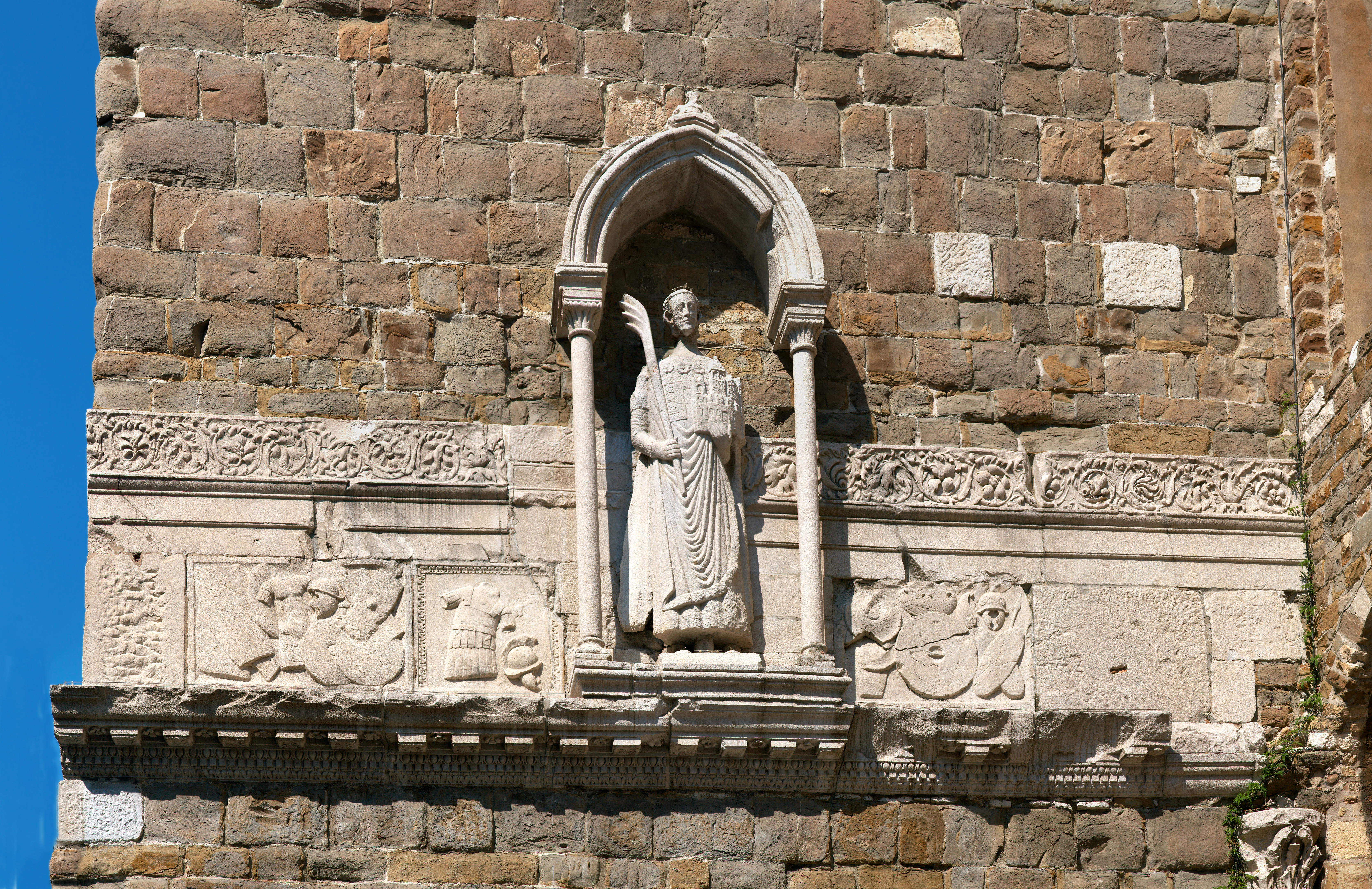
Campanile avec frise romaine de la basilique et statue de saint Just.
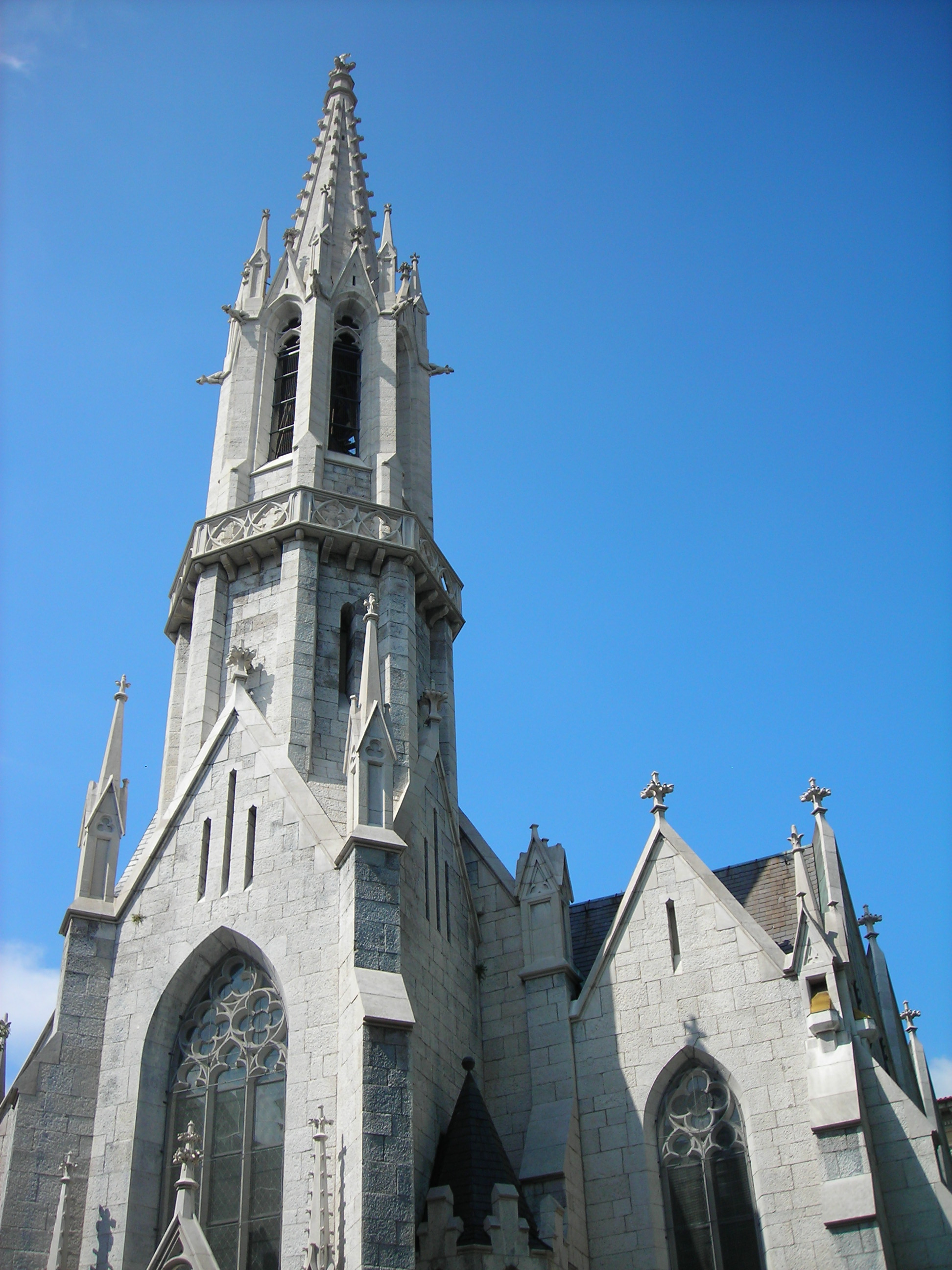
Église luthérienne évangélique (1874).
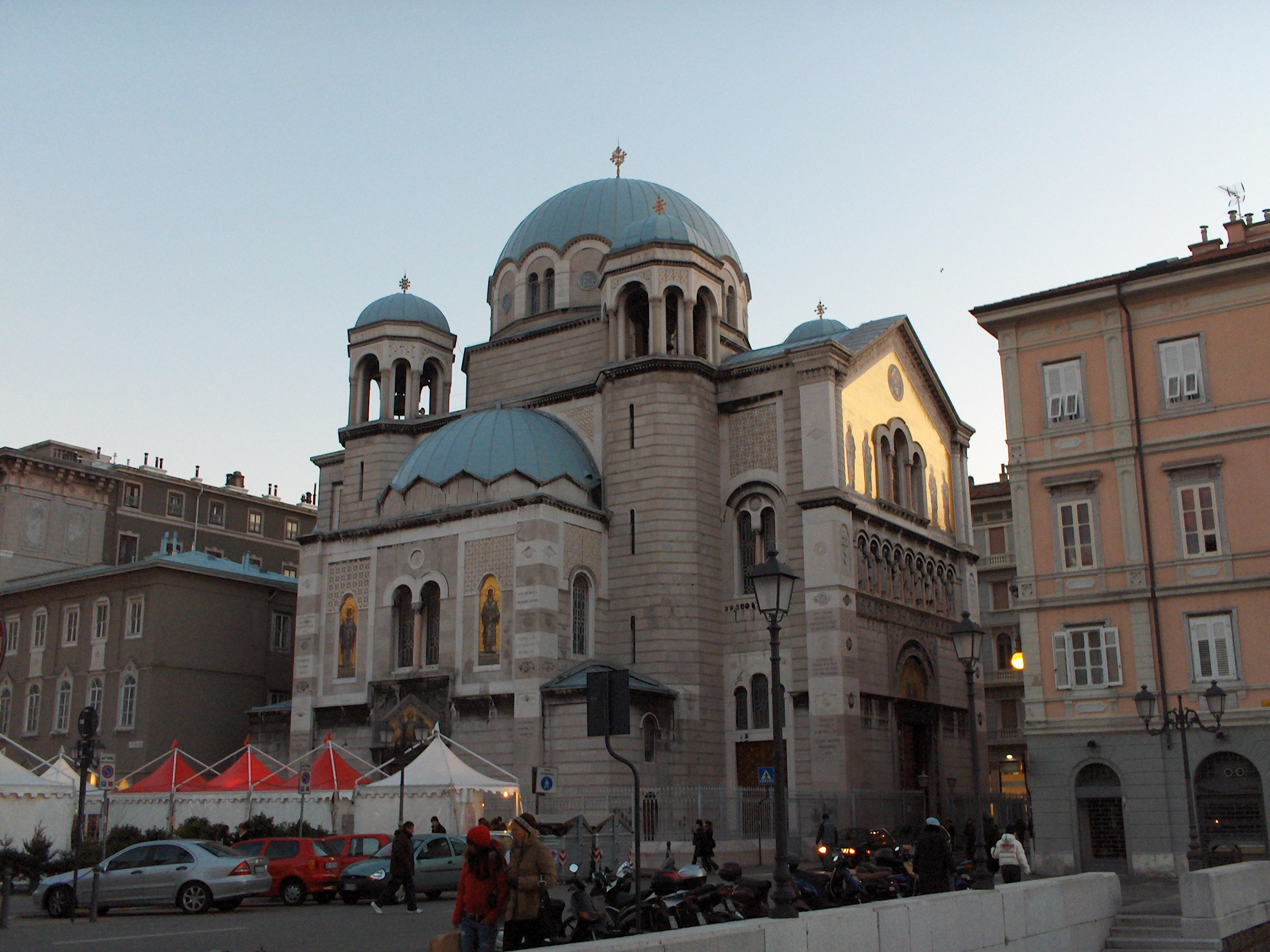
Église orthodoxe serbe St-Spyridon.
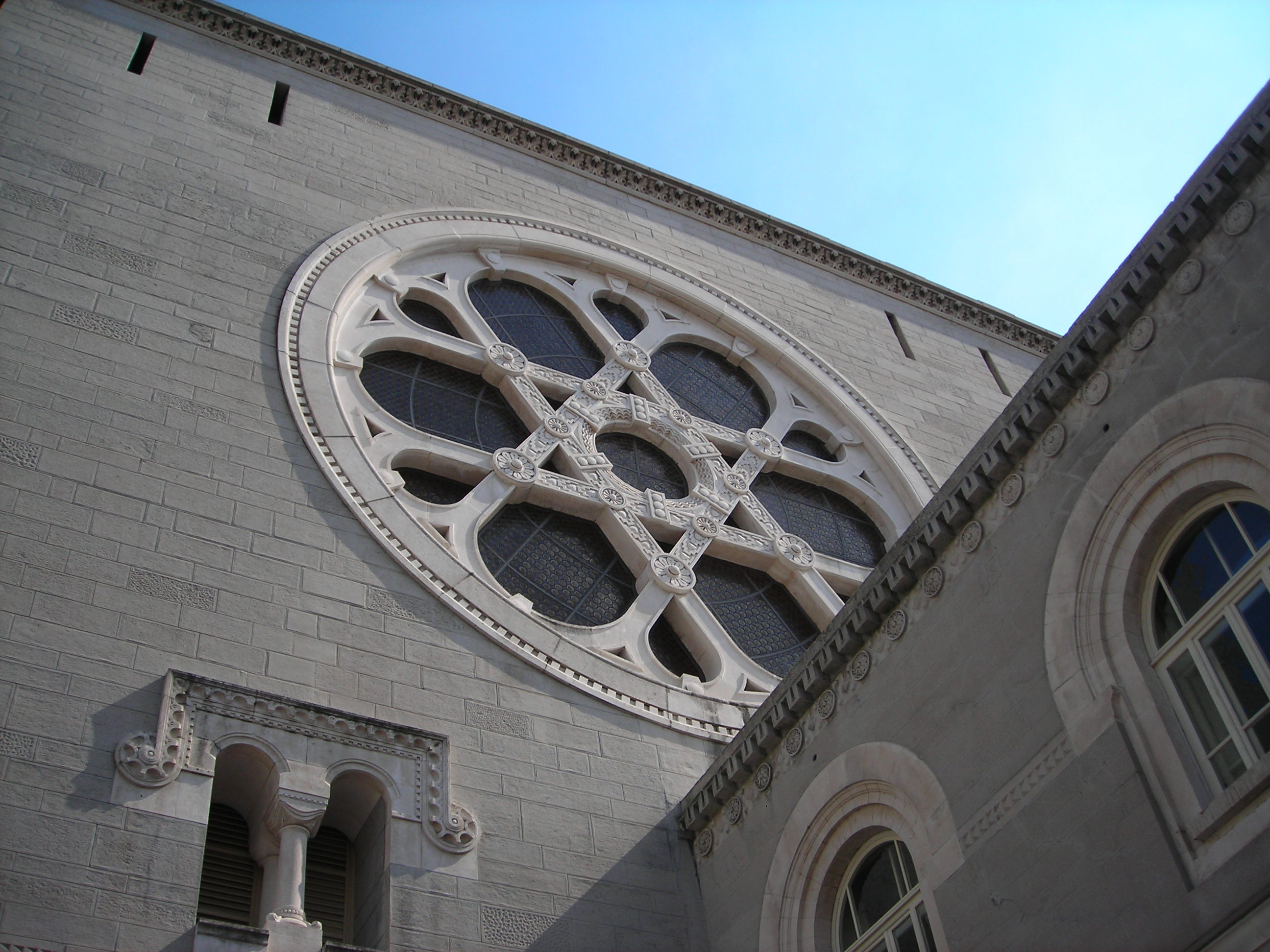
La synagogue de Trieste.
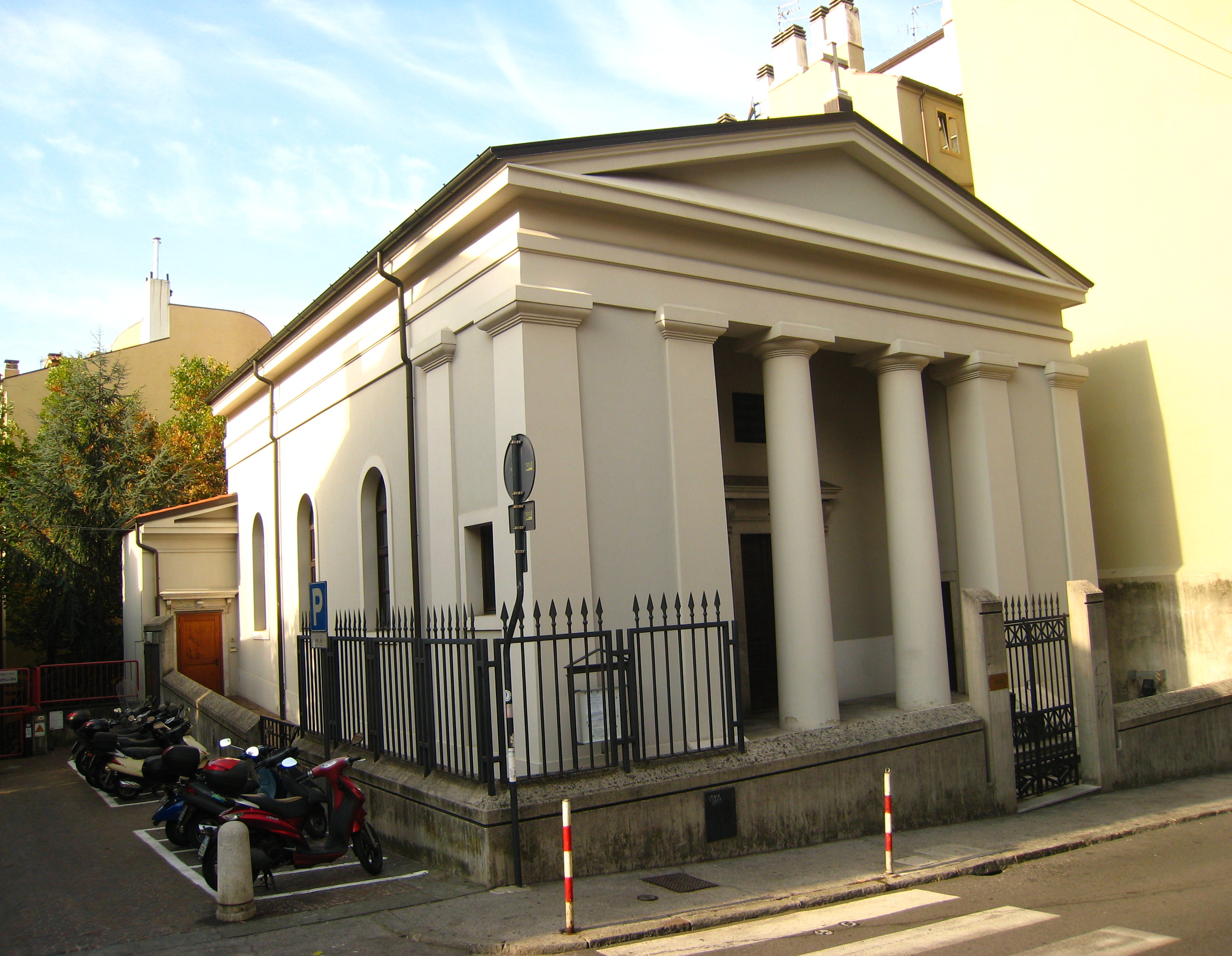
Église anglicane de Trieste.

### Franc-maçonnerie triestine

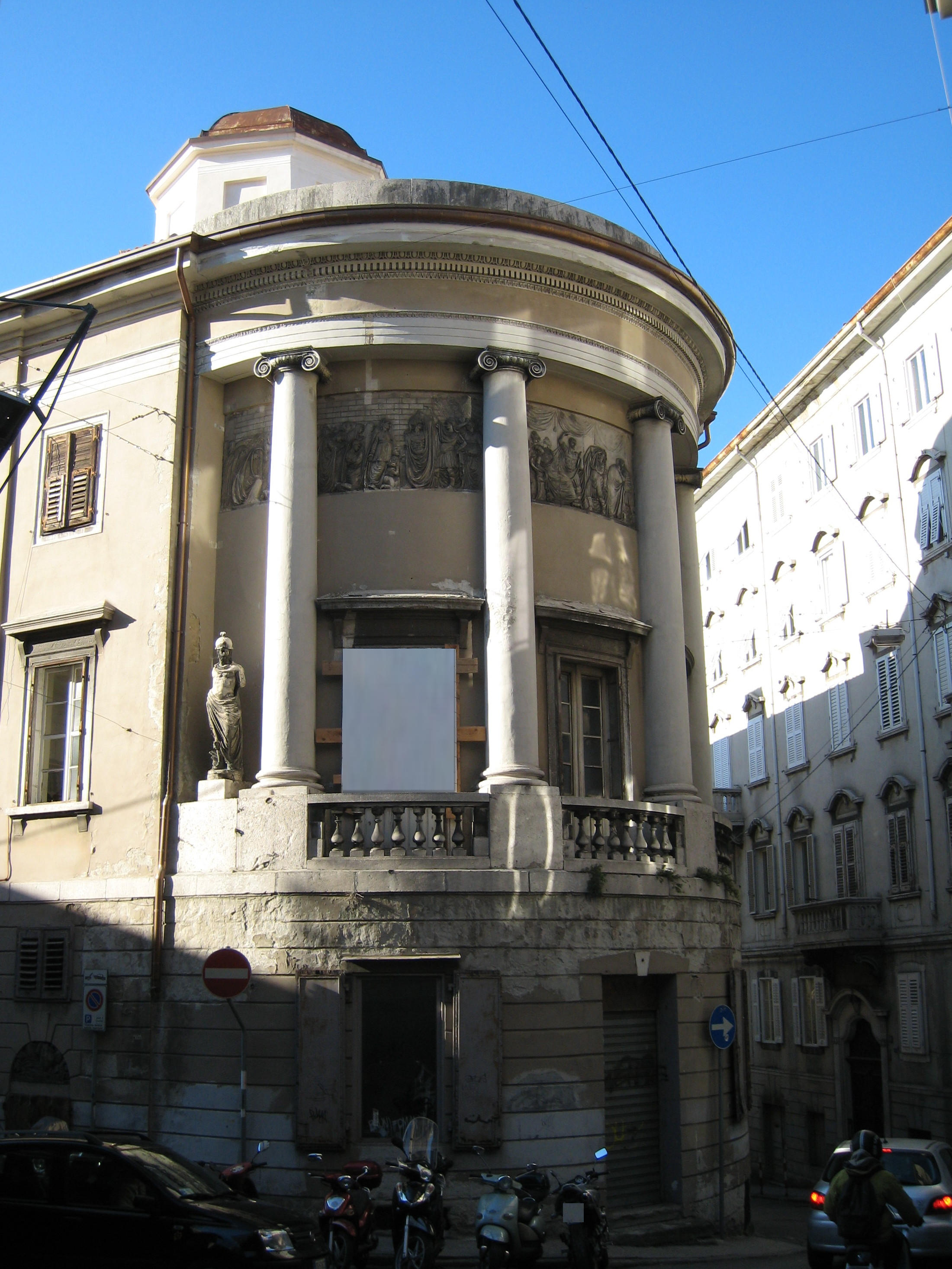
Rotonda Pancera, ancien siège maçonnique.

L'implantation de la Franc-maçonnerie à Trieste remonte au XVIIIe siècle[réf. nécessaire]. Ses premiers membres se réunissaient au Casino San Pietro. En 1774 une première loge régulière est fondée sous le nom de Alla Concordia dans le Borgo Teresiano. Son grand-maître était le consul général des Pays-Bas à Trieste, Emilio Baraux[réf. nécessaire].
Interdite pendant le règne de l'empereur François II, la maçonnerie triestine connaît une période de renaissance sous les occupations françaises de 1797, 1805 et 1809. Une loge maçonnique est érigée Via Commerciale sous le nom de La Vedovella (la petite veuve). En 1816, le retour des Autrichiens rétablit l'interdiction de la maçonnerie qui rentre dans la clandestinité[réf. nécessaire]. Les sous-sols de la Rotonda Pancera, une construction néo-classique située via San Michele, servent alors de lieu de réunion aux francs-maçons de Trieste et une loge y est aménagée.
Dès 1925, les fascistes infligent à la maçonnerie une persécution sans précédent. Les archives conservées dans un local près du Théâtre Verdi sont dévastées et brûlées. De nos jours, la maçonnerie triestine très active et qui compte plus de 200 membres a retrouvé un siège Corso Umberto Saba. L'une des loges triestines régulières porte le nom de Pro Hominis Dignitate di Trieste (pour la dignité humaine). Le 28 janvier 2012, le Grand-Orient d'Italie a tenu une convention publique à Trieste à l'occasion du 150e anniversaire de l'unité italienne, en l'honneur de la multiculturalité, multi-religiosité de Trieste et en mémoire des persécutions subies.

### Sports
La ville dispose de nombreuses installations sportives.
Stades de football :
- le stade Nereo-Rocco (stade de l'US Triestina) ;
- le stade Giuseppe-Grezar (ancien stade de l'US Triestina) ;
- le stade Giorgio Ferrini (stade du Ponziana Calcio).

Stades omnisports :
- PalaTrieste (salle du Pallacanestro Trieste et du Ginnastica Triestina).

## Économie

### Activité portuaire

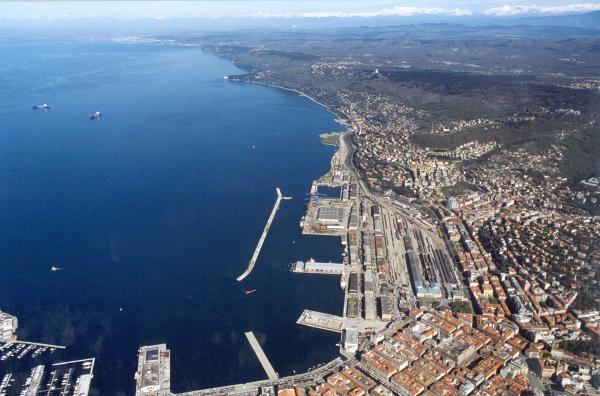
Le port ancien de Trieste.

Trieste, en tant que ville frontière et ouverte sur la mer, présente le caractère d'une ville d'échanges commerciaux portuaires importants, devenant l'un des plus grands ports de la Méditerranée. L'activité portuaire s'est fortement réduite durant l'entre-deux-guerres mais reste très présente au niveau de la gare maritime et des différentes installations portuaires du nord et du sud de la ville.
Seule ville de l'empire austro-hongrois ouverte sur la mer Méditerranée, elle constitue alors l'accès principal de nombreuses marchandises provenant d'outre-mer. Le commerce avec l'Orient et l'Afrique a été pendant de nombreux siècles important. Ainsi, Trieste a depuis longtemps constitué une plaque tournante du commerce du thé et du café où transite un tiers des importations du pays. De nos jours, la société du café Illy, fondée à Trieste en 1933 par Francesco Illy, est toujours installée dans la ville.

### Transports
La ville possède deux importantes gares, l'une au nord, la gare centrale de Trieste, accueillant le trafic en provenance de l'Italie et du reste de l'Europe occidentale, l'autre au sud-ouest, la gare de Trieste Campo Marzio, qui était tournée vers la côte dalmate et l'Europe centrale. Cette dernière gare est aujourd'hui transformée en un musée ferroviaire.
En 1899, la ville de Trieste adopte le projet de tramway de l'ingénieur-architecte Eugenio Geiringer pour la construction de la ligne Trieste-Opicina, qui impliquait du fait de la forte déclivité du terrain (une différence de 348 m et une pente moyenne de 8 % pouvant atteindre ponctuellement 26 %) une attention tout à fait particulière. C’est un système mixte combinant tram à traction électrique et crémaillère (système Strubb), remplacée en 1928 par un funiculaire, qui fut choisi et qui n'a pas son équivalent ailleurs dans le monde. La ligne part de la piazza Caserma (aujourd’hui piazza Oberdan) et gravit ensuite la pente raide de Scorcola et circule à travers les bourgades de Cologna, Conconello et Banne avant d’atteindre Opicina, le tout à 7 km/h. La mise en œuvre et la gestion des travaux est confiée à la Società Anonima delle Piccole Ferrovie di Trieste, établie en 1901 avec un capital privé. Le concepteur du projet Eugenio Geiringer en exerça les fonctions de directeur. La société obtint une concession pour 50 ans qui fut prolongée jusqu'en 1961. Les travaux durèrent un an et l’ouvrage fut achevé à la fin de l’été 1902. Le tram fut inauguré le 10 septembre 1902 dans un grand élan de joie par la population triestine. Mais l'enthousiasme ne dura pas longtemps : dans les premières heures du 10 octobre 1902 et ce à peine un mois après sa mise en exploitation, un accident se produisit : par un jour de fort vent (la bora), l'une des motrices se mit à dévaler la colline à toute vitesse et heurta une maison. Heureusement, il n'y eut pas de victimes, mais le tramway fit l'objet de critiques acerbes sur la sécurité des systèmes, que l'on s'empressa de renforcer. Cet incident inspire une célèbre chanson populaire triestine el tram di Opcina ou encore appelée la Bora et qui est toujours très en vogue en Italie et à Trieste[réf. nécessaire].
Ce tramway est toujours en fonction et relie Trieste à Opicina sur une ligne historique constituant le dernier exemple en Europe de traction mixte (électrique dans les parties normales et à funiculaire dans les fortes pentes). Cette ligne est aujourd'hui devenue touristique en montant sur les hauteurs de la ville et offrant un panorama unique sur le golfe.
De plus, la ville de Trieste possède aussi un réseau de bus moderne bien développé, ce transport est le plus utilisé dans la région Frioul-Vénétie Julienne et comporte 51 lignes.

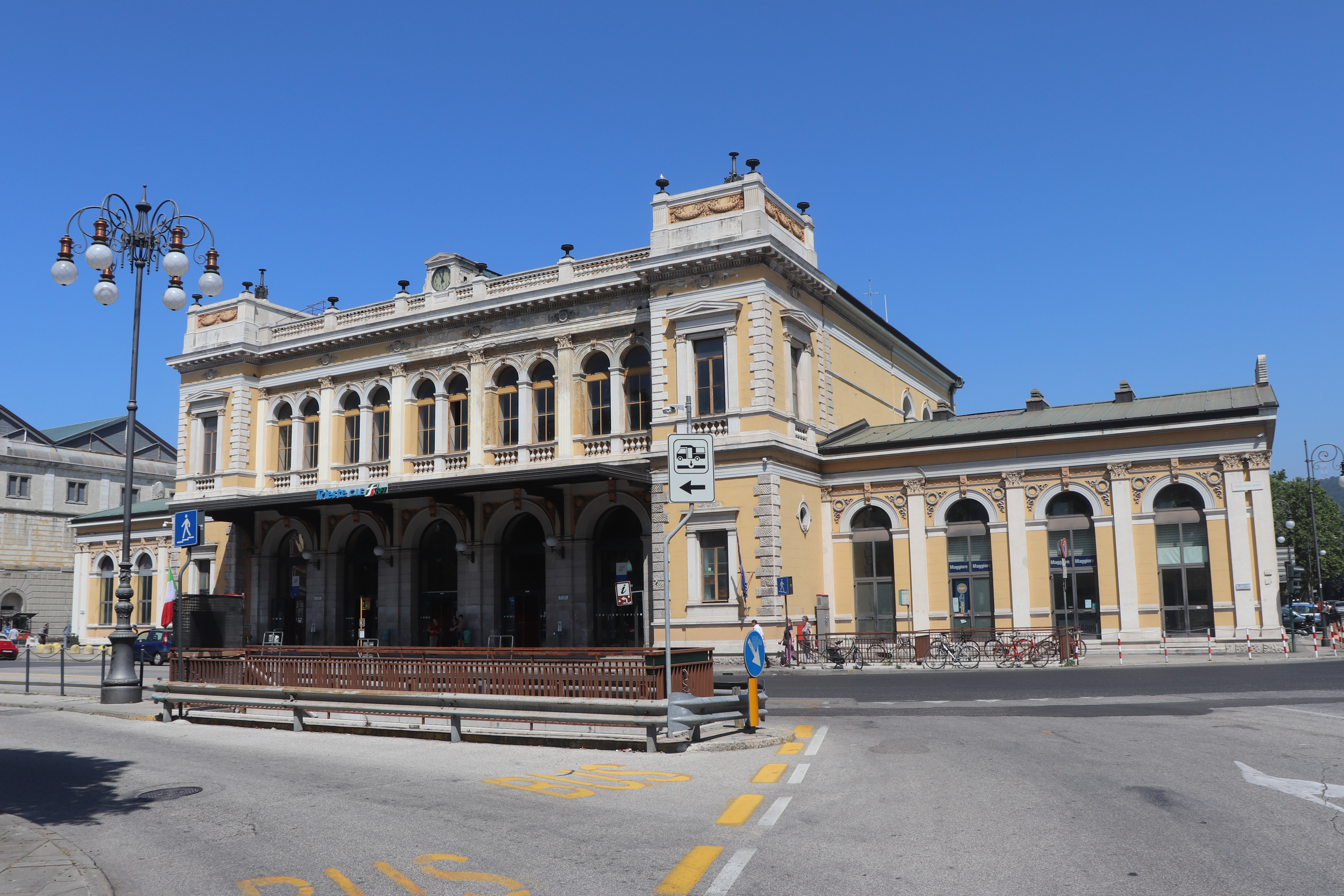
La gare centrale de Trieste (vue latérale).
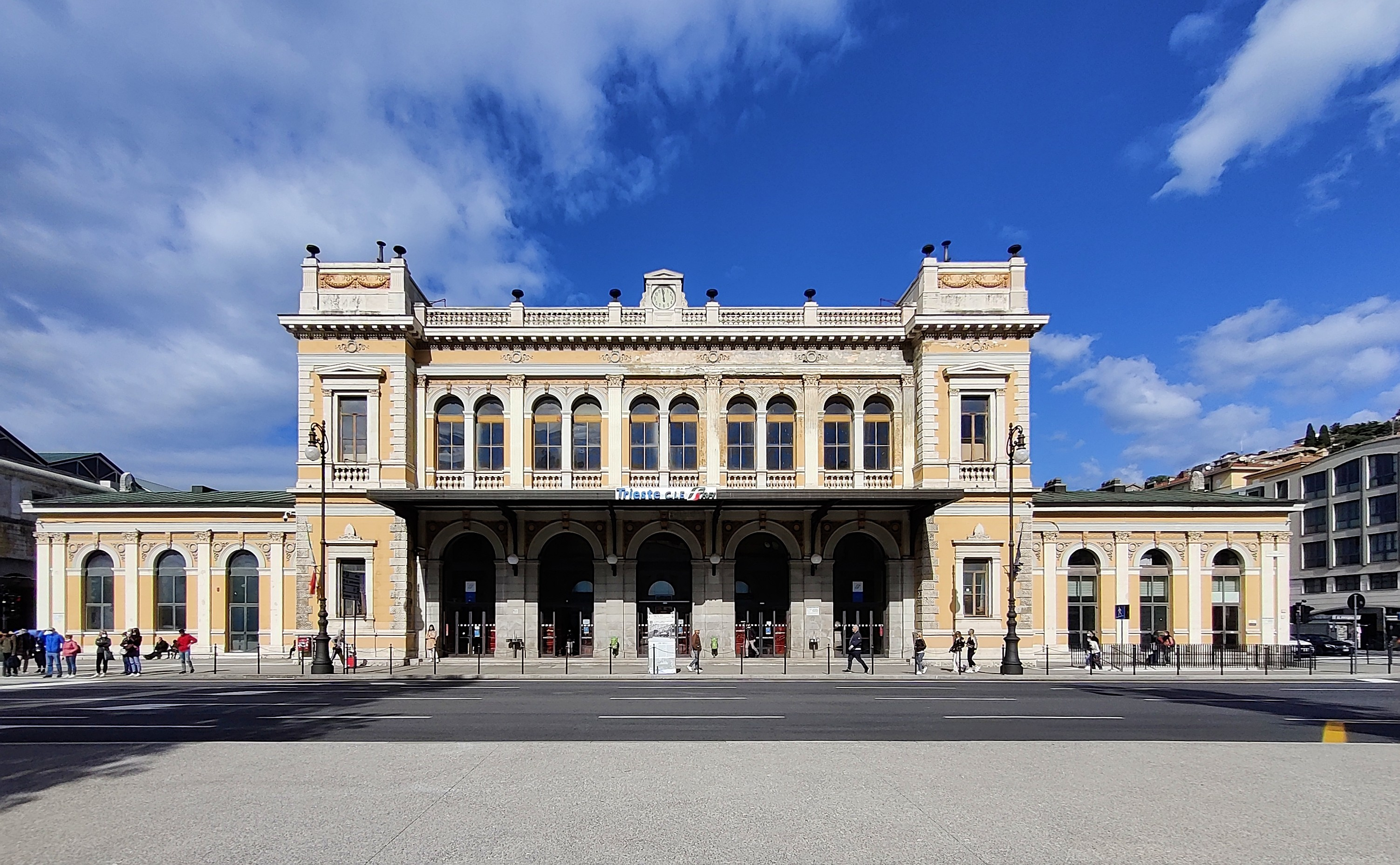
La gare centrale de Trieste (façade principale).
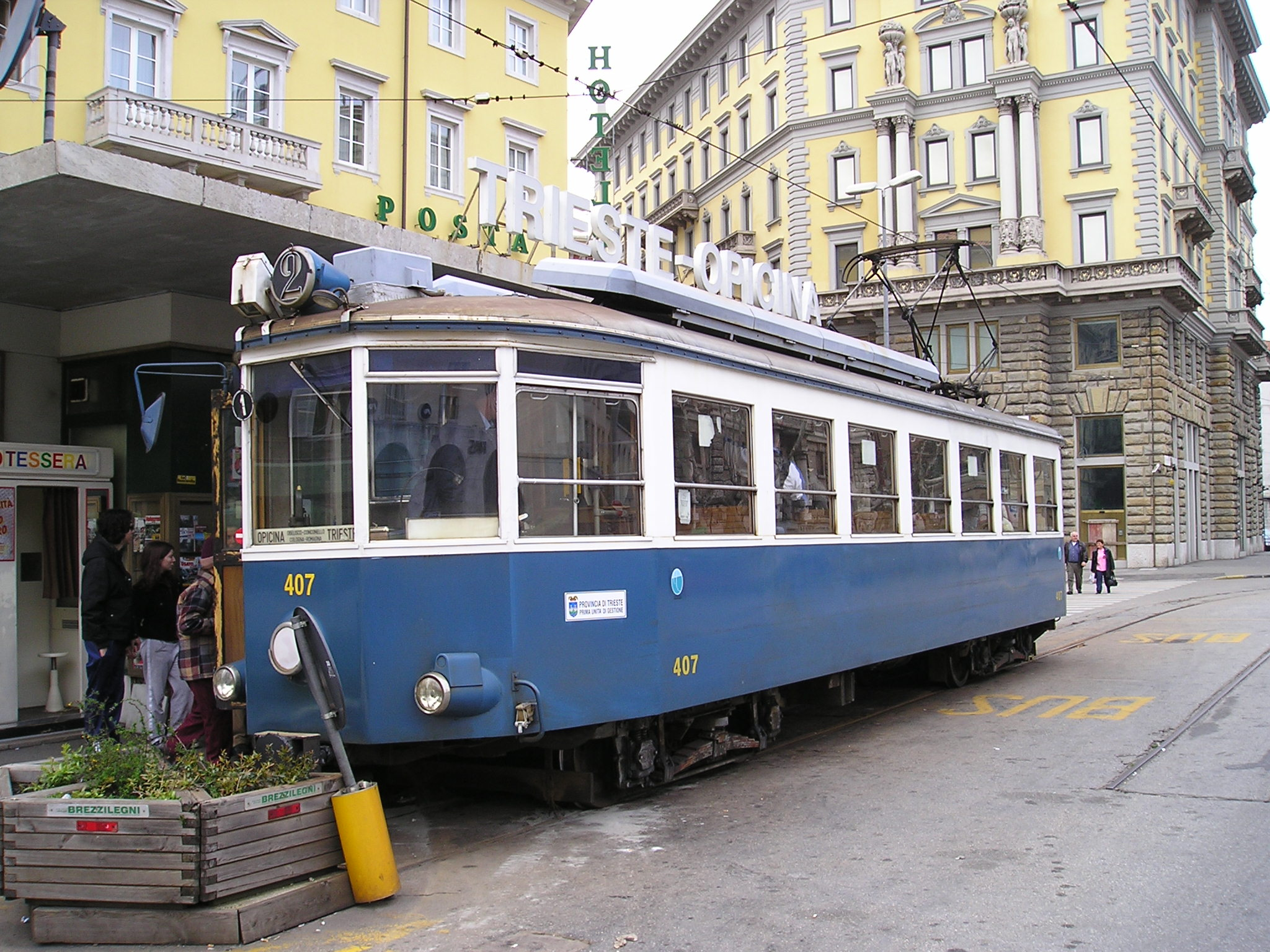
Le tramway historique de la ligne Trieste-Opicina.

## Culture locale et patrimoine

### Monuments
| '"`UNIQ--templatestyles-0000000F-QINU`"'- Architecture civile '"`UNIQ--templatestyles-0000000F-QINU`"' - 1Château de Miramare - 2Phare de la Victoire - 3Théâtre romain - 4Château de San Giusto - 5Phare de Trieste - 6Palazzo Municipio - 7Palazzo del Lloyd Triestino - Architecture religieuse '"`UNIQ--templatestyles-0000000F-QINU`"' - 1Cathédrale - 2Église de la Sainte-Trinité-et-Saint-Spiridion - 3Synagogue - 4Église Sant'Antonio Taumaturgo - 5Sanctuaire de Monte Grisa - Espace public '"`UNIQ--templatestyles-0000000F-QINU`"' - 1Gare centrale de Trieste - 2Piazza Unità d'Italia - 3Canal Grande - 4Piazza della Borsa - 5Gare maritime de Trieste |

La ville s'organise autour du port, du Grand Canal et de la place centrale ouverte sur la mer, appelée piazza Unità d'Italia.
Les restes de la présence romaine sont visibles avec le théâtre romain qui pouvait accueillir 6 000 spectateurs et l'arc de Ricardo datant tous deux du Ier siècle av. J.-C., le forum romain avec vestiges d'une basilique civile, ainsi que les restes de deux aqueducs romains dont le plus long mesurait 17 kilomètres, ainsi qu'un lapidarium.
Parmi les principaux lieux de culte de la ville se trouvent la cathédrale catholique de San Giusto, la basilique de San Sivestro, l'église catholique Santa Maria Maggiore, l'église catholique Sant'Antonio Taumaturgo, le temple luthérien, l'église orthodoxe serbe San Spiridone et l'église orthodoxe grecque San Nicolò, ainsi que la synagogue de Trieste qui est l'une des deux plus grandes d'Europe.
La ville présente aussi de belles places, parcs et jardins, palais, théâtres, villas, fontaines et monuments divers, ainsi que plusieurs châteaux.

#### Piazza Unità d'Italia
La Piazza Unità d'Italia est la place principale de Trieste autour de laquelle toute la vie de la ville s'organise. Appelée à l'origine Piazza San Pietro ou Piazza Grande, puis Piazza Francesco Giuseppe (du nom de l'empereur François Joseph d'Autriche), elle prit le nom de Piazza Unità d'Italia en 1918 à la suite du rattachement de Trieste à l'Italie. Elle se trouve au pied de la colline de San Giusto, entre le quartier construit par l'impératrice Marie-Thérèse d'Autriche (Borgo Teresiano) et le quartier construit à l'époque de l'empereur Joseph II de Habsbourg-Lorraine (Borgo Giuseppino). La place planifiée dès 1788 par l'architecte Domenico Corti, de plan rectangulaire est encadrée de nombreux édifices publics et palais. De par sa superficie (10,368 m2) elle est la plus vaste place d'Europe qui s'ouvre sur la mer. Elle est prolongée par un quai au nom célèbre : le Molo Audace.

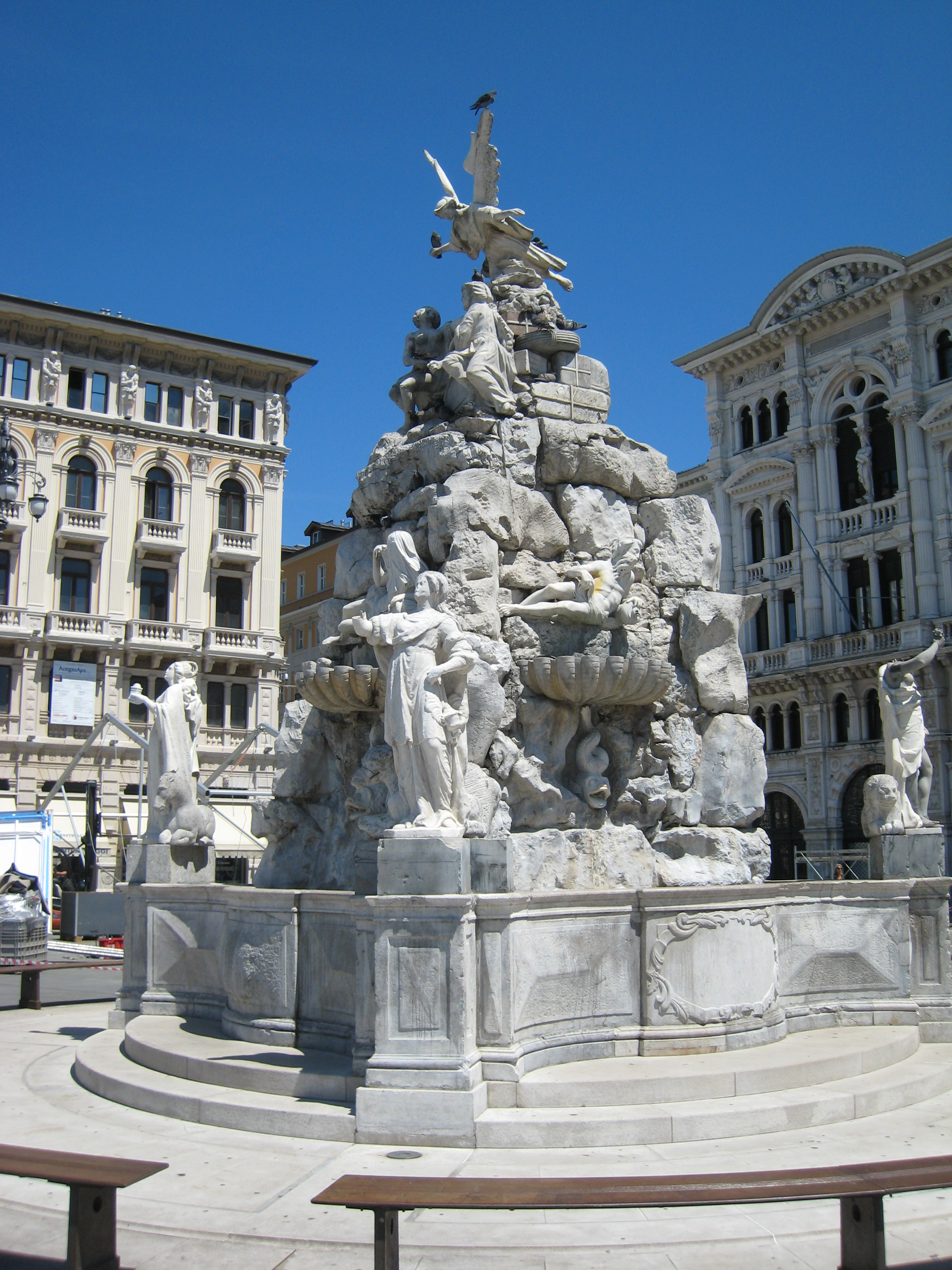
La fontaine des Quatre Continents sur la piazza Unità d'Italia.

Sur la place se trouve fontaine monumentale construite de 1751 à 1754, appelée la fontaine des Quatre-Continents (ainsi que Fontana del Mazzoleni). Deux autres fontaines bordent le palazzo du Lloyd Triestino construit de 1881 à 1883 et représentent les déesses Thétis (œuvre du sculpteur Giuseppe Pokorny) et Vénus (œuvre du sculpteur Ugo Haedti). À noter sur la place la présence d'une colonne dédiée à l'empereur Charles VI, consécutive à sa visite du 10 septembre 1728. La statue de pierre blanche qui surmonte la colonne et le représente depuis 1754 est une œuvre du sculpteur Lorenzo Fanoli.

#### Molo Audace
En 1740 s'échoua au fond du port de Trieste le navire San Carlo, épave qui fut aussitôt utilisée pour la construction d'un nouveau quai construit de 1743 à 1751. Ce quai porta le nom du navire San Carlo. À l'origine, le quai ne mesurait que 95 mètres de long et fut peu à peu allongé au cours du temps pour atteindre la longueur actuelle de 246 mètres. À la fin de la Première Guerre mondiale, le 3 novembre 1918, le premier navire de la marine italienne à rentrer dans le port de Trieste et à s'amarrer au quai fut L'Audace. On donna le nom de l'Audace au quai (Molo Audace) et sur une petite colonne de pierre blanche on érigea une rose des vents en bronze avec épigraphe en souvenir de cet événement. L'Audace est toujours exposé à la base du phare de la Victoire (Faro della Vittoria). De nos jours le Molo Audace qui forme une véritable place sur la mer, est devenu un lieu de promenade privilégié des Triestins et prolonge de façon harmonieuse la perspective de la piazza Unità d'Italia.

#### Le Grand Canal (Canal Grande)
Creusé de 1754 à 1756 à l'emplacement d'anciens marais sur un projet de l'architecte vénitien Matteo Pirona, il permettait aux navires d'entrer au cœur de la cité. Il se situe au cœur du Borgo Teresiano, quartier construit sous l'impératrice Marie-Thérèse d'Autriche. À l'origine sa longueur arrivait jusqu'à hauteur de l'église Saint-Antoine-le-Thaumaturge. Cette dernière partie fut comblée pour permettre la construction d'une place. De nos jours la construction d'un pont fixe appelé Ponterosso et qui donne le nom au quartier, ne permet plus aux voiliers d'aborder. Seules de petites embarcations y ont accès. Sur ses rives s'élèvent l'église San Spiridone ainsi que les palais : le Palazzo Carciotti (1805 - architecte Matteo Pertsch) siège de la capitainerie du port de Trieste, le Palazzo Genel (1873 - architecte Domenico Monti), le café historique Stella Polare, le Palais Gopcevich, aujourd'hui musée (1850 – architecte Giovanni Andrea Berlam), le Palais Aedes appelé aussi le « gratte-ciel rouge » (1928 - architecte Arduino Berlam). À noter aussi sur l'un des ponts construit en 1832 du Canal Grande appelé Ponterosso, la statue en bronze de l'écrivain James Joyce (1882-1941) qui habitait le quartier. Au bord du Canal Grande, sur la petite place homonyme appelée Piazzetta Ponterosso se trouve une belle fontaine avec une statue, construite en 1753 par Mazzoleni.

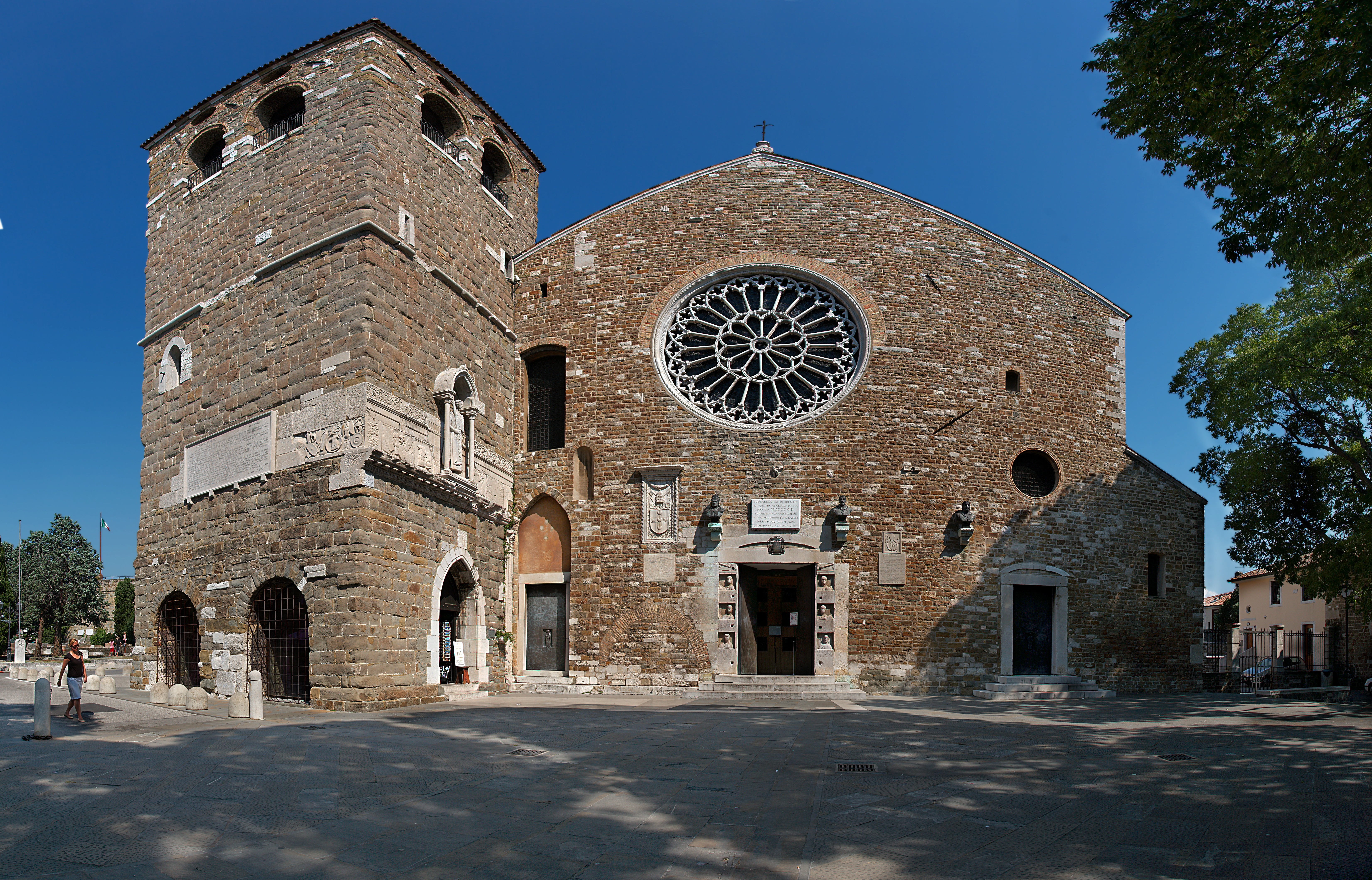
La cathédrale San Giusto.

#### Cathédrale catholique de San Giusto
Elle se trouve située sur la colline homonyme. Elle présente le plan d'une basilique paléochrétienne à cinq nefs, avec presbytère en abside et sol en mosaïques. Quelques vestiges antiques sont insérés dans la construction. Elle a été construite au Ve siècle sur le site d’une basilique civile et d’un ancien temple romain dédié à la triade Jupiter, Junon et Minerve. Au cours des siècles l'église primitive à trois nefs a subi de nombreux et substantiels changements pour des raisons inconnues de nous. Une première restauration a lieu en 547 par le premier évêque de Trieste connu répondant au nom de Frugifero. Deux autres édifices religieux lui ont été rajoutés : une petite cathédrale dédiée à la Vierge puis au Xe siècle, la chapelle destinée à recueillir les reliques de saint Juste (san Giusto). Des trois nefs de l'ancienne cathédrale, ne subsiste aujourd'hui que la nef centrale le long de laquelle il y a deux rangées de colonnes d’origine byzantine. Du presbytère subsiste la magnifique mosaïque du XIIe siècle représentant le Christ, saint Giusto et saint Servolo, œuvre probable de maîtres originaires de Vénétie, ainsi qu’en abside la chapelle dédiée à saint Apollinaire. À noter également un baptistère d’origine romane. La nef de la cathédrale actuelle vit le jour au XIVe siècle, à la suite de la fusion de l'ancienne cathédrale et de la chapelle par la volonté de l’évêque Roberto Pedrazzani de Robecco. Le bâtiment est orné d'une magnifique rosace gothique en calcaire triestin, insérée dans le grès de la façade. Le clocher est construit sur un propylée du Ier siècle et comporte divers vestiges antiques. Une statue de saint Juste y figure en bonne place. Le clocher de San Giusto et ses cloches ont été longtemps un symbole irrédentiste pour les patriotes de toute l’Italie. Une célèbre chanson italienne porte le nom « les cloches de San Giusto » et a été interprétée notamment par Luciano Pavarotti. La cathédrale a le statut de basilique. L'homme politique français Fouché, « régicide » de Louis XVI, « conventionnel » en mission de répression à Moulins et Nevers en 1793 et ministre de la police de Napoléon Ier et, brièvement, du roi Louis XVIII, y a été inhumé dans la crypte à son décès à Trieste en exil, en 1820. Il fut plus tard inhumé en 1875 par son fils à Ferrières (Seine-et-Marne).

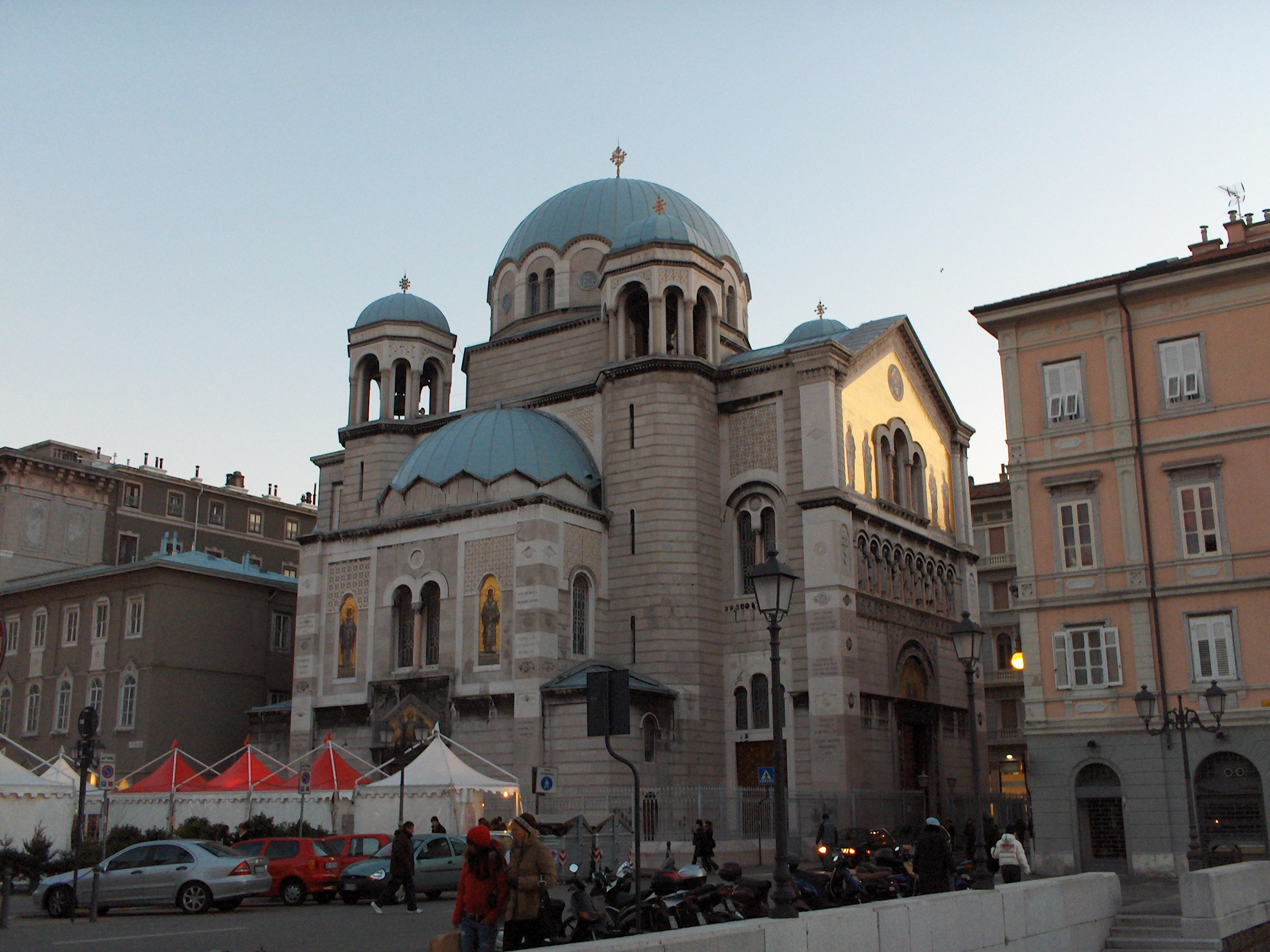
L'église serbe orthodoxe Saint-Spyridon-le-Thaumaturge.

#### Église serbo-orthodoxe Saint-Spyridon
Cette caractéristique église serbe de rite orthodoxe est consacrée à saint Spyridon le Thaumaturge et est également dénommée chiesa degli Schiavoni (église des Slaves). Elle a été érigée le long du Grand Canal sur les fondations d'une église orthodoxe préexistante du XVIIIe siècle qui était indifféremment utilisée par les communautés orthodoxes grecques ou serbes. Le projet de l'édifice actuel fut réalisé par l'architecte milanais Carlo Maciacchini, entre 1861 et 1868, sur commande de la communauté orthodoxe serbe. L'édifice peut accueillir 1 600 personnes. L'église présente, selon la tradition orientale, un plan en croix grecque, surmonté de cinq coupoles d'un bleu azur caractéristique. La pierre utilisée est d'origine locale, sauf les colonnes réalisées en marbre de Vérone et les corniches faites de marbre de Toscane. La façade est recouverte de mosaïques. L'intérieur est richement décoré de peintures et de fresques mais ce qui domine l'ensemble, c'est une prestigieuse iconostase faite de bois massif sculpté. Quatre icônes représentent la Vierge Marie, Jésus, saint Spiridon et l'Annonciation. Elles furent réalisées à Moscou et sont recouvertes d'or et d'argent. À noter le grand candélabre d'argent offert à la communauté orthodoxe serbe en 1782 par le futur tsar Paul Ier de Russie, lors de son passage à Trieste.

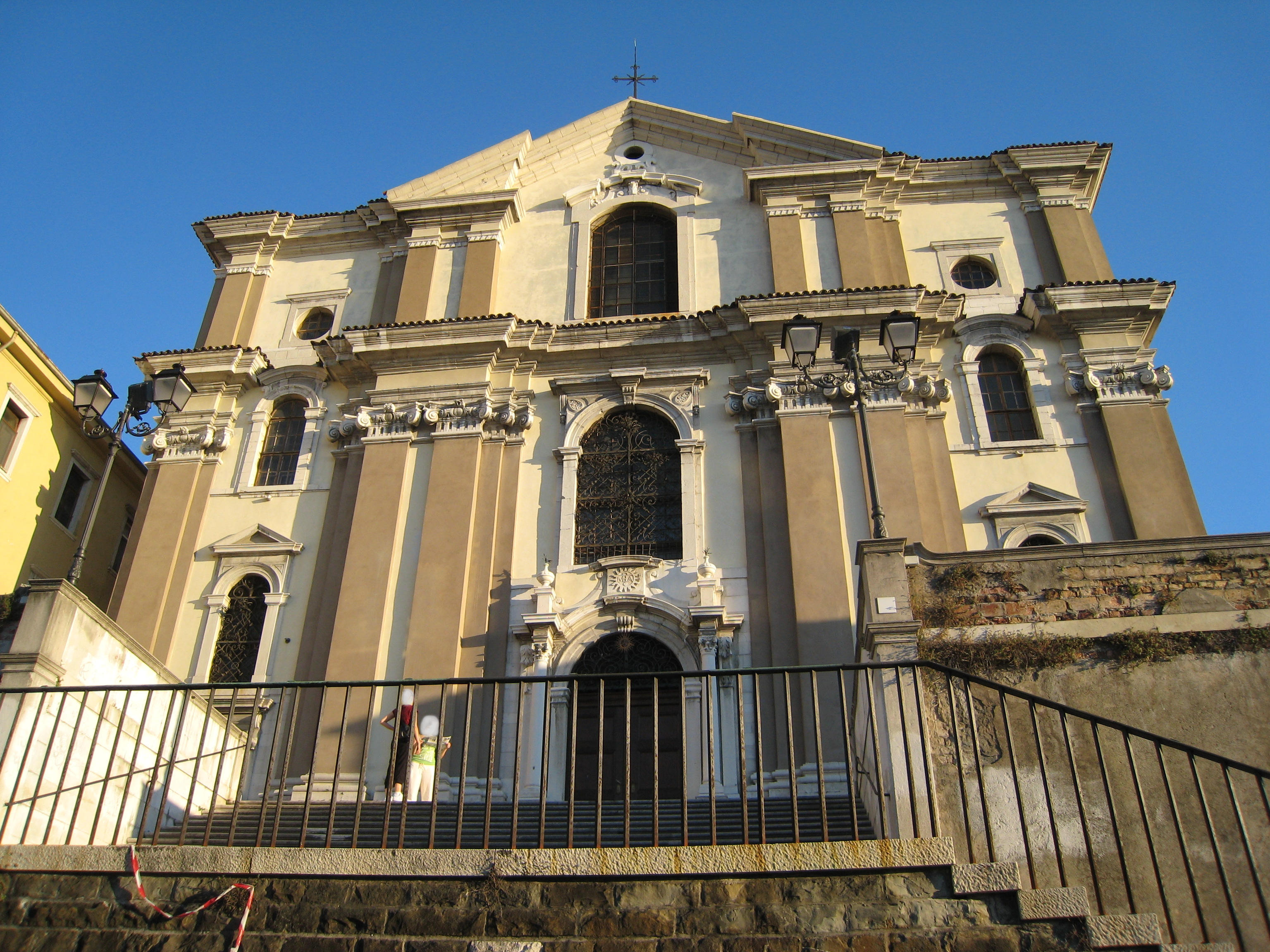
La basilique Santa Maria Maggiore.

#### Basilique catholique Santa Maria Maggiore (Sainte-Marie-Majeure, ditedei Gesuiti- des Jésuites)
C'est l'une des grandes églises de Trieste, construite de 1627 à 1682 en style baroque, surplombant la scénique Scalinata delle Medaglie d’Oro. Sa façade est attribuée à l'architecte jésuite Andrea Pozzo (1647-1709). Son plan librement inspiré de celui de l'église du Gesù de Rome est celui d'une vaste croix latine. La basilique est divisée en trois nefs par deux rangées de piliers. La nef centrale est surmontée d'une vaste coupole. Le transept gauche abrite un autel dédié à saint Ignace de Loyola et celui de droite, un autel dédié à saint François Xavier, à la fois le fondateur et l'un des premiers disciples de l'ordre des jésuites. L'un des autels majeurs est dédié au Christ crucifié. D'autres autels historiques ornent l'église comme celui offert par le baron Pasquale Revoltella et dédié à la Madone des Grâces. Une des chapelles de droite est dédiée à la Madonne della Salute, le tableau qui s'y trouve est attribué au peintre Sassoferrato ou à son école. L'autel majeur de la chapelle est consacré à la Madonne della Salute et reste un lieu de pèlerinage privilégié des Triestins. Cette dévotion se rattache à la fin d'une épidémie de choléra survenue en 1849 et Trieste fête depuis la Madonne della Salute le 21 novembre. Les grandes orgues de la basilique ont été restaurées en 2009. Dans la basilique repose également la dépouille du bienheureux Monaldo de Capodistria, décédé en 1278. La basilique est aussi connue pour ses souterrains.

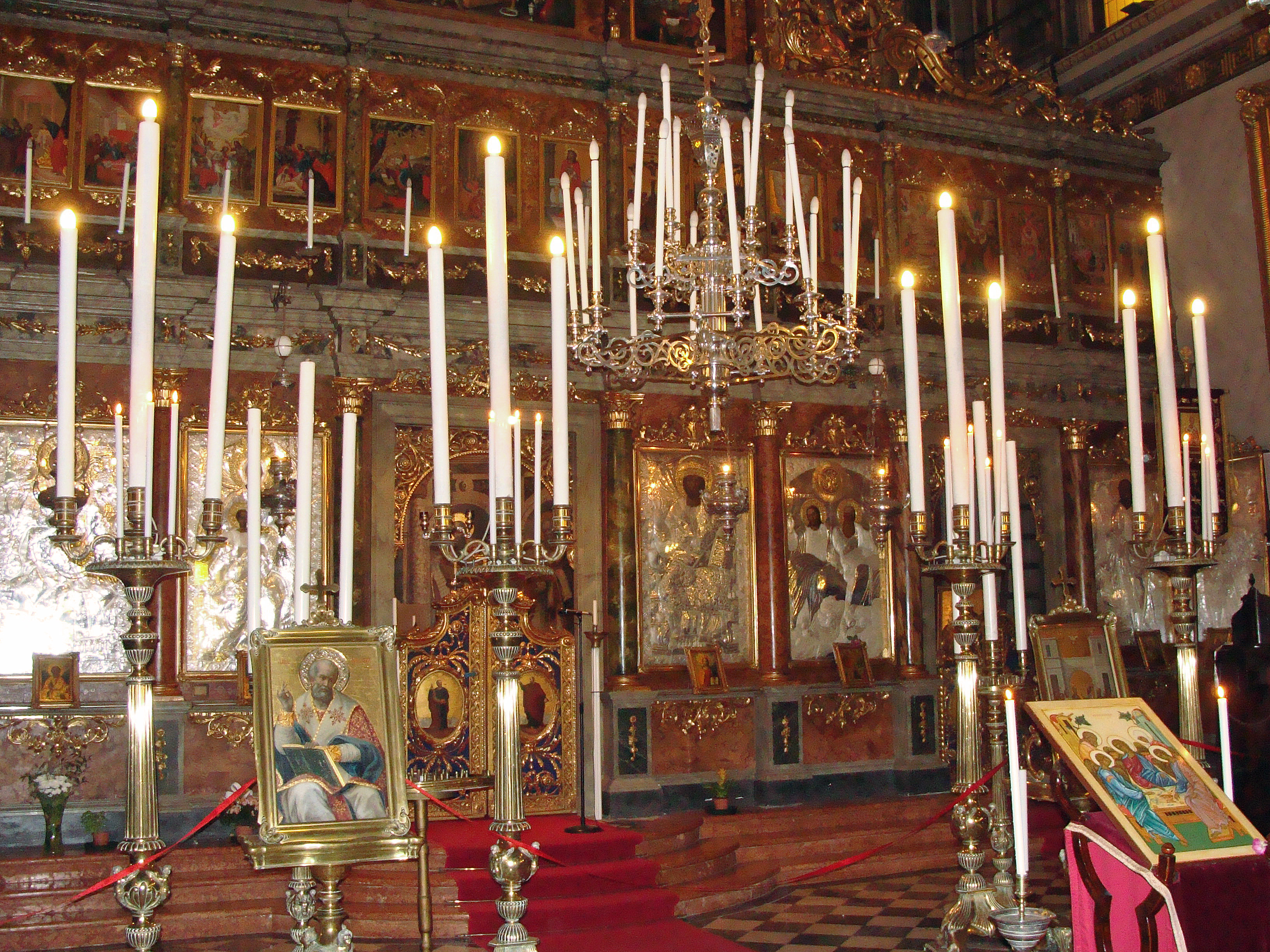
Iconostase de l'église Saint-Nicolas des Grecs.

#### Église orthodoxe Saint-Nicolas des Grecs (San Nicolò dei Greci)
Érigée en 1786, l'église orthodoxe Saint-Nicolas des Grecs a été rénovée par l'architecte Matthias Pertsch en 1819. Elle se présente comme une construction avec deux campaniles et héberge une importante iconostase.

#### Basilique paléochrétienne Saint-Sylvestre (San Silvestro) du culte réformé
le temple protestant de Trieste est établi depuis 1785 dans une modeste basilique paléochrétienne, à l’ombre de la grande basilique baroque de Santa Maria Maggiore. De style antique, elle a été restaurée en 1927 et libérée de ses ornements baroques. Elle était considérée jusqu'à la découverte d'une autre basilique paléochrétienne via del Mare dans les années 1960, comme le plus ancien lieu de culte de Trieste.
La tradition rapporte qu'elle fut érigée sur les fondations de la maison natale de deux martyres (en 254) : sainte Thècle et sainte Euphémie. Elle fut plus tard dédiée à saint Sylvestre, pape à l'époque de l'empereur Constantin le Grand. Elle a conservé son aspect antique primitif, malgré l'ajout de baies gothiques à côté du clocher dans sa structure romane du XIe siècle. En raison de ses caractéristiques remarquables, elle est classée comme monument national.
La petite basilique Saint-Sylvestre abrite de nos jours la communauté réformée (calviniste), réunissant la communauté de confession helvétique et de l'Église évangélique vaudoise.

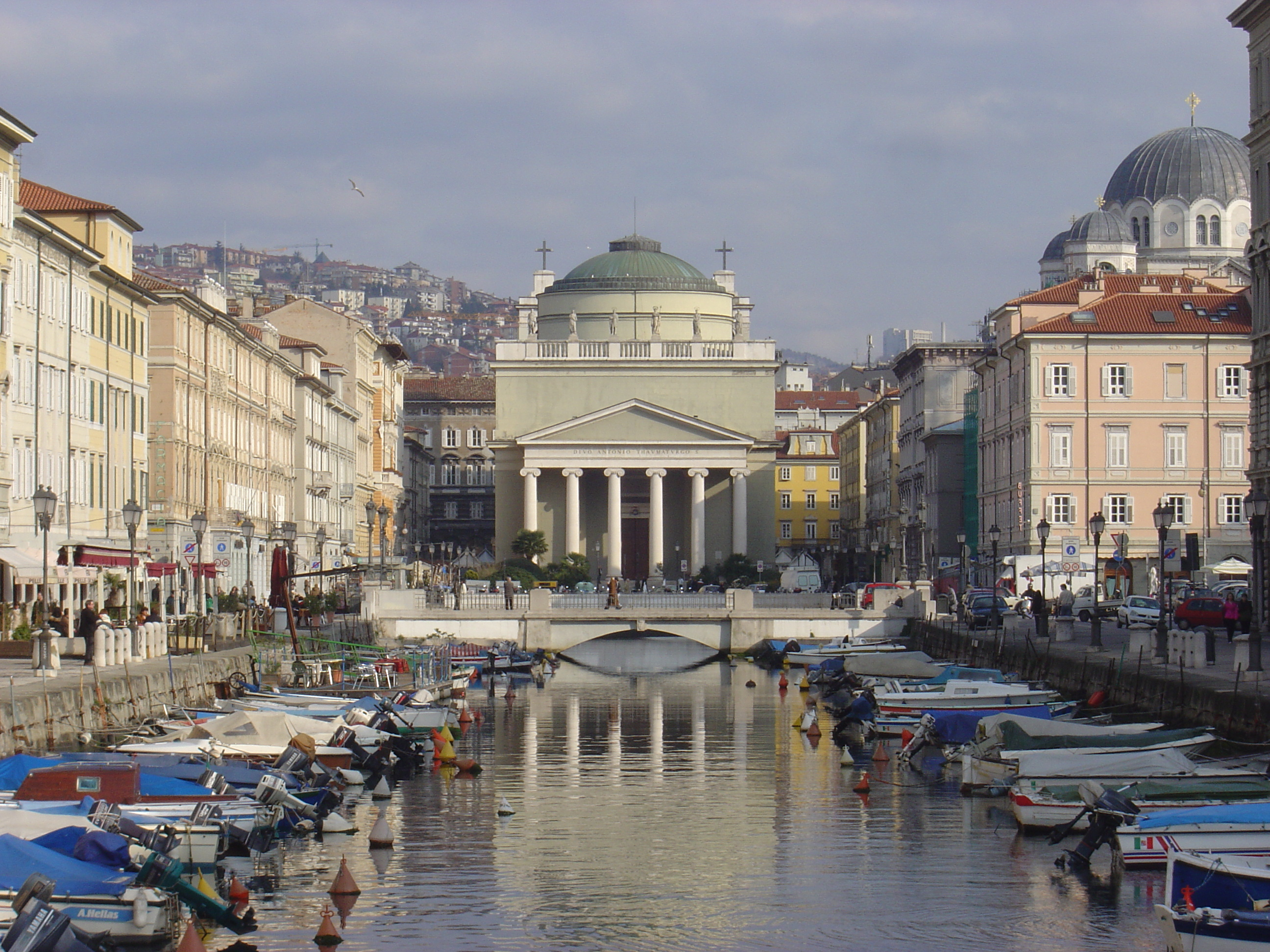
L'église Sant'Antonio Taumaturgo, vue du Canal Grande.

#### MonastèreSan Cipriano
Situé via delle Monache, le monastère Saint-Cyprien est occupé depuis 1426 par des moniales bénédictines. La façade de la chapelle abbatiale, à triple portique d'entrée, est du XVIIIe siècle. L'intérieur de la nef unique héberge des autels de style rococo.

#### Église catholique Saint-Antoine-le-Thaumaturge(Sant’Antonio Taumaturgo)appelée aussiSant’Antonio Nuovo
Cette monumentale église de Trieste fut projetée en 1825 en style néo-classique par l'architecte Pietro Nobile et fut terminée en 1849. Sa façade principale est marquée par six imposantes colonnes et offre une belle perspective au bout du Grand Canal. Elle est surmontée d'une coupole. Deux clochers encadrent sa façade arrière. L'intérieur présente une fresque du peintre Sébastiano Santi. Le décor du maître-autel est de l'artiste Alessandro Longhi.

#### Église du Christ (Christchurch) de la communauté anglicane
Elle se trouve via San Michele. Elle fut construite en 1829 en style néo-classique par la grande communauté de commerçants britanniques résidant alors à Trieste. Acquise en 1985 par la ville et complètement restaurée, elle dessert une fois par mois la communauté anglicane actuelle de Trieste.

#### Église évangélique luthérienne de Trieste
L'Église évangélique luthérienne de Trieste est construite par les architectes Giovanni Berlam et Giovanni Scalmanini sur un projet de l'architecte Zimmermann de Breslau. Elle est inaugurée en 1874. Elle est de style néogothique et la hauteur de son clocher est de 50 mètres.

#### Capella Civica Madonna del Rosario(chapelle civique catholique de la Madone du Rosaire)
Elle est l'une des petites églises anciennes de la ville. Au XVIIe siècle, les nobles triestins avaient l'habitude de s'associer en congrégations religieuses et créèrent en 1613 à la suite de la bataille de Lépante (7 octobre 1571) une fraternité de dévotion mariale dédiée au Rosaire. Dans l'ancien centre-ville, Piazza Vecchia, ils décidèrent de construire cette chapelle civique qui fut bâtie en vingt ans de 1631 à 1651. De discrets ornements baroques agrémentent sa façade.

#### Sanctuaire catholique de Montegrisa
Aussi appelé Temple de Montegrisa, il est érigé à près de 350 mètres au-dessus du golfe de Trieste et est entouré d'une vaste pinède. C'est un édifice moderne (haut de 45 mètres) construit sur projet de l'ingénieur Antonio Guacci et de l'architecte Nordio par volonté de l'archevêque de Trieste, Monseigneur Santin, de 1959 à 1966.

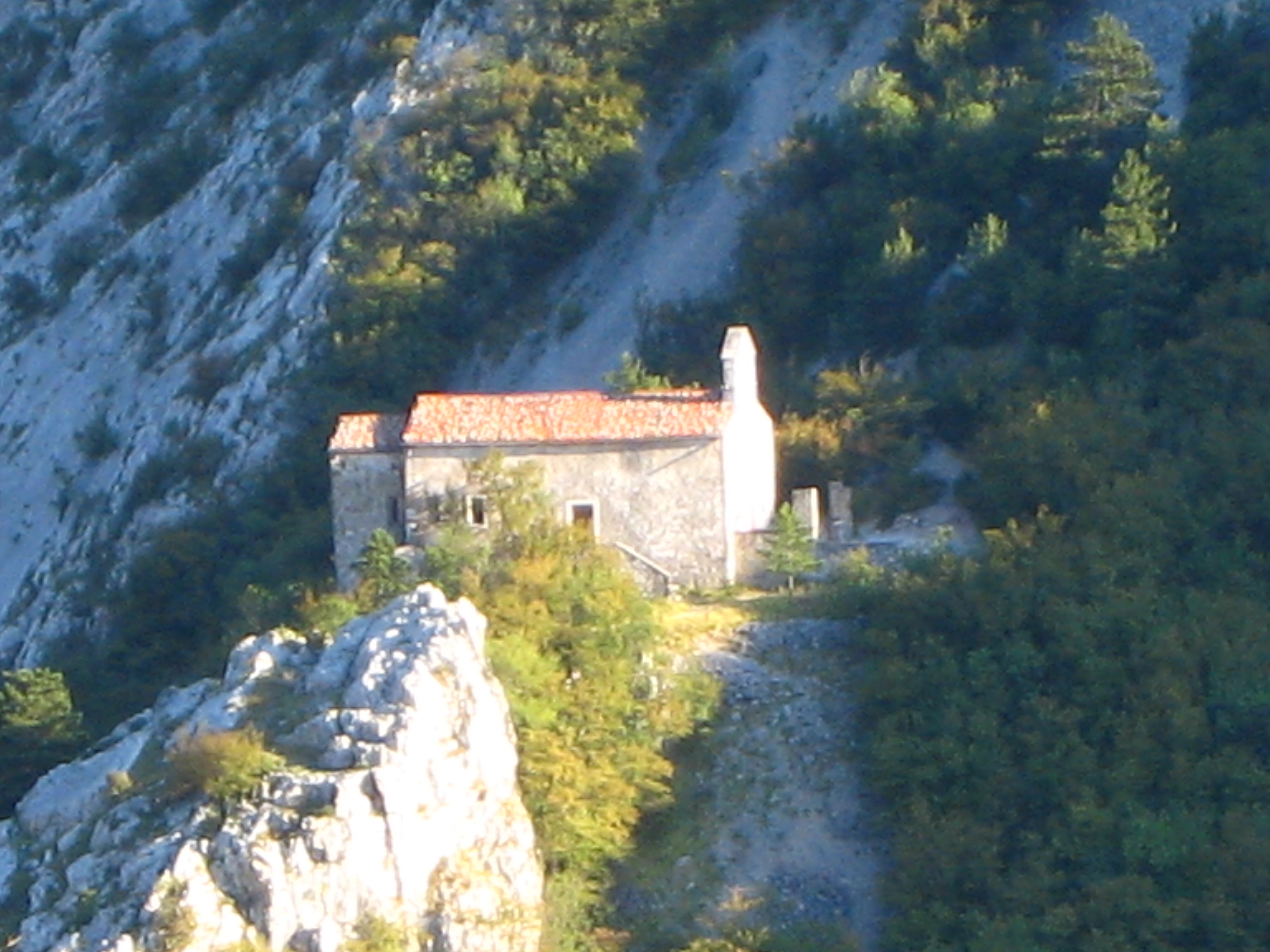
Petite église Santa Maria in Siaris.

#### Église Santa Maria in Siaris
Cette petite église est située dans le parc naturel de la Val Rosandra (au Sud-Est de Trieste). Elle date probablement du XIIIe siècle.

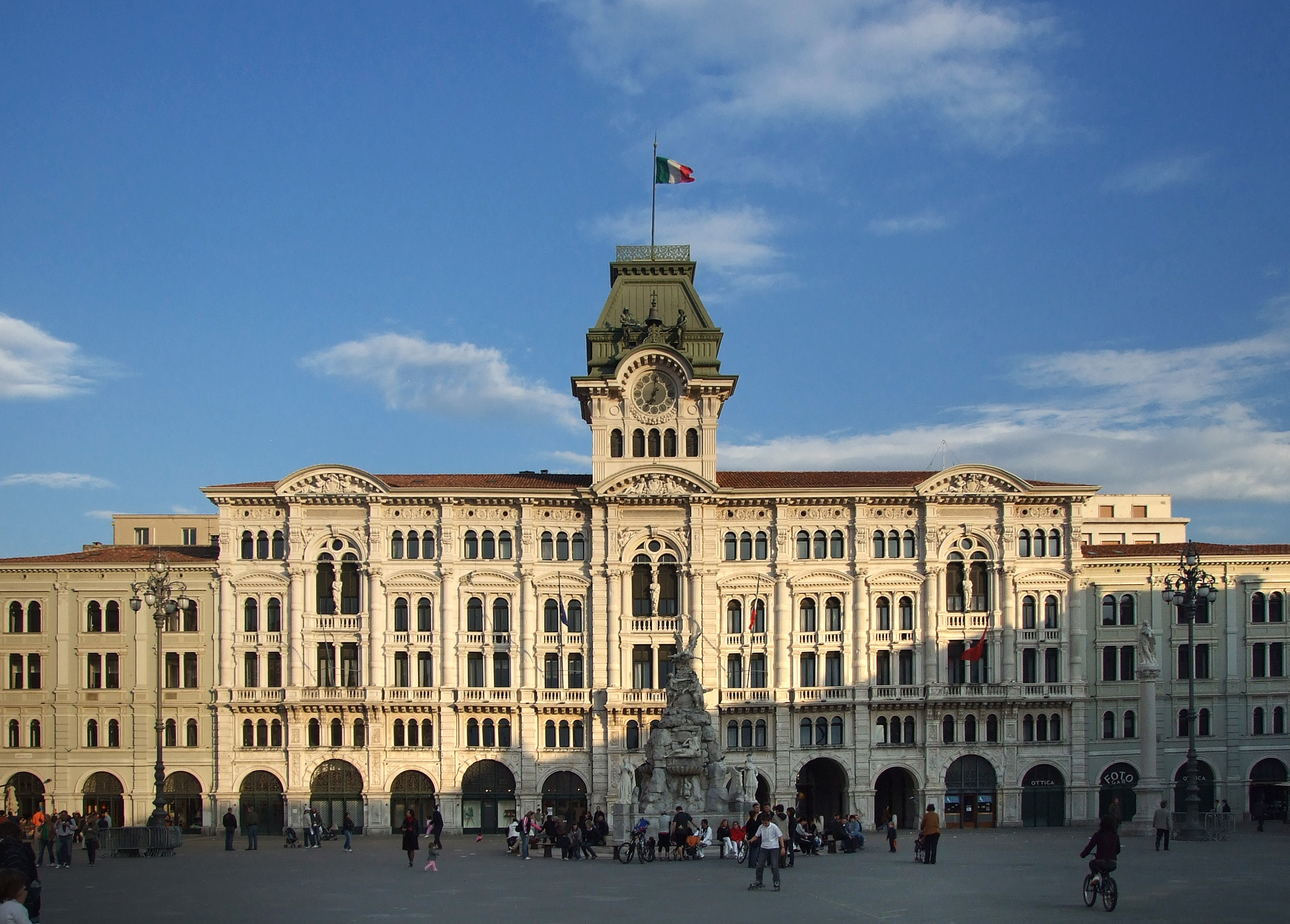
Hôtel de Ville.

#### Palazzo municipale(hôtel de ville)
Le Palazzo Municipale de la ville de Trieste, encore appelé Palazzo Comunale di Trieste est situé piazza Unità d'Italia. Le Palazzo Municipale fut construit sur un projet de l'architecte triestin Giuseppe Bruni (1827-1877). L'architecte triestin Eugenio Geiringer en dirigea de 1872 à 1877 les travaux de construction. Il présente un corps central richement décoré surmonté de la Torre dell'Orologio et de deux ailes d'une facture plus sobre. Au sommet de la Torre dell'Orologio, deux personnages en bronze sonnent les heures. Du fond de la Piazza Unità d’Italia, l'une des plus belles places d'Europe, le Palazzo Municipale fait face à la mer.

#### Palais Galatti
Le palais Galatti, construit à la fin du XIXe siècle, abritait les institutions de la province de Trieste jusqu'en 2017 et est occupé aujourd'hui par le siège de l'organisme de décentralisation régionale qui remplace la province depuis 2020.

#### Grand Hôtel des Ducs d'Aoste
En 1872, le fonds d’investissement foncier des assurances Assicurazioni Generali chargea l'architecte triestin Eugenio Geiringer du projet et de la construction, Piazza Unità d'Italia près du Palazzo Pitteri, d’un nouvel hôtel qui s’appelait à l’origine hôtel Garni et qui devait prendre le nom d’hôtel Vanoli. Eugenio Geringer s’attacha également à l’aménagement de son restaurant en lui donnant un cachet tout à fait dans le goût de la Belle Époque. En 1912, l’hôtel Vanoli fut électrifié puis pris bien plus tard (1972) l’actuel nom de Grand Hôtel Duchi d’Aosta. Ce bâtiment fut construit en 1873 et présente des façades d’un goût et style français, l’une donnant à droite de la piazza Unità d’Italia et l’autre sur front de mer. L’histoire de cet établissement remonte à l'antiquité puisqu’à son emplacement s’élevait déjà en l’an 300, le long des débarcadères de Trieste, l’Hospitium Magnum qui offrait aux voyageurs gîte et couvert. Entre 1727 et 1732 un nouvel établissement, l’Osteria Grande, fut construit sur les fondations de l’ancien Hospitium Magnum. Cet hôtel fut peu à peu agrandi et transformé prenant le nom de Locanda Grande. En 1768 l'archéologue Johann Joachim Winckelmann y fut assassiné par son amant Francesco Arcangeli et ce fait divers donna lieu à maintes légendes. Il fut démoli en 1847 avant d’être remplacé par l’actuel Grand Hôtel Duchi d’Aosta. L'architecte Raoul Puhali (1904-1980) restructura plus tard cet établissement. Le Grand Hôtel Duchi d'Aosta accueillit au cours de son histoire des personnalités diverses et illustres : l’Infante d’Espagne Marie épouse du roi Ferdinand, Frédéric de Gonzague duc de Mantoue, le vice-amiral Horatio Nelson, Giacomo Casanova, Carlo Goldoni et beaucoup d’autres.

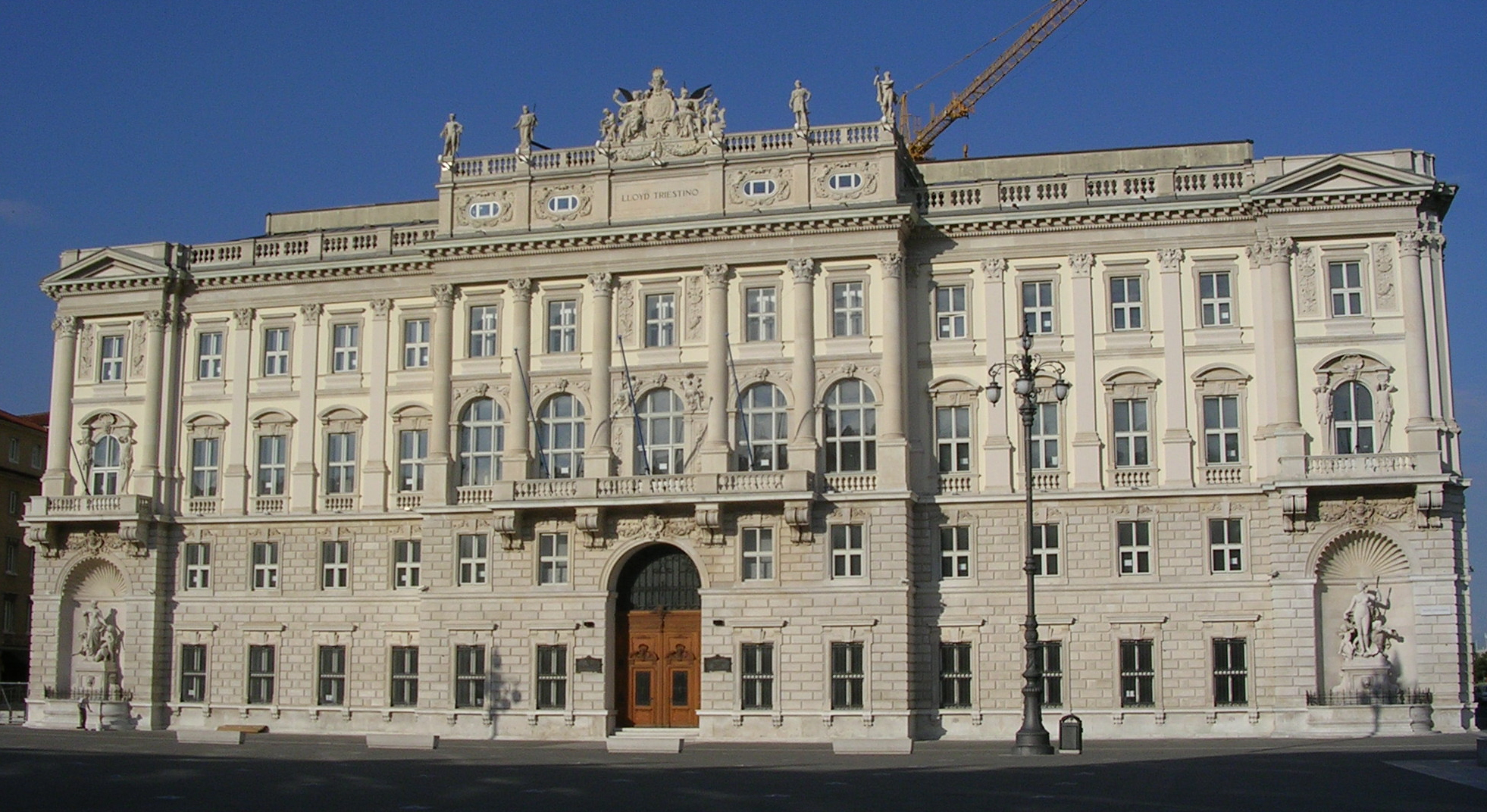
Le palais de la Lloyd austro-hongroise.

#### Palais Lloyd Triestino
Ce prestigieux bâtiment fut construit Piazza Unità d'Italia de 1880 à 1882 par l'architecte viennois Heinrich von Ferstel. Le maître d'œuvre en était un autre architecte viennois Josef Horwath, assisté dans la construction de l'ouvrage par les architectes Geiringer, Vallon, Fumis et Jessersitz de Trieste.

#### Palais des Assurances générales
En 1833, la direction générale de l'assurance Assicurazioni Generali de Trieste chargea l'architecte Eugenio Geiringer de la construction d'un nouveau bâtiment de prestige, à partir duquel l'on pourrait visualiser l'ensemble du golfe et du port de Trieste. Il s'ensuivit une construction de style néo-antique très en vogue à l'époque et caractéristique de l'architecture triestine du XIXe siècle. La façade qui donne sur front de mer, est caractérisée par un avant-corps central constitué d'une colonnade soutenant les balcons du premier étage. Le bâtiment est dominé par un pignon, flanqué de deux obélisques, où figure l'inscription « Assicurazioni Generali », ainsi que l'année de fondation de la société (1831) par un membre de la famille Morpurgo (de la famille de l'épouse d’Eugenio Geiringer). L'entrée se présente comme un grand hall comportant quatre colonnes de calcaire. Autrefois un imposant escalier menait à l'étage mais il fut démoli en 1965 pour être remplacé par un autre escalier, simple, pour gagner de la place.

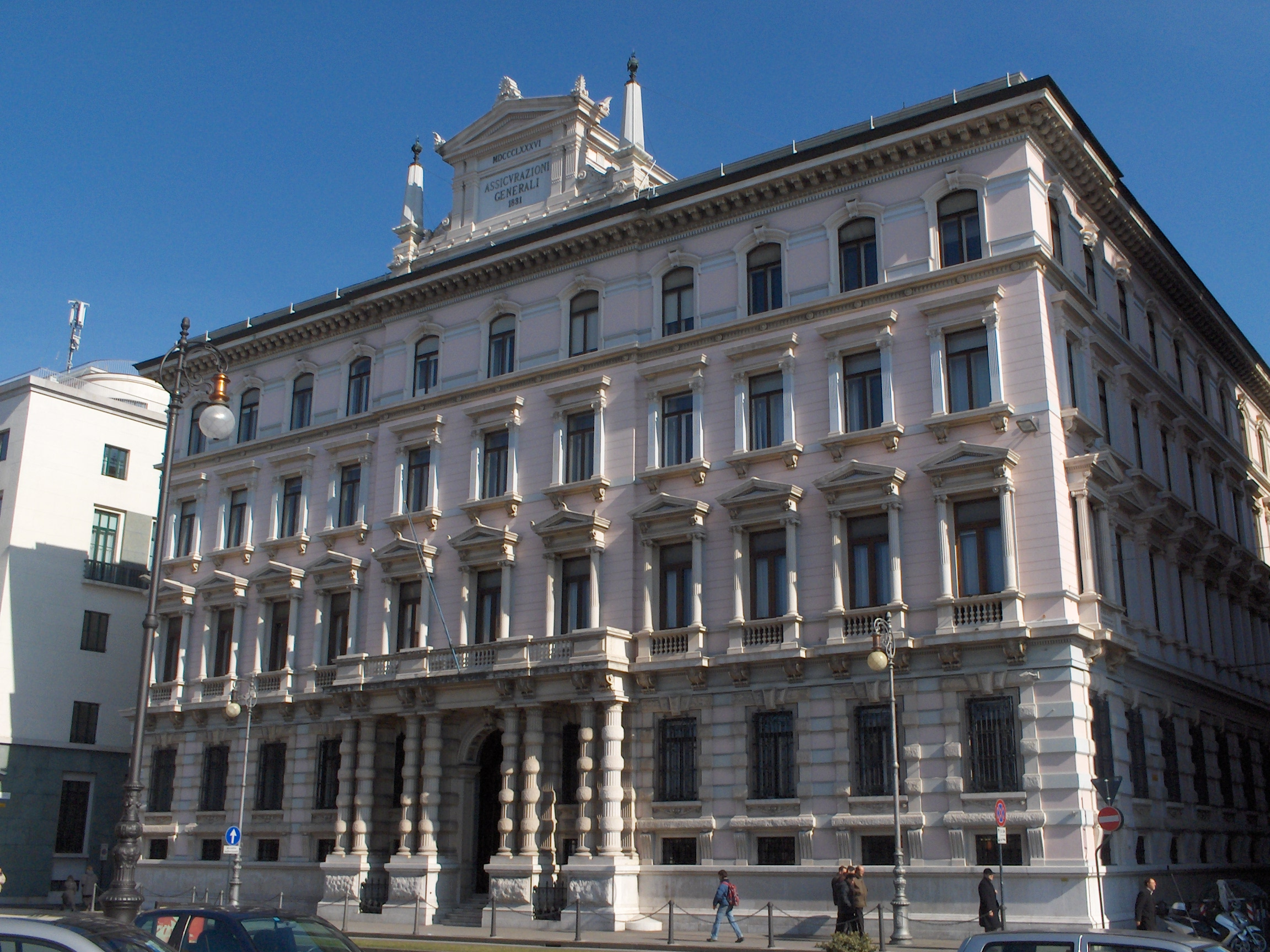
Le Palazzo delle Assicurazioni Generali.

#### Palais de la Banque d'Italie
Le Palazzo della Banca d’Italia se situe au 141, via Cavour. Il fut construit en style néo-Renaissance italienne par l'architecte triestin Eugenio Geiringer et l’architecte austro-hongrois Müller tout au début du XXe siècle. Il se présente comme un bâtiment massif et très richement orné à trois étages avec un rez-de-chaussée surélevé. L’entrée principale est surmontée d’un balcon d'honneur représentatif.

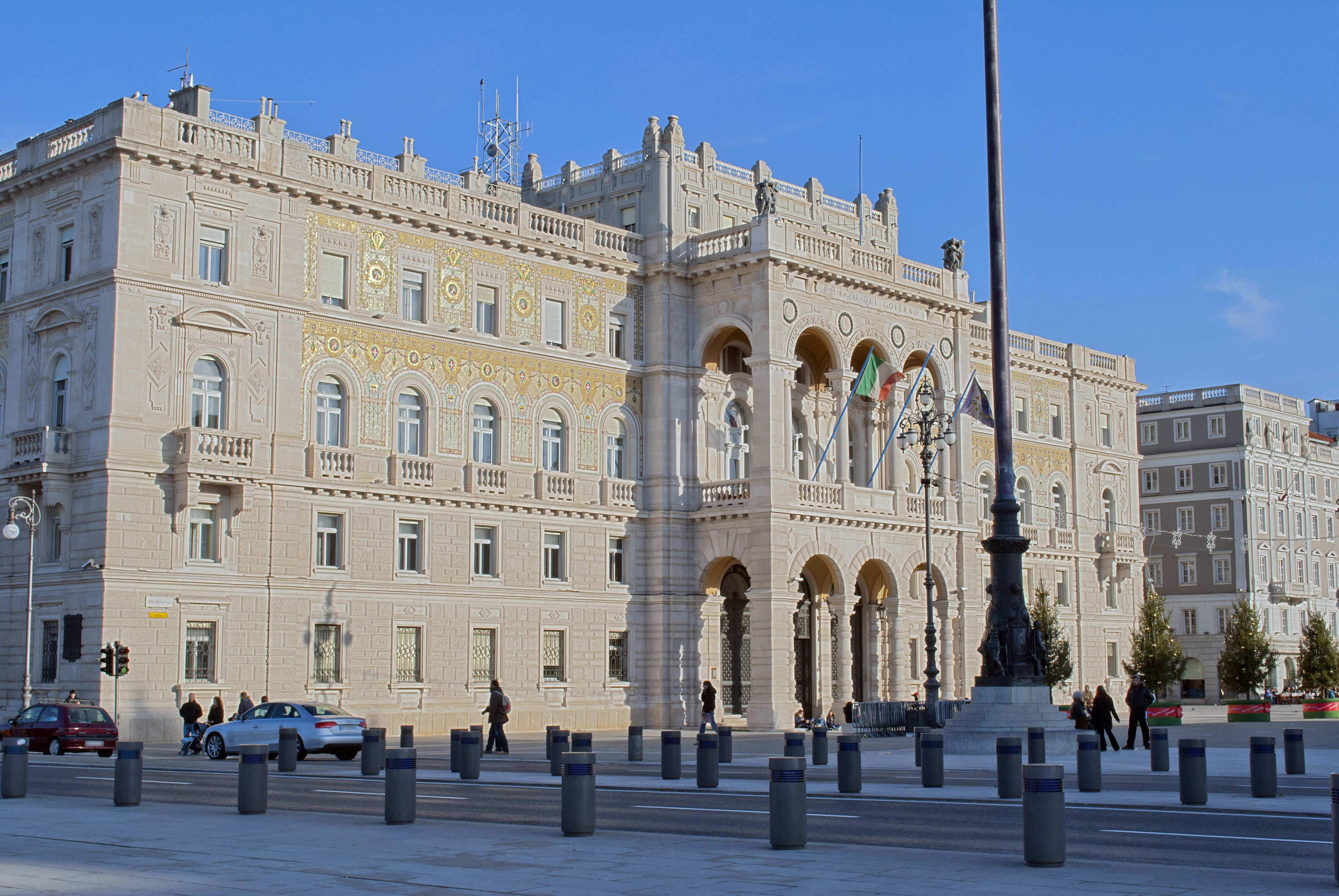
Le Palast der Statthalterei.

#### Palais de la Lieutenance autrichienne
Le prestigieux Palazzo del Governo de Trieste est l'un des plus importants bâtiments de la Piazza Unità d'Italia. Sa construction fut projetée par l'architecte viennois Emil Artman et réalisée de 1901 à 1905 en lieu et place de l'ancien Palais du Gouvernement austro-hongrois bien plus modeste, le Palast der K. und K. Statthalterei. Les caractéristiques principales de sa façade sont son vaste balcon couvert, ainsi que son revêtement de mosaïques en verre de Murano sur la partie supérieure de l'édifice, représentant diverses allégories triestines et des médaillons comportant la croix de la maison royale de Savoie. Sa partie basse est recouverte de pierres blanches d'Istrie. Autrefois se trouvait devant le palais un jardin d'agrément aujourd'hui disparu au profit de l'embellissement de la place. En 1960, différents travaux de restauration furent réalisés sur des projets des architectes Nordio et Cervi.
De nos jours le Palais du Gouvernement est le siège du Commissariato del Governo nella regione Friuli - Venezia Giulia ainsi que de la préfecture de région (Prefettura - UTG di Trieste). De prestigieux salons de représentation avec une imposante vue sur la mer et sur l'ensemble du golfe de Trieste, se trouvent au premier étage et accueillent les hôtes de marque en visite officielle dans la région. La richesse extérieure et intérieure du Palazzo del Governo en fait l'une des plus belles et prestigieuses préfectures d'Italie.

#### Grande Poste (1890-1894)

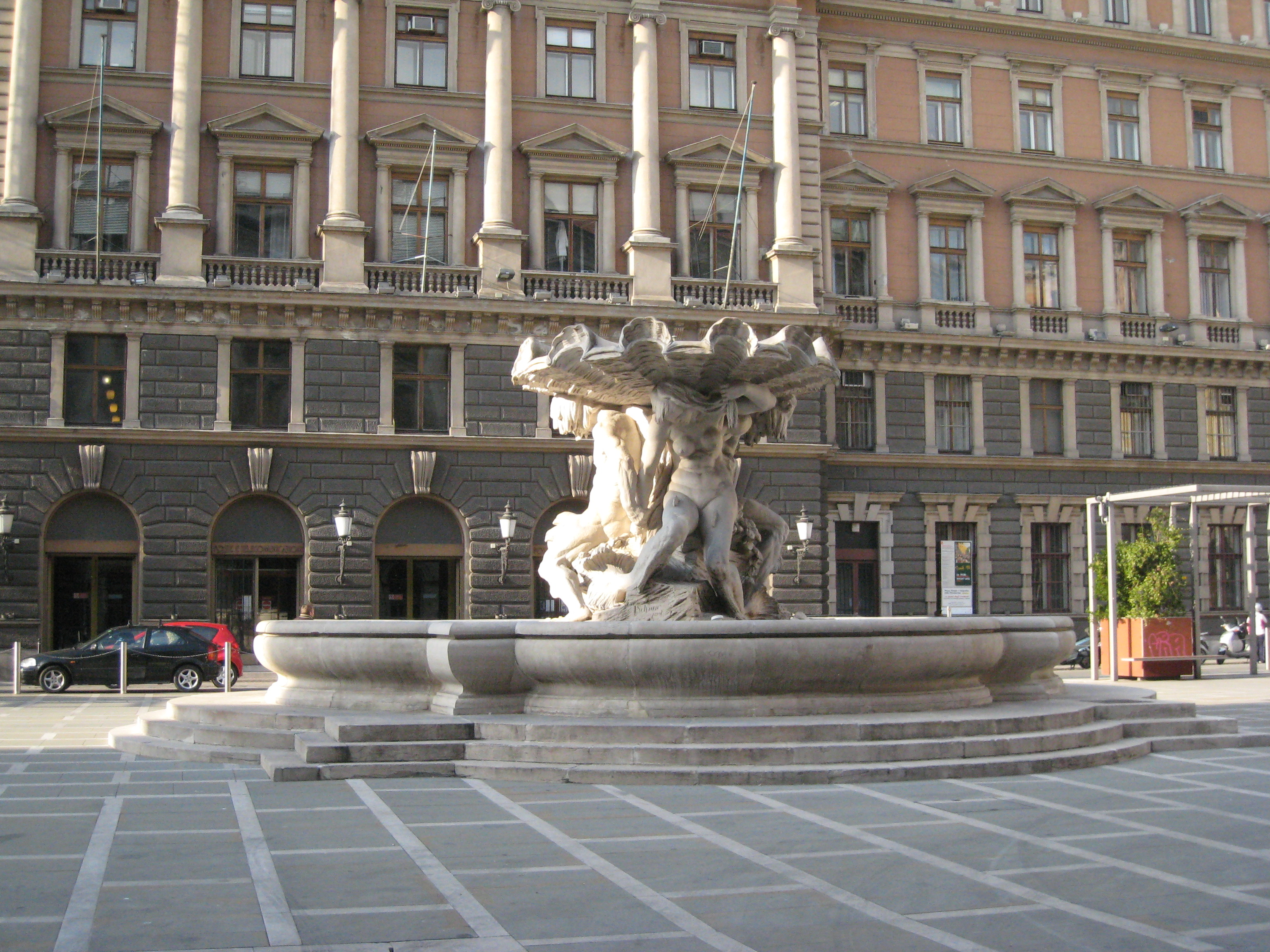
La Grande Poste et la place Vittorio Veneto.

Le bâtiment est construit sur place Vittorio Veneto d'après le projet de l'architecte Friedrich Setz et est inauguré le 28 octobre 1894. Elle est alors le siège de la direction des postes et télégraphes de l'empire autrichien à Trieste. Elle abrite de nos jours le musée postal et télégraphique de la Mitteleuropa.

#### Palais Gopčević
La construction rouge et blanche située le long du Grand Canal est conçu par l’architecte Giovanni Andrea Berlam en 1850. Le palais est le siège du musée théâtral Carlo-Schmidl.

#### Palais Genel
Le palais est l'œuvre de l'architecte Domenico Monti qui le réalise près du Grand Canal en 1873, la façade principale donnant sur la Piazza Ponterosso.

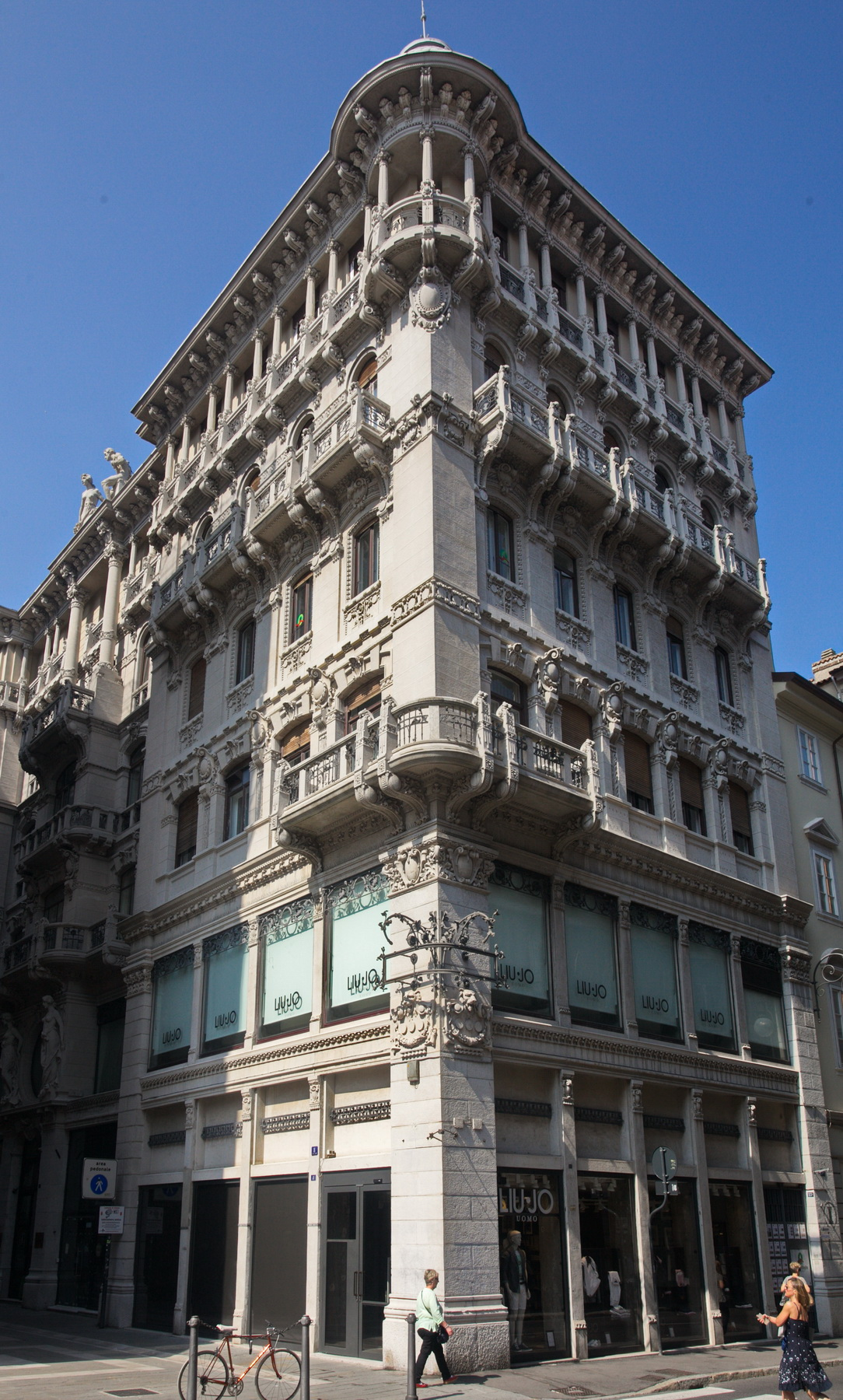
Maison Smolars (1906).

#### Maison Smolars
Cette maison de cinq étages est construite en 1906, via Dante, dans le style « Liberty » (correspondant à l'Art nouveau en Italie).

#### Palais Leo
Sa construction date de 1745.

#### Palais Modello
Le palais est construit de 1871 à 1873 en lieu et place des anciennes églises Saint-Pierre et Saint-Roch sur un projet de l'architecte Giuseppe Bruni.

#### Palais Carciotti
Il fut construit à partir de 1798 dans le style néo-classique d'après les plans de Matthias Pertsch pour le négociant grec Demetrios Karkiotis établi à Trieste en 1775. Après des modifications dues à l'architecte Giovanni Righetti, le bâtiment est achevé en 1803.

#### Palais Vivante
Cette demeure hébergea le commandement de la Troisième Armée durant la Première Guerre mondiale, assuré par le général Emanuele Filiberto, duc d'Aoste.

#### Palazzo Stratti
La façade de la Casa Stratti, qui donne sur la piazza Unità d'Italia, fut bâtie en 1872 sur le projet des architectes Eugenio Geiringer et Domenico Righetti qui représente la dernière phase du style néo-classique triestin.

#### Palais de la Bourse
Siège de l'actuelle chambre de commerce, de l'industrie, de l'artisanat, et de l'agriculture de Trieste, la Bourse de Trieste fut construite par l'architecte Antonio Mollari en 1806 et constitue l'un des exemples les plus saisissants de l'architecture néoclassique triestine. Face à la Bourse, se trouve la fontaine de Neptune (1755) restaurée et remise en place le 27 avril 2011. La place de la Bourse est l'une des places principales de Trieste, qui accueille également une colonne surmontée de la statue de l'empereur Léopold Ier d'Autriche (1673).

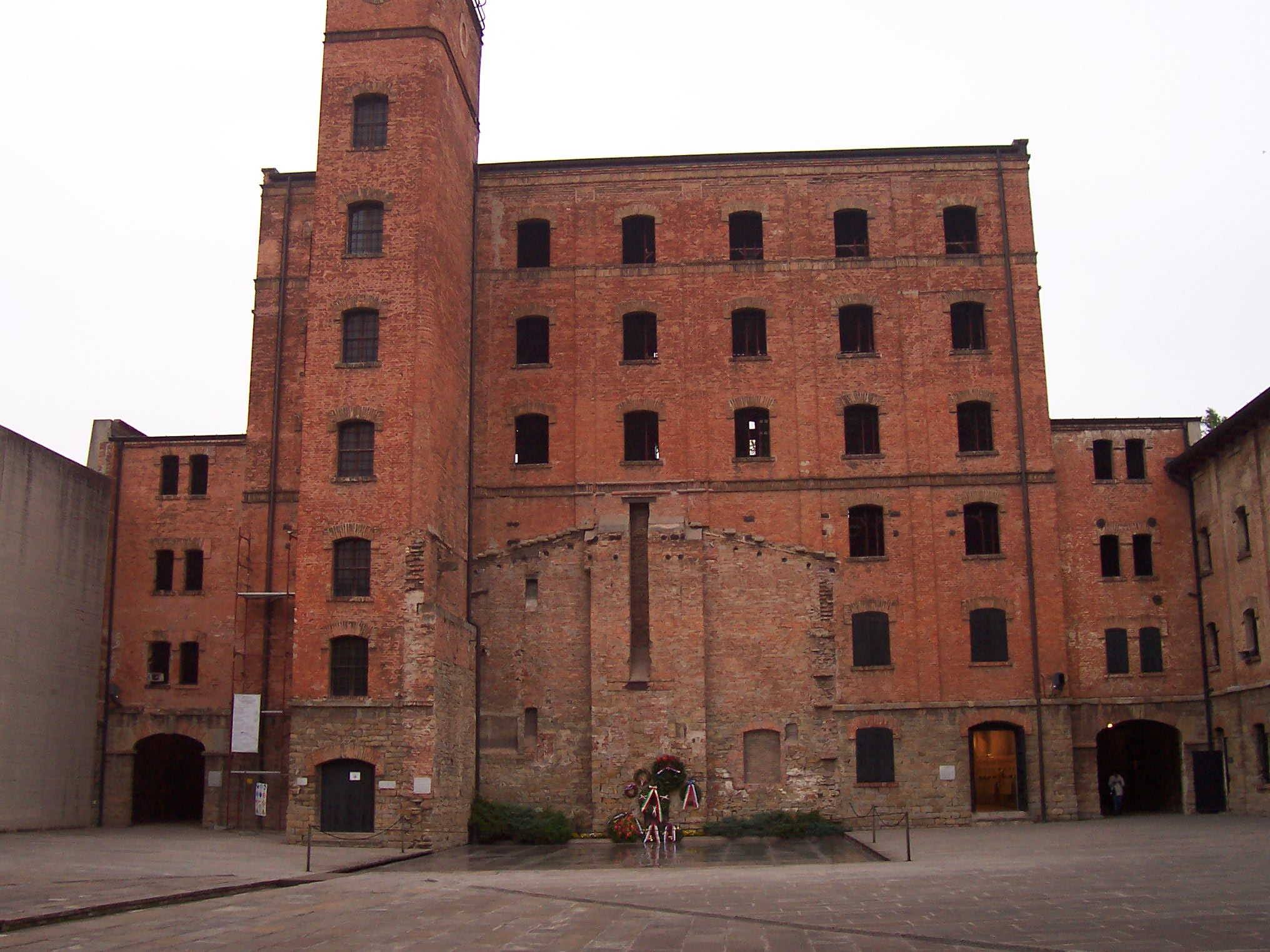
Principal édifice du camp de la Risiera di San Sabba, où se trouvait le four crématoire.

#### Palazzo del Tergesteo
L'entrée principale se trouve sur la Piazza della Borsa, mais le bâtiment fait également face à la Piazza Verdi. C'est l'ancien siège de la Bourse de Trieste,

#### Camp de concentration de Risiera di San Sabba
La Risiera di San Sabba était un camp de concentration et de transit tenu par les Nazis à destination des opposants politiques et des juifs. Les historiens estiment le nombre de morts supérieur à 3 000 et des milliers de prisonniers y transitèrent vers d'autres camps en Allemagne et en Pologne. Aujourd'hui on peut y visiter un musée retraçant cette histoire.

#### Tour Cucherna (Tor CuchernaouTor Cucherla)
Située via Caboro, cette tour faisait partie de l'enceinte défensive médiévale de la ville. Elle a été restaurée en 1461 par Mastro Nicolò de Pari[réf. nécessaire]. Elle est haute de 10 m et large de 5 m. Elle est actuellement envahie par la végétation.

#### Tour Donota (Tor Donota)
Cette tour date du XIVe siècle. Elle était flanquée de la porte du même nom, l'une des principales entrées de la ville médiévale.

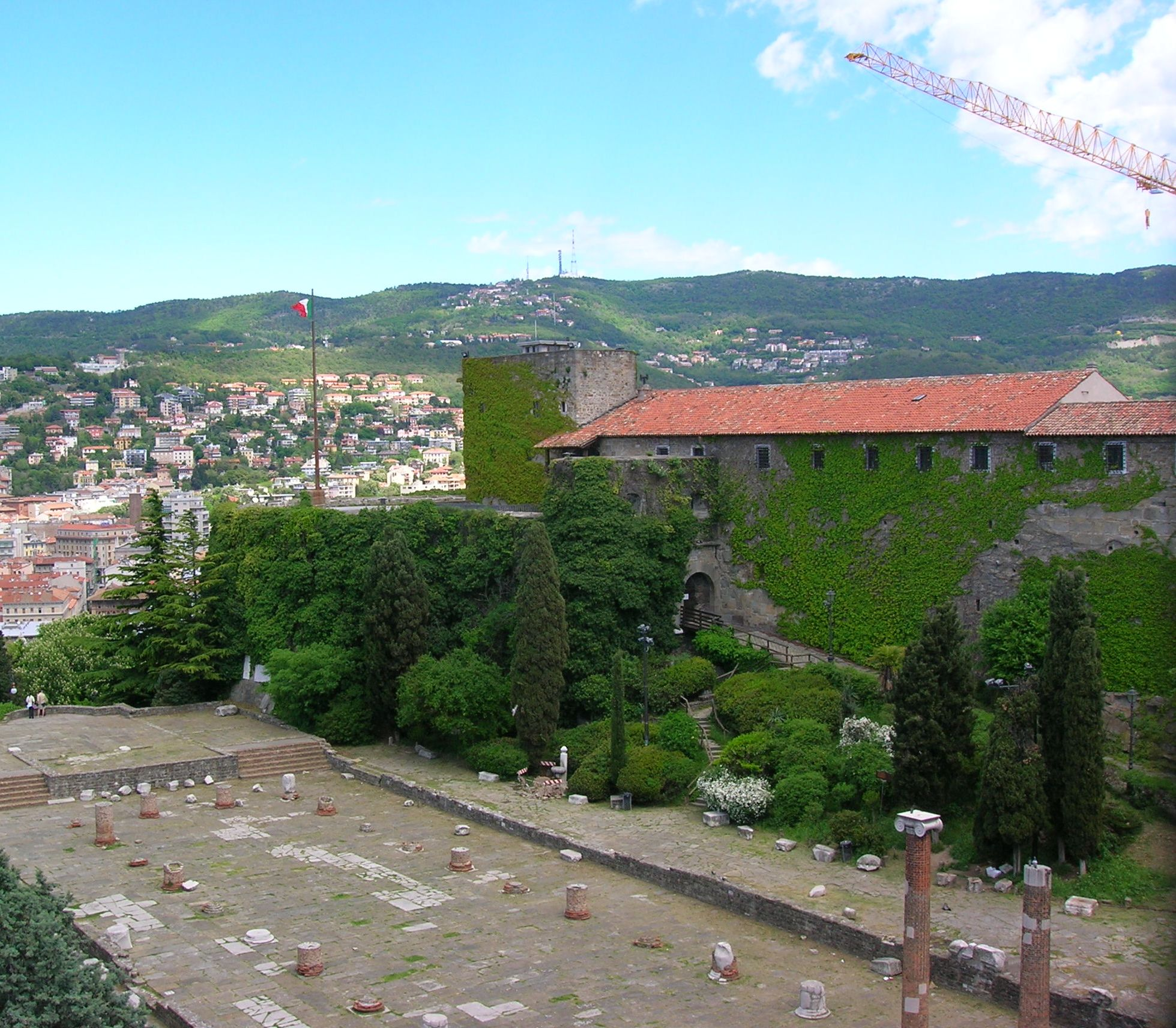
Château San Giusto et Forum romain.

#### Château San Giusto
Le château fortifié est édifié sur la colline de San Giusto qui surplombe Trieste. Il a été bâti en deux siècles de 1470 à 1630 à proximité du Forum romain. À l'intérieur se trouve le Musée municipal du Château, hébergeant principalement une grande collection d'armes anciennes (et une salle d'instruments de musique anciens). On peut y voir aussi une Allégorie de Venise, datant de la fin du XVIIe siècle par le peintre baroque vénitien Andrea Celesti.

#### Ruines ducastello di Moccò
Ces vestiges sont situés dans le parc naturel de la Val Rosandra (commune de San Dorligo della Valle), au Sud-Est de Trieste. La première mention de ce château médiéval est faite en 1233. Les vestiges de la tour datent du XVe siècle. L'évêque de Trieste, Pietro Bonomo (1458-1546), le fit raser le 15 octobre 1511.

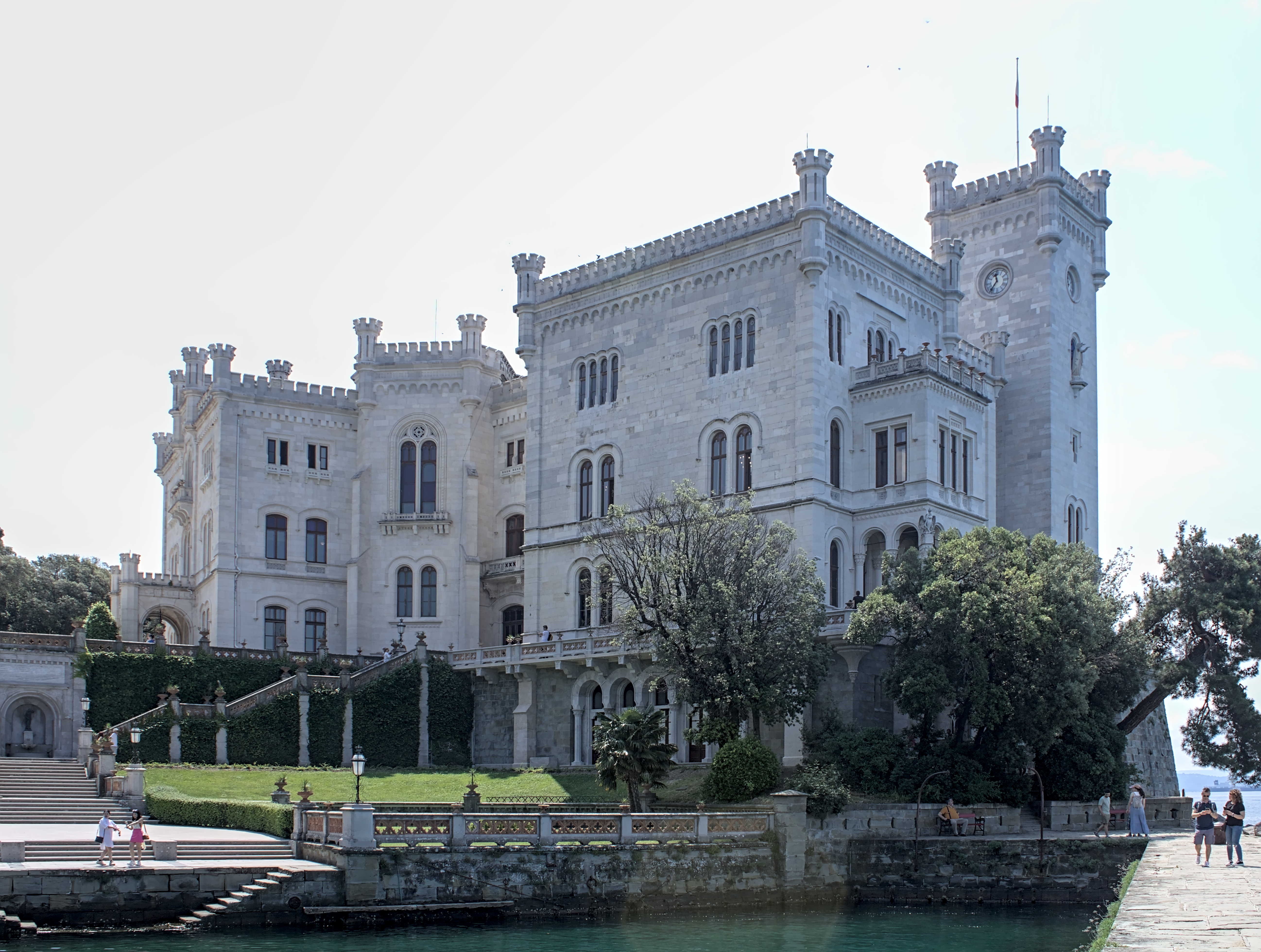
Château de Miramare.

#### Château de Miramare
Construit en 1856 pour l'archiduc Maximilien, le château de Miramare est l'un des monuments les plus connus de la ville. Il abrite aujourd'hui un Musée et le siège de la réserve naturelle marine de Miramare (it).

#### Villa Geiringer de Scorcola
La villa Geiringer, aussi appelée le petit château Castelletto de Scorcola a été construite via Ovidio par son propriétaire l’architecte Eugenio Geiringer en 1896 sur un bâtiment préexistant sur sa propriété et qui datait de 1888. La villa qui domine tout le golfe de Trieste a l’aspect d’un petit château d’aspect néo-médiéval. Durant la Seconde Guerre mondiale elle servit de siège au Generalkommando de la garnison de l’Axe et fut l’une des poches de résistance allemande avant l’arrivée des troupes yougoslaves à Trieste. Selon un témoignage de monseigneur Antonio Santin (1895-1981) à l’époque évêque (1938) puis archevêque (1963) de Trieste-Capodistria, un passage souterrain reliait la villa à l’hôpital militaire. La villa Geiringer est devenue aujourd'hui l’European School of Trieste, fondée en 1980, une école de modèle anglais, intégrée au système scolaire italien.

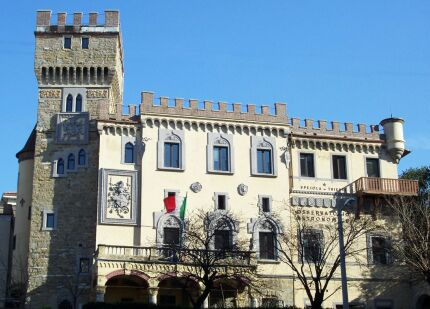
Villa Basevi (siège historique de l'observatoire).

#### Villa Basevi, siège historique de l'observatoire de Trieste
Cette villa en forme de château-fort néo-médiéval est située au 11, via Tiepolo à la périphérie de Trieste. Elle était une propriété des marquis Diana et fut acquise par le chevalier Giuseppe Basevi en 1895. Après le tremblement de terre de 1895, Giuseppe Basevi fait alors amplifier et transformer la villa par l’architecte triestin Eugenio Geiringer aux dimensions d’un château et dès la fin des travaux le 27 mars 1898, cède sa villa en location au gouvernement austro-hongrois d’alors pour y transférer l’observatoire Zentralanstalt für Meteorologie und Geodynamik et pour y installer de façon correcte un sismographe de type Rebeur-Ehrlet à trois pendules horizontaux non amortis ainsi qu’un observatoire astronomique. Le bâtiment est aujourd'hui le siège historique de l’observatoire astronomique de Trieste.

#### Villa Fausta
Eugenio Geiringer agrandit et modifia cette villa construite au no 5, Salita di Gretta, en 1855 par l’ancien maire de Trieste Muzio Giuseppe Spirito de’Tommasini (1794-1879), qui était aussi un célèbre botaniste. Le nom de villa Fausta a pour origine le prénom de Livia Fausta Veneziani qui fut plus tard propriétaire des lieux et l’épouse du célèbre écrivain Italo Svevo (1861-1928). Italo Svevo résida quelque temps dans cette villa.

#### Villa Engelmann
Située au cœur d'un parc, elle fut conçue par volonté de Francesco Ponti en 1840 avant de devenir la propriété de Frida Engelmann en 1888. Elle fait face à l'église Beata Vergine delle Grazie.

#### Villa Ferdinandiana appelée aussiPalazzo Ferdinandeo
Construite sur projet de l'architecte Friedrich Hitzig et réalisée par Giuseppe Sforzi de 1856 à 1858 dans un style Renaissance tardif en l'honneur de l'empereur d'Autriche Ferdinand I. Elle abrite aujourd'hui un institut post-universitaire. Elle est entourée d'un vaste parc.

#### Villa Necker
Maison domaniale d'un riche commerçant nommé Antonio Strohlendorf et embellie par l'architecte français Champion en 1784. Elle sera acquise par le comte d'origine égyptienne Cassis Faraone en 1790. Le comte Cassis Faraone lui adjoindra une orangerie et aménagera le parc. La villa servira de refuge et d'habitation à Jérôme-Napoléon Bonaparte (1805-1870). Elle est de style néoclassique.

#### Villa Murat
Appelée aussi Villa di Campo Marzio, elle était de style néoclassique et ressemblait à la Villa Necker. Elle appartint au Vice-Roi de Naples, Joachim Murat et fut habitée par Caroline Bonaparte et Elisa Baciocchi. La villa été démolie au début du XXe siècle pour faire place à une unité de traitement du riz, également abandonnée puis démolie. Dans son parc, s'élevait un petit théâtre construit en 1830, également démoli en même temps que la Villa Murat.

#### Monument dédié à l'impératrice Élisabeth d'Autriche (Sissi)
Situé piazza della Libertà, il se compose de la statue en bronze de l'impératrice d'Autriche Élisabeth de Wittelsbach (1837-1898) dite Sissi et d'un monument en marbre blanc de Carrare (Italie). Il marque l'hommage du peuple triestin[réf. nécessaire] à la souveraine décédée de mort violente à Genève le 10 septembre 1898. Le monument fut érigé par souscription publique en 1912 par le sculpteur et architecte Francesco Seifert[réf. nécessaire]. En 1921 le monument fut entreposé pour raisons politiques dans un local du château de Miramare et remis en place en 1997 par le chargé aux affaires culturelles Roberto Damiani après maintes polémiques.

#### Monument dédié à l'empereur Maximilien Ier du Mexique
La statue de Maximilien Ier, réalisée par le sculpteur Johann Schilling, a été inaugurée à son actuel emplacement piazza Giuseppina le 3 avril 1875 en présence de l'empereur François-Joseph d'Autriche[réf. nécessaire]. Déposée pour raisons politiques dès la fin de la Première Guerre mondiale, puis remontée dans le parc du château de Miramare en 1961, elle a regagné son emplacement d'origine le 19 décembre 2008.

#### Monument dédié à Giuseppe Verdi
Situé Piazza San Giovanni, le monument dédié à Giuseppe Verdi a été réalisé en deux étapes par le sculpteur Alessandro Laforet en 1906 et 1920[réf. nécessaire].

#### Savoia Excelsior Palace
Cet hôtel quatre étoiles Savoia Excelsior Palace a été construit en 1911 par l'architecte Autrichien Ladislas Fiedler. Des sculptures et des colonnes en décorent la façade. Il se situe près de la piazza Unità d'Italia donnant sur le golfe de Trieste.

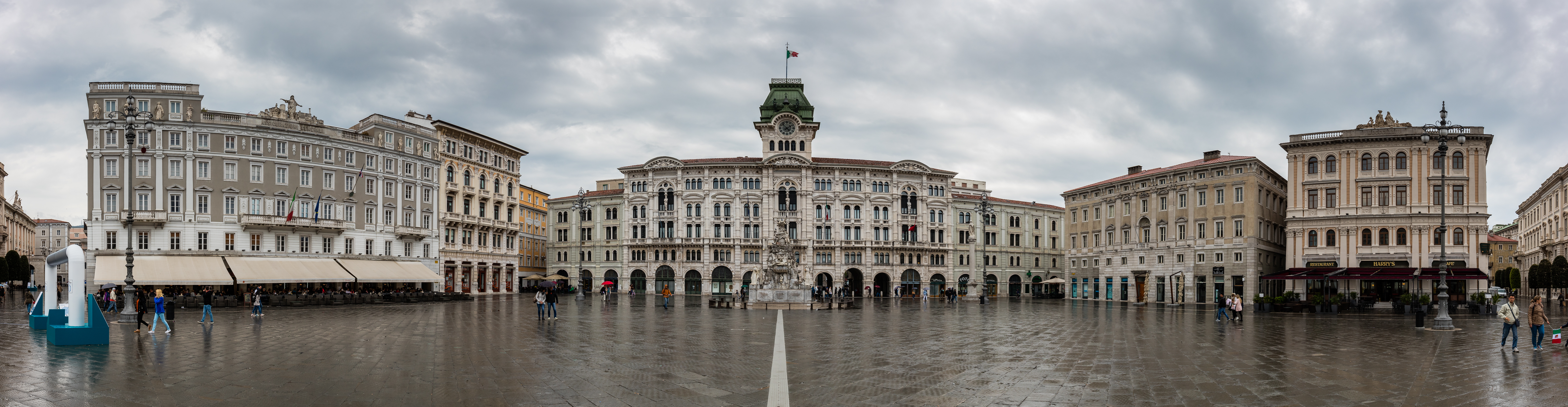
La Piazza Unità d'Italia.
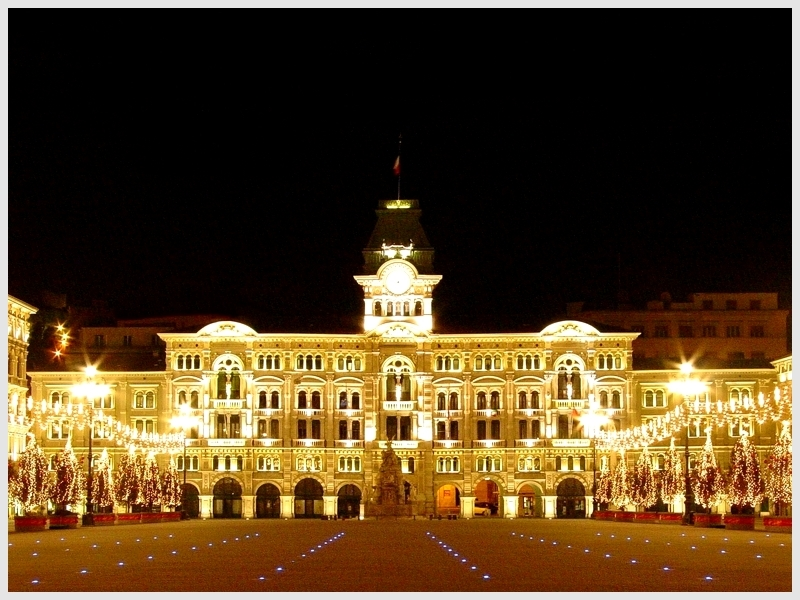
La place de l'Unité, vue nocturne.
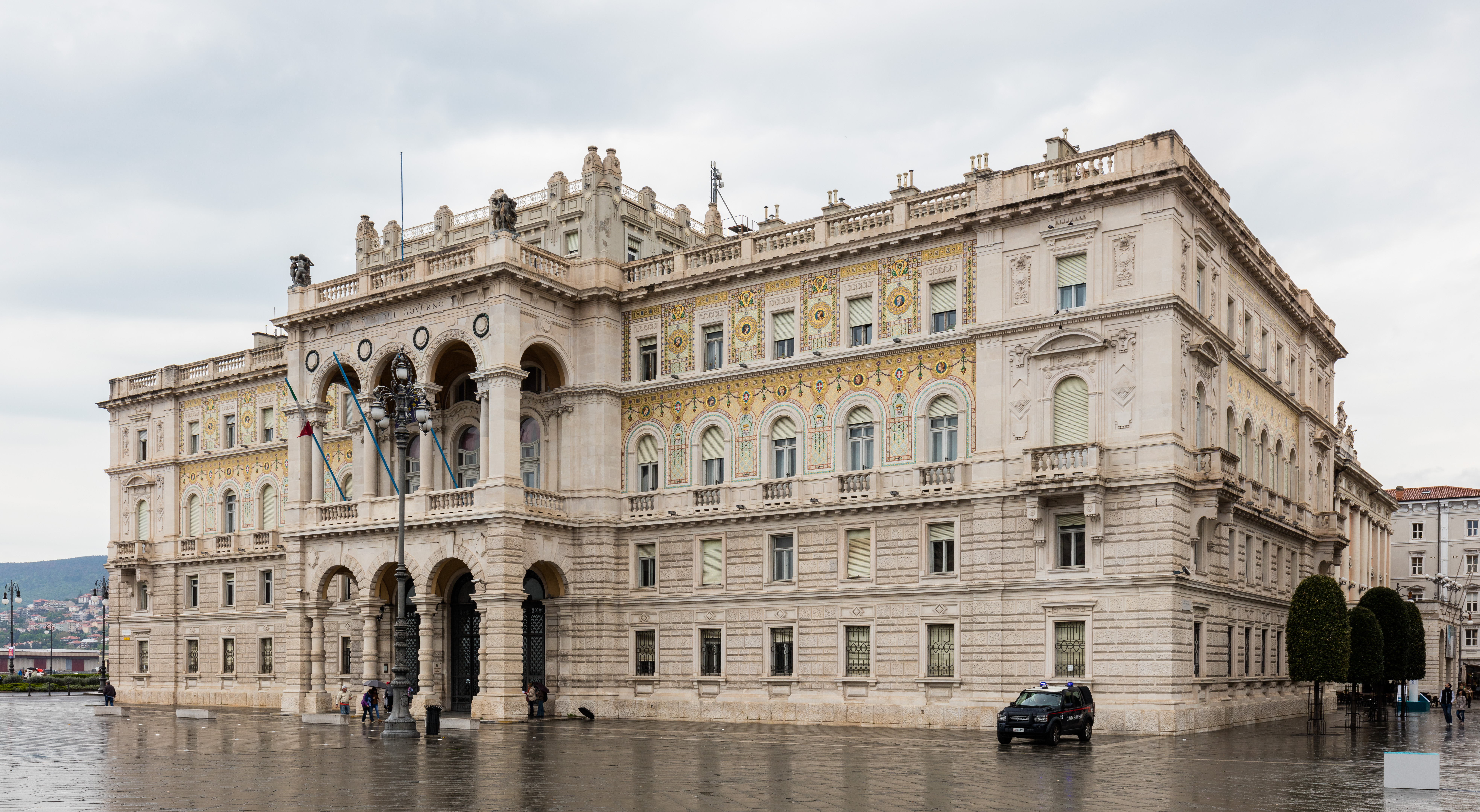
Le palais du gouverneur.
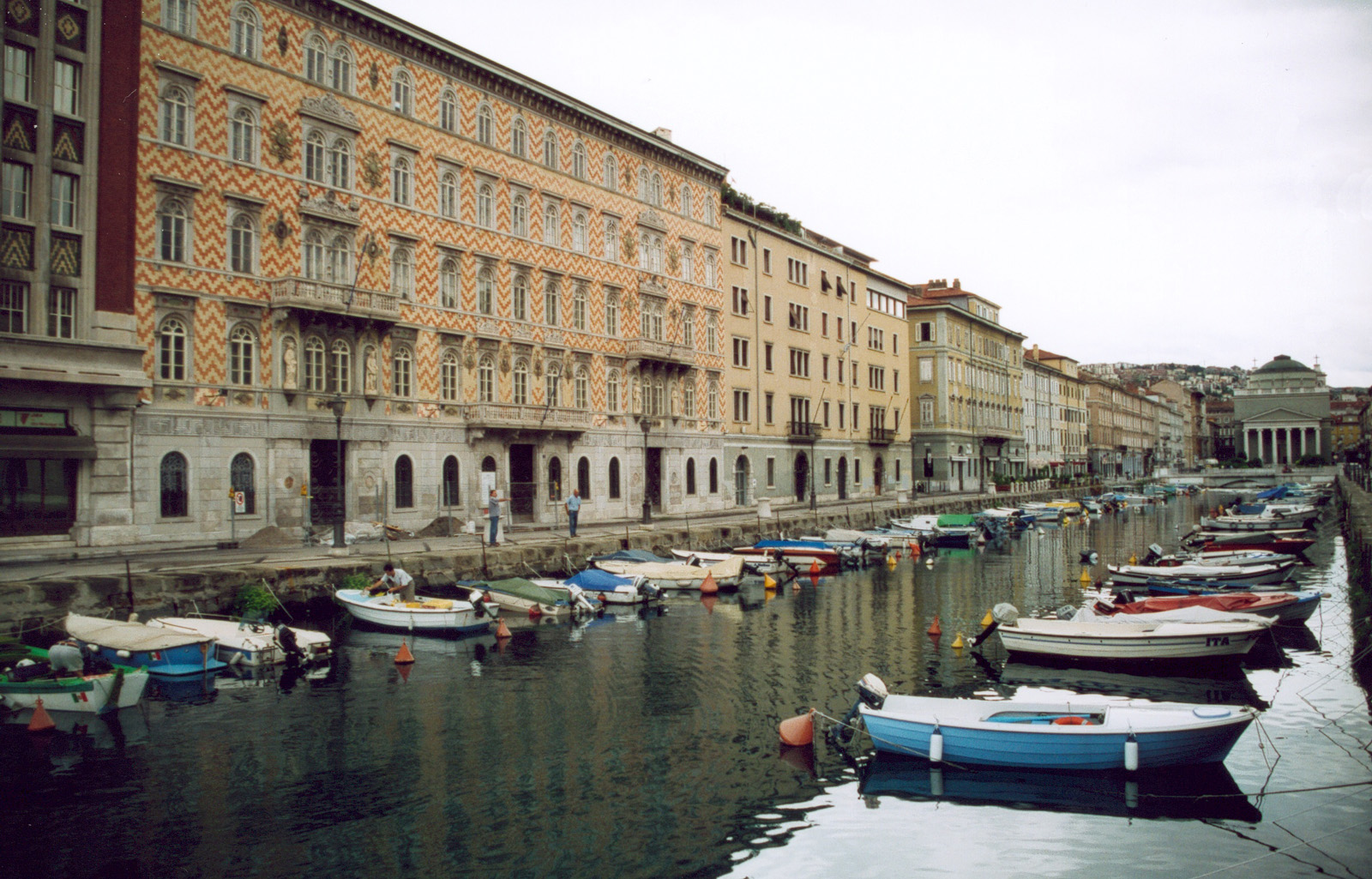
Grand canal de Trieste.
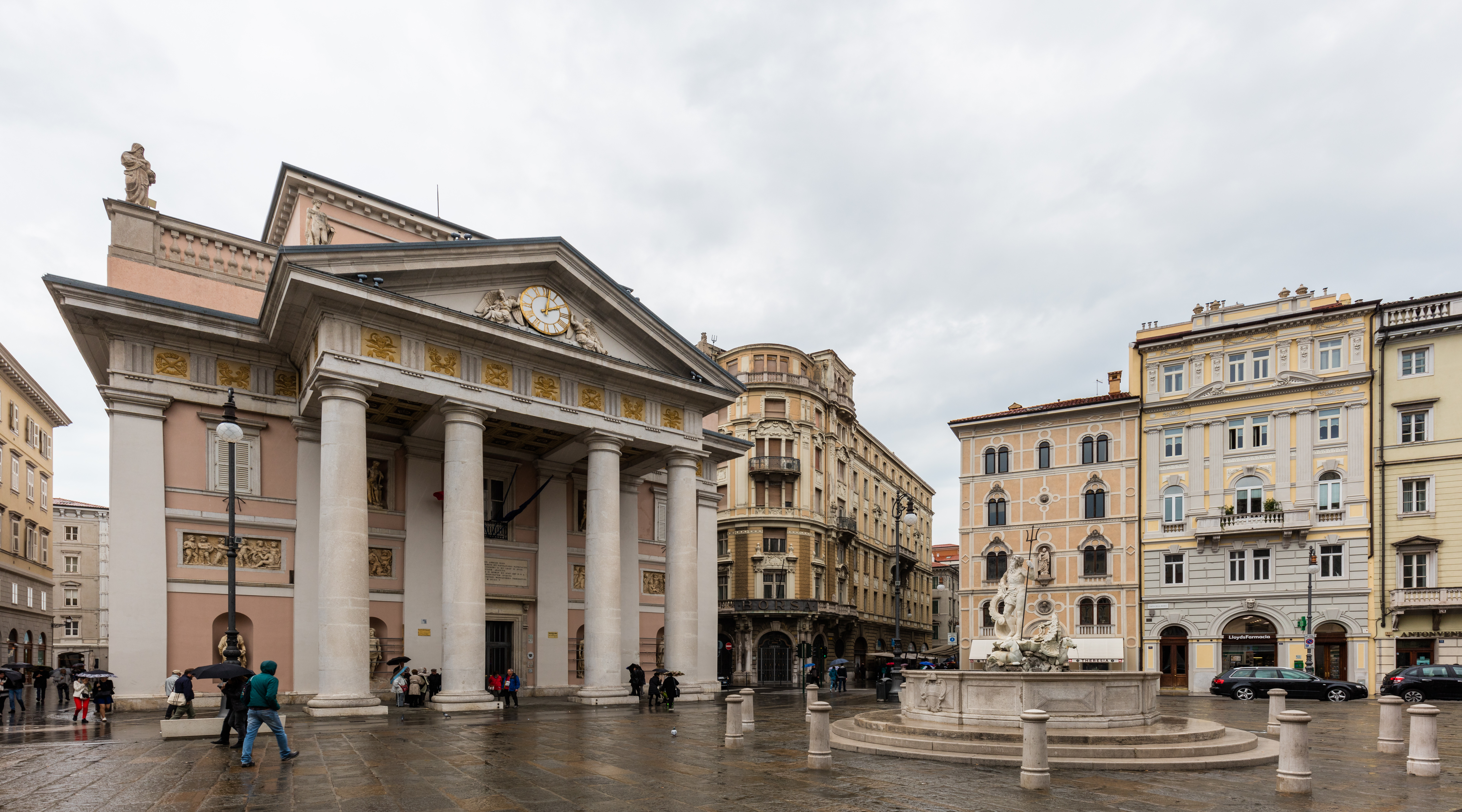
Palais de la Bourse.
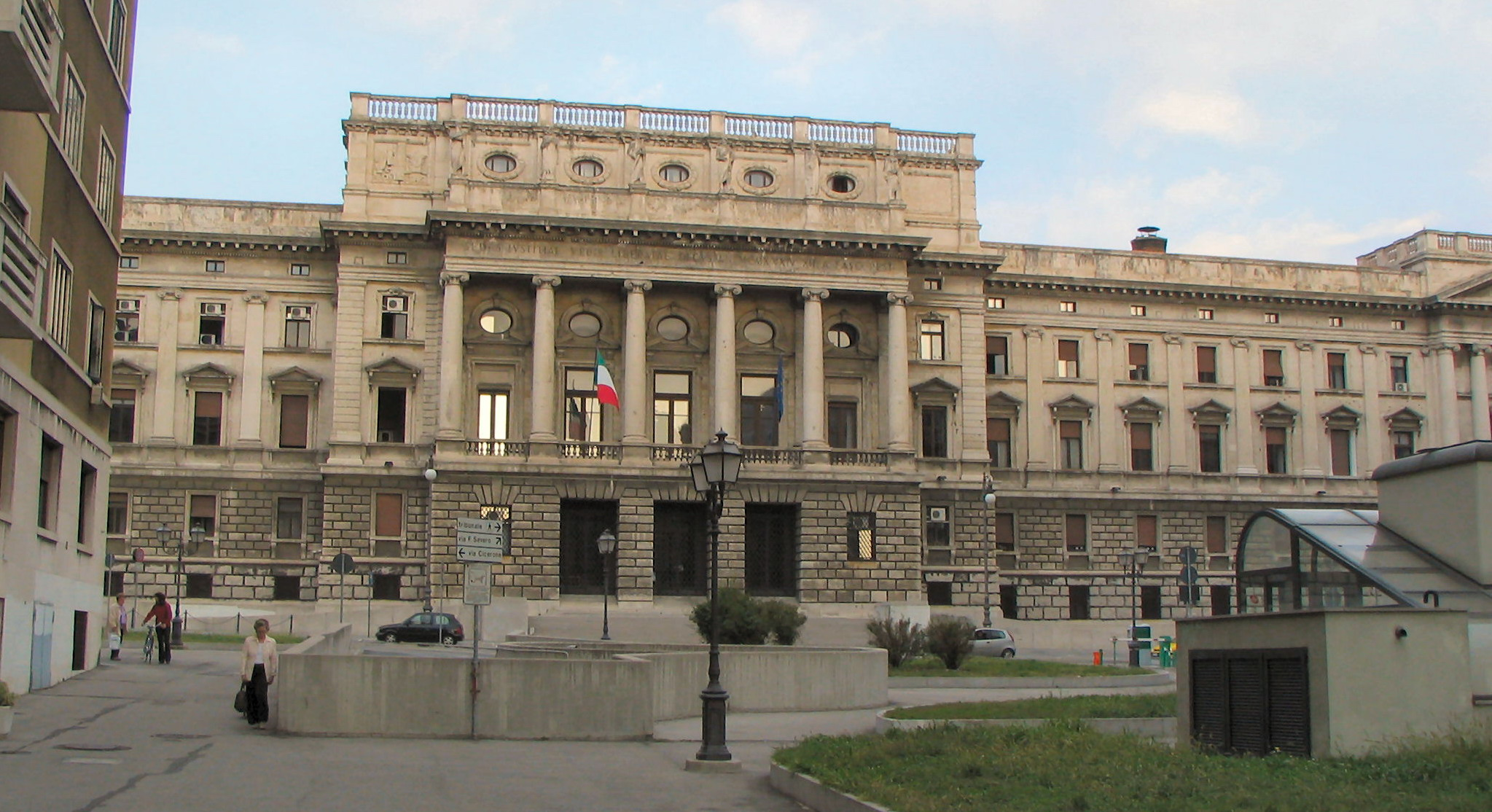
Palais de justice
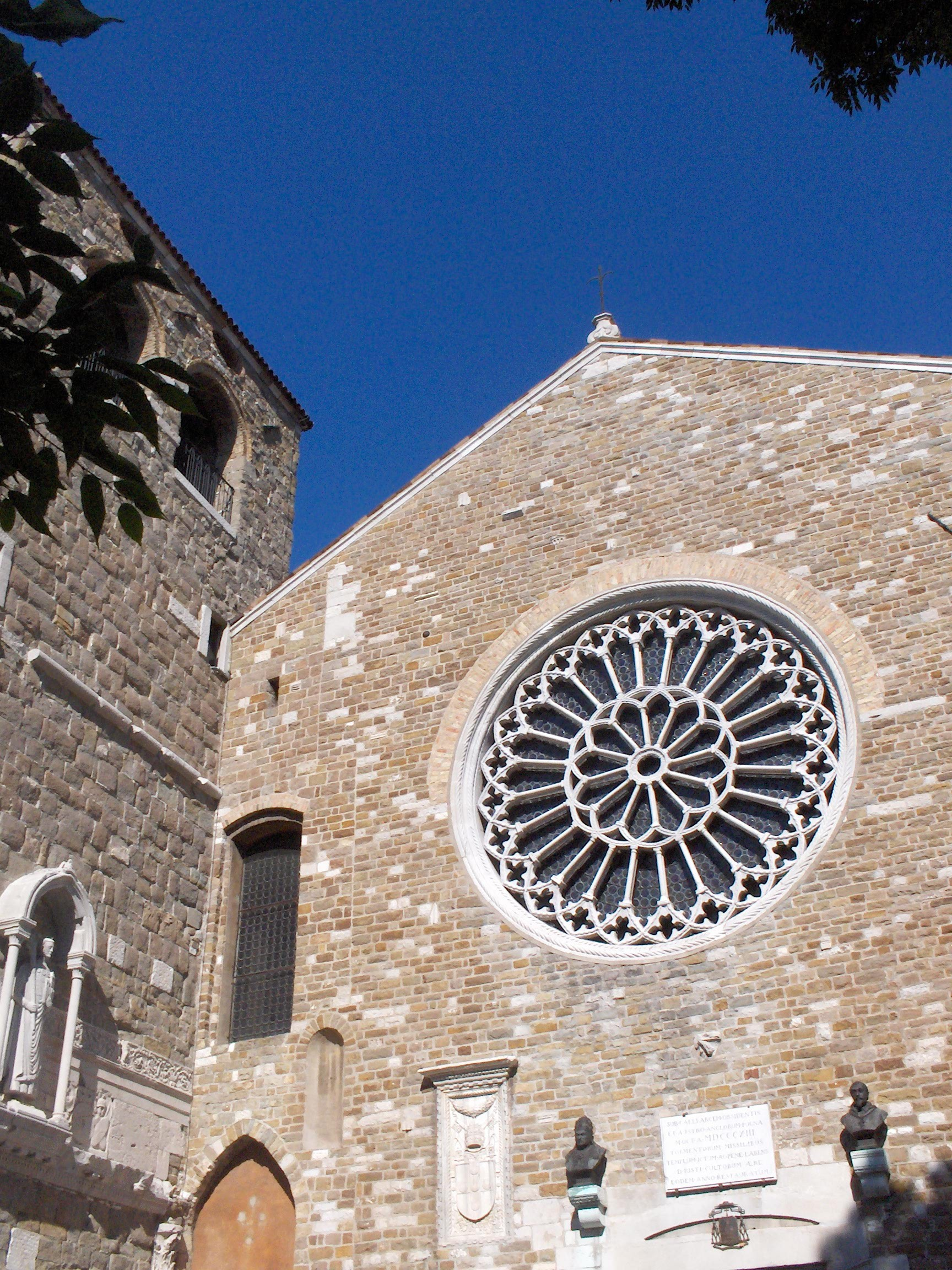
La cathédrale San Giusto.
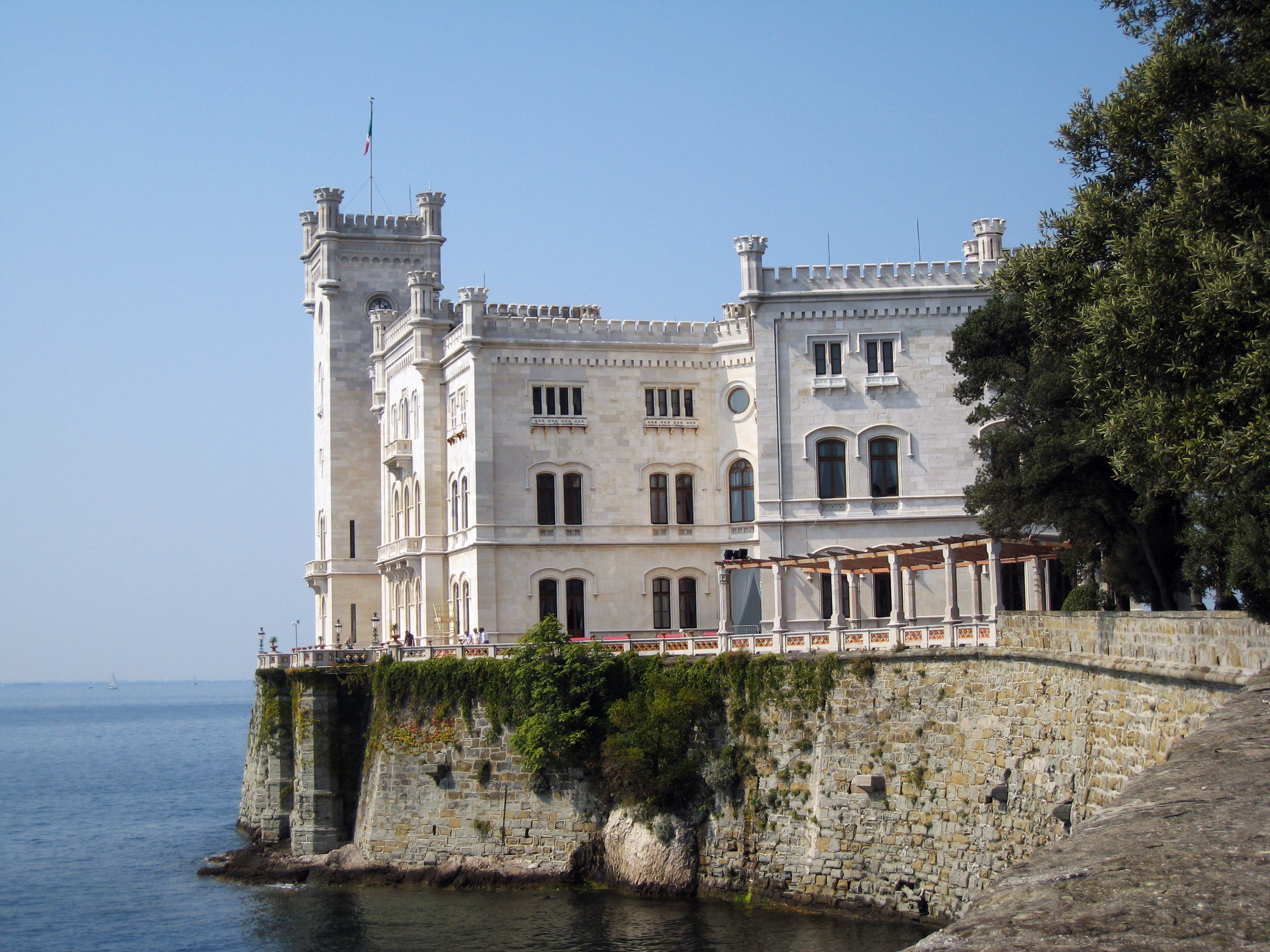
Le château de Miramare.
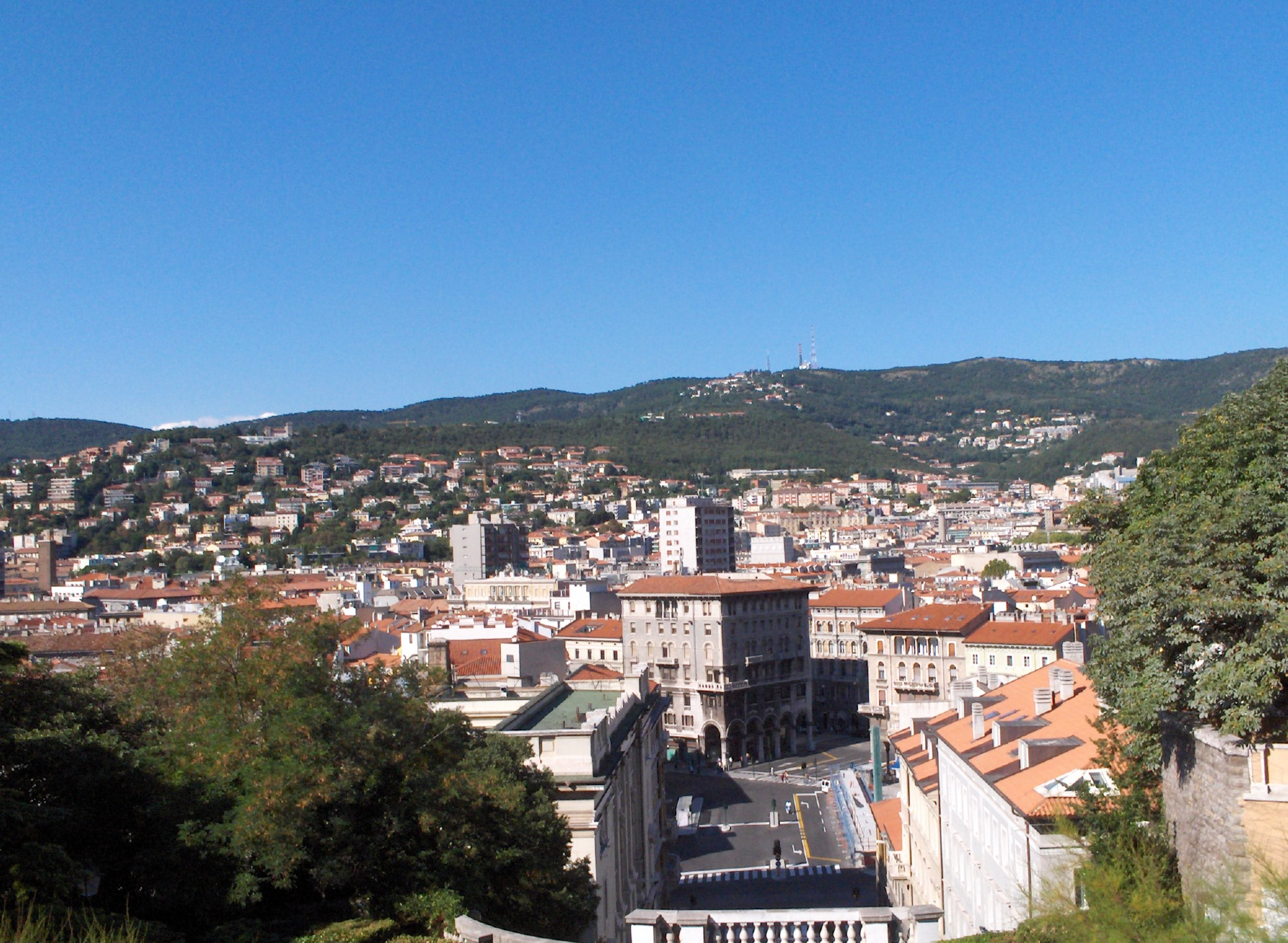
Piazza Goldoni.
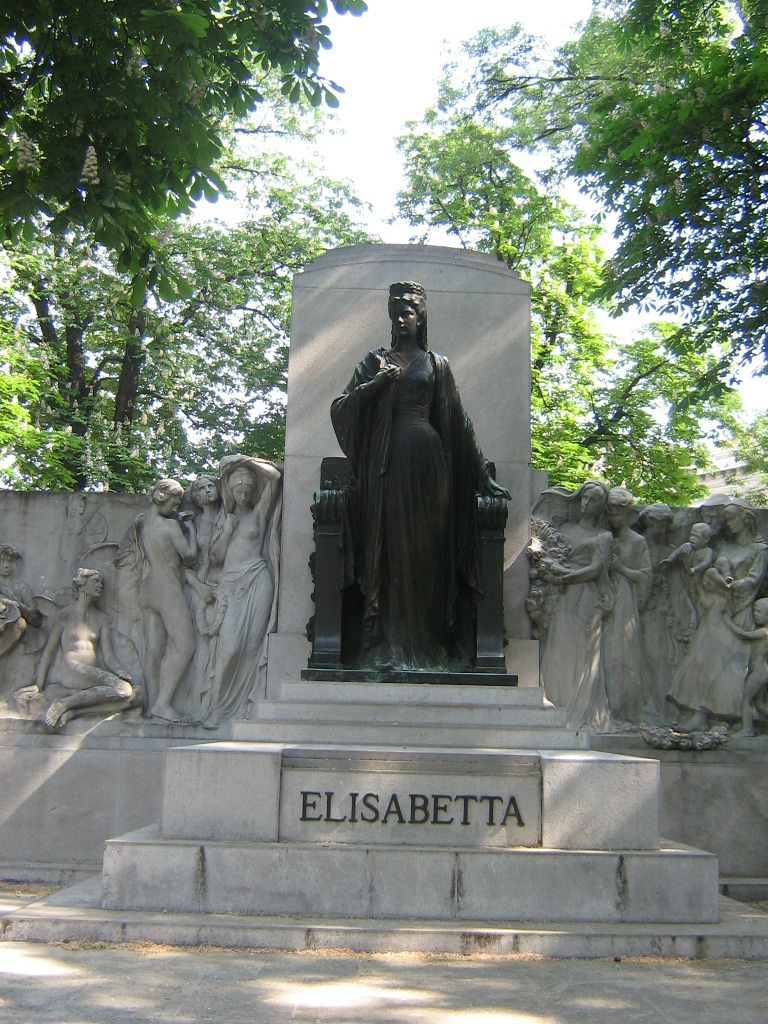
Monument dédié à Élisabeth d'Autriche.

#### Phares de Trieste
Dès l’époque romaine, le port de Trieste s’est doté d’un phare attesté par des écrits du XVIIe siècle signalant l’existence de vestiges d’un phare de cette époque à l’emplacement actuel du phare Lanterna. Ce phare avait comme fonction de signaler aux marins l’écueil nommé Scoglio dello Zucco et d’éviter les échouages. Au XVIIe siècle un capitaine nommé Cesareo fait ériger, à la suite d'une grâce obtenue, une chapelle dédiée à saint Nicolas de Myre qui avait fonction de signal et d’accueillir une lanterne perpétuelle. Tombée à l’abandon, cette chapelle est remplacée en 1744 par un phare plus puissant par volonté spéciale de l’impératrice Marie-Thérèse d’Autriche. Ce projet coûteux dote le port de Trieste d’un phare important qui attire des visiteurs. En 1797, Napoléon souhaite le visiter lors de son séjour à Trieste. Ce phare fonctionne jusqu’en 1833 et est alors remplacé par le phare Lanterna sur un projet de l’architecte Matteo Pertsch. Sa portée était à l’origine de 12 milles marins portés plus tard à 16 milles, ce qui était considérable pour l’époque. L’agrandissement du port de Trieste rend nécessaire la construction en 1927 d’un autre phare bien plus important, le phare de la Victoire. Sa portée est de 35 milles marins.

##### Le phare de la Victoire (faro della Vittoria)
Symbole de la ville, le phare de la Victoire fut construit de 1923 à 1927 sur un projet remontant au lendemain de la Première Guerre mondiale par l'architecte Arduino Berlam (1880-1946) avec une statue de cuivre martelé du sculpteur Giovanni Mayer (1836-1943) représentant la Victoire ailée.

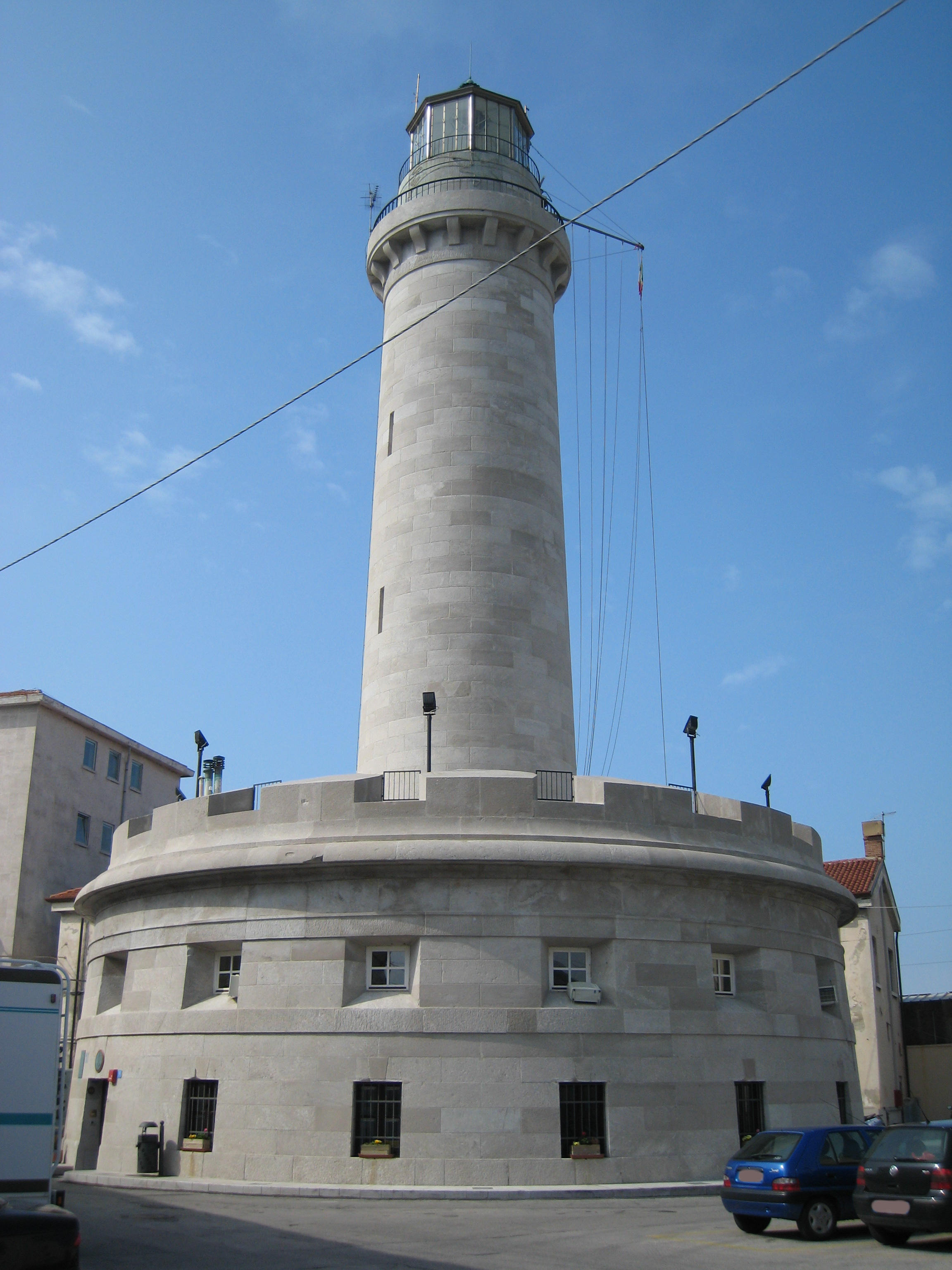
Le phare Lanterna.

##### LaLanterna(aussi appeléefaro del Pedocin[43])
Le phare est situé sur le site d'un ancien fort militaire désaffecté du molo Fratelli Bandiera, dédié aux frères Bandiera. Le phare est construit de 1831 à 1833 en pierre calcaire du karst en provenance d’Aurisina par le maître d’œuvre Valentino Valle sur projet de l’architecte Matteo Pertsch (1769-1834) approuvé par le conseiller et architecte Pietro Nobile (1776-1854). Il est inauguré le 12 février 1833 et fonctionne jusqu’en 1969. Sur sa base fortifiée surmontée de créneaux était placé un canon dont le tir signalait midi, ce qui constituait une attraction pour les Triestins. Après une période de total abandon, il est restauré et devient en 1992 siège de la Ligue navale de Trieste.
Le phare se présente comme une construction massive cylindrique et légèrement conique de 60 m de circonférence, posée sur l’ancien fort et terminée par un chapiteau dorique surmonté de la lanterne, ce qui lui donne une forme de colonne. La lanterne culmine à 33,50 m au-dessus du niveau de la mer.

#### Théâtres et opéras de Trieste

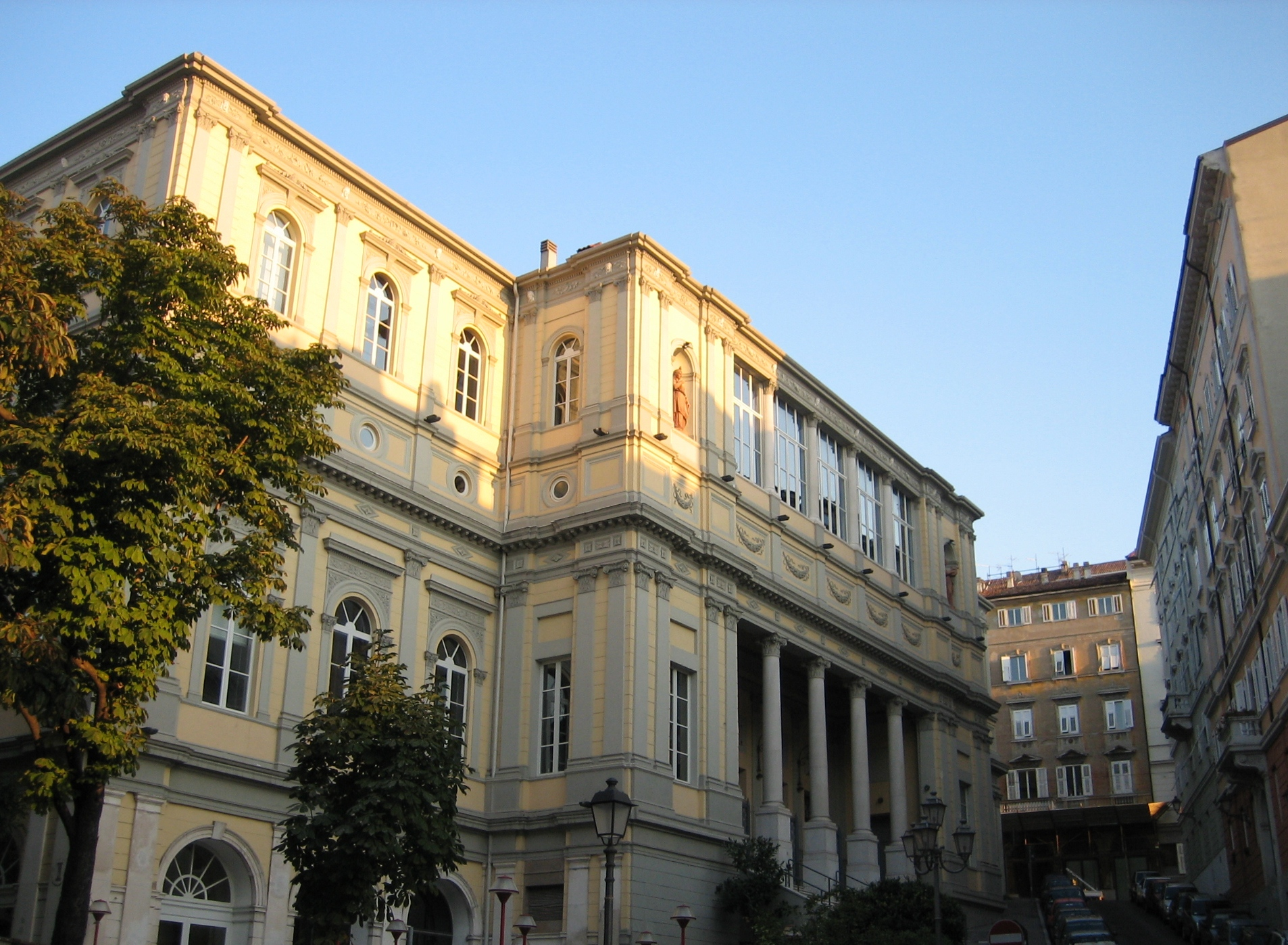
Politeama Rossetti.

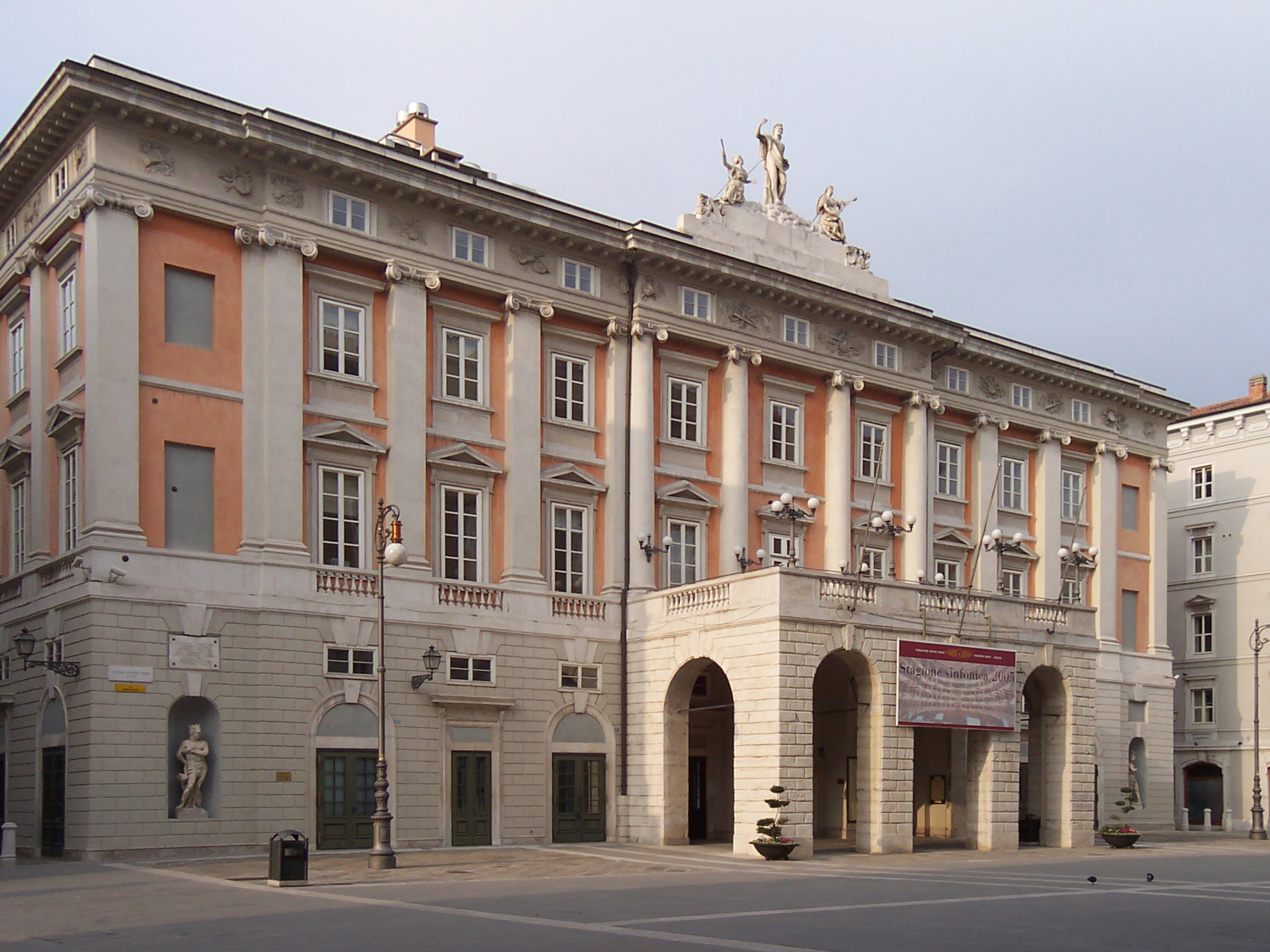
Teatro Verdi de Trieste.

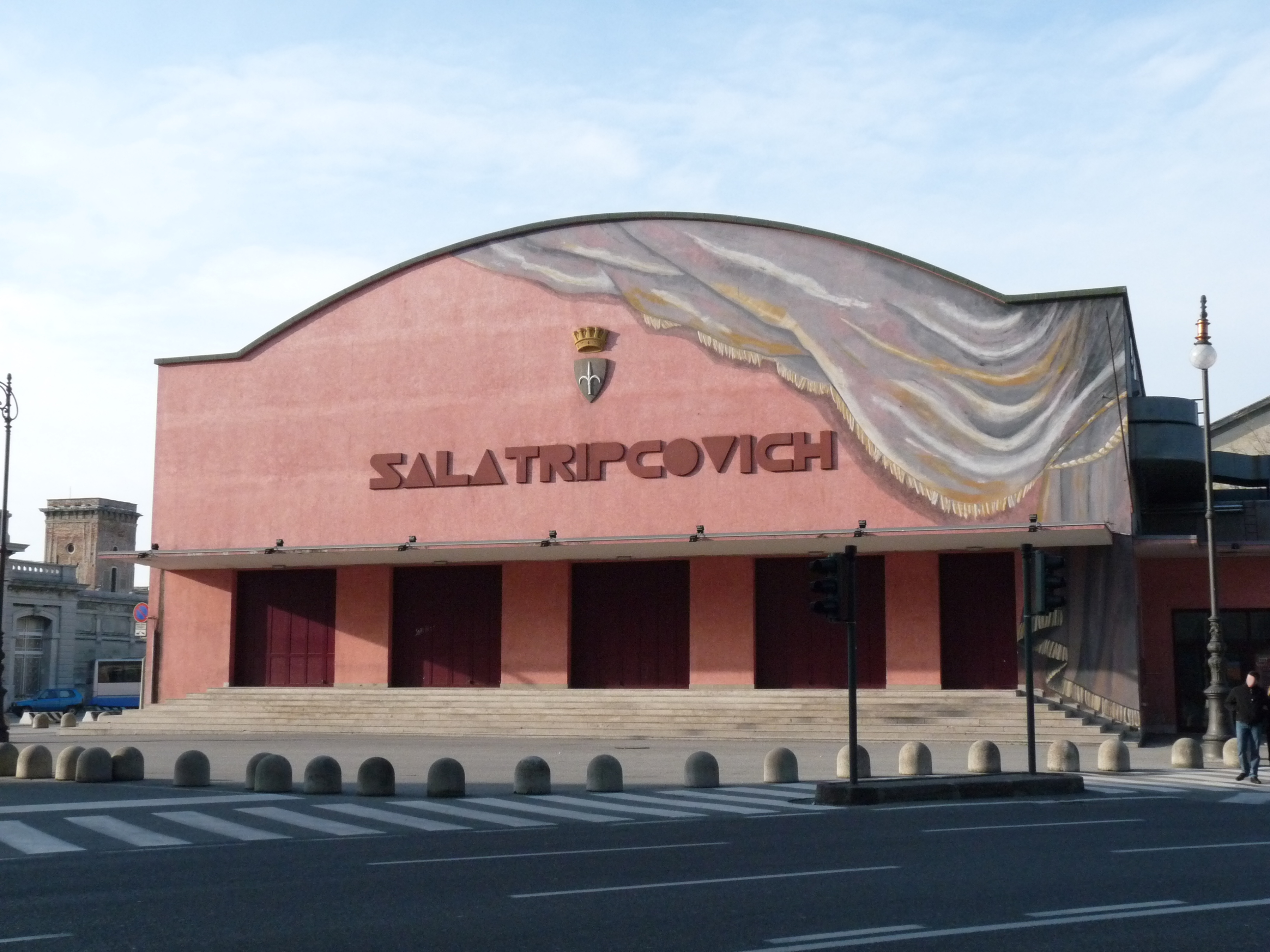
Sala Tripcovich.

La vie culturelle et musicale triestine se déroule principalement dans les édifices datant de la période austro-hongroise et de nombreuses salles plus récentes :

##### Teatro ou Politeama Rossetti - Stabile del Friuli Venezia Giulia
Construit au XIXe siècle par l'architecte Nicolò Bruno, c'est l'un des plus importants théâtres d'Italie. Il comportait à l'origine plus de 5 000 places assises. Son aspect actuel est dû à des restaurations entreprises en 1928 puis en 1969 par Umberto Nordio qui portèrent le nombre de places assises à 1 531 places. Les dernières restaurations (1999-2001) sont l'œuvre des architectes Luciano Celli et Marina Cons.

##### Teatro comunale lirico Giuseppe Verdi ouTeatro Verdi
Construit entre 1798 et 1801, le projet original de la salle est dû à Gian Antonio Selva, architecte de La Fenice de Venise. Matteo Pertsch lui succéda et s'occupa essentiellement des façades. L'influence de son maître, Giuseppe Piermarini, architecte de La Scala de Milan se retrouve sur la façade principale. La façade donnant sur la mer a été refaite par l'architecte triestin Eugenio Geiringer. Il comporte actuellement 1 300 places assises. Le Teatro Verdi est réputé dans toute l'Europe pour son festival international de l'opérette.

##### Teatro romano
Théâtre romain dont la construction remonte au Ier ou IIe siècle, il a été restauré en 1938 et accueille de nos jours des spectacles estivaux de plein-air.

##### Teatro Orazio Bobbio (ex-Contrada)
Il a été fondé le 22 avril 1976 grâce à l'initiative des acteurs Orazio Bobbio, Ariella Reggio, Lidia Braico et du régisseur Francesco Macedonio.

##### Teatro Miela Reina
Se situe Piazza Duca degli Abruzzi. Il a été créé par la coopérative culturelle Bonawentura en 1990.

##### Teatro La Scuola dei Fabbri
Se situe Via dei Fabbri. Accueille également un laboratoire d'expression théâtrale.

##### Teatrino Franco e Franca Basaglia
Se situe Via Edoardo Weiss. Sa restauration a débuté vers 1990 mais c'est seulement en 2008 qu'il a pu à nouveau accueillir son public. Sa capacité maximale est de 250 sièges.

##### Teatro la Barcaccia
Se situe Via dell'Istria. C'est un groupe théâtral qui s'est constitué en 1977.

##### Teatro Silvio Pellico
Se situe Via Ananian. Son activité est variée: théâtre, événements divers, danse et cinéma.

##### Teatro San Giovanni - P.A.T. Teatro
Se situe Via San Cilino. A été fondé en septembre 2000. Son répertoire intègre des œuvres en dialecte triestin.

##### Sala Tripcovich
Elle est conçue par l'architecte triestin Umberto Nordio en 1935 comme gare routière et transformée en théâtre. La salle comporte près de 1 000 places assises. Elle porte le nom du baron Raffaello de Banfield Tripcovich (en) (1922-2008), directeur du théâtre Verdi de Trieste.

##### Théâtre permanent slovène - Teatro stabile Sloveno - Slovensko Stalno Gledališče
Le Théâtre permanent slovène se situe Via Petronio. Il a été créé en 1907. Détruit par un incendie criminel en 1920, il est recréé en 1945.

### Cafés et pâtisseries de Trieste
Les cafés de Trieste ont été et sont toujours des places intellectuelles et littéraires de la ville. Les écrivains James Joyce, Rilke, Italo Svevo et Umberto Saba, qui tous vécurent dans la ville, sont les grands noms attachés à Trieste et à ses cafés. Le fructueux commerce du café à Trieste avait entraîné au cours du XVIIIe siècle la naissance de « boutiques du café » sur le modèle de celles de Venise. Beaucoup étaient aux mains de marchands grecs ou suisses. En 1768 on parle déjà de la Caffeteria da Caponi, via dei Bottari (actuelle via San Nicolò) et d’une dizaine d’autres locaux. À la même époque, la commission impériale d’hygiène et de sécurité bloquait l’ouverture d’autres cafés, les raisons étant d’ordre politique car les Triestins s’y rendaient pour y discuter et s’y retrouver librement. Mais devant la demande, les établissements se multiplièrent : de 28 établissements en 1782, l’on passa en 1815 à 94 établissements (56 restaurants et 38 cafés). En 1830 (selon les chiffres de la chambre de commerce) l’on comptait déjà 350 établissements pour la seule ville de Trieste dont certains devinrent vite célèbres comme le Caffè Tommaseo. Pour ce qui est du commerce en gros actuel de café, il est de nos jours resté un secteur très vivant qui concerne plus de 50 entreprises triestines et qui emploie plus de 900 salariés. Trieste représente 27 % des importations de café sur les 7 477 166 sacs importés en Italie (chiffres de la chambre de commerce de Trieste, 2008).

#### Caffè Tommaseo
Le caffè Tommaseo a été ouvert en 1830. Il est le plus ancien café de Trieste et a été nommé d'après l'écrivain dalmate Niccolò Tommaseo (1802-1874). Les décorations du café sont l'œuvre du peintre Gatteri. Les miroirs ont été spécialement conçus et fabriqués en Belgique. Le café Tommaseo a été restauré en 1997. Il est également célèbre pour avoir introduit au début du siècle, la crème glacée.

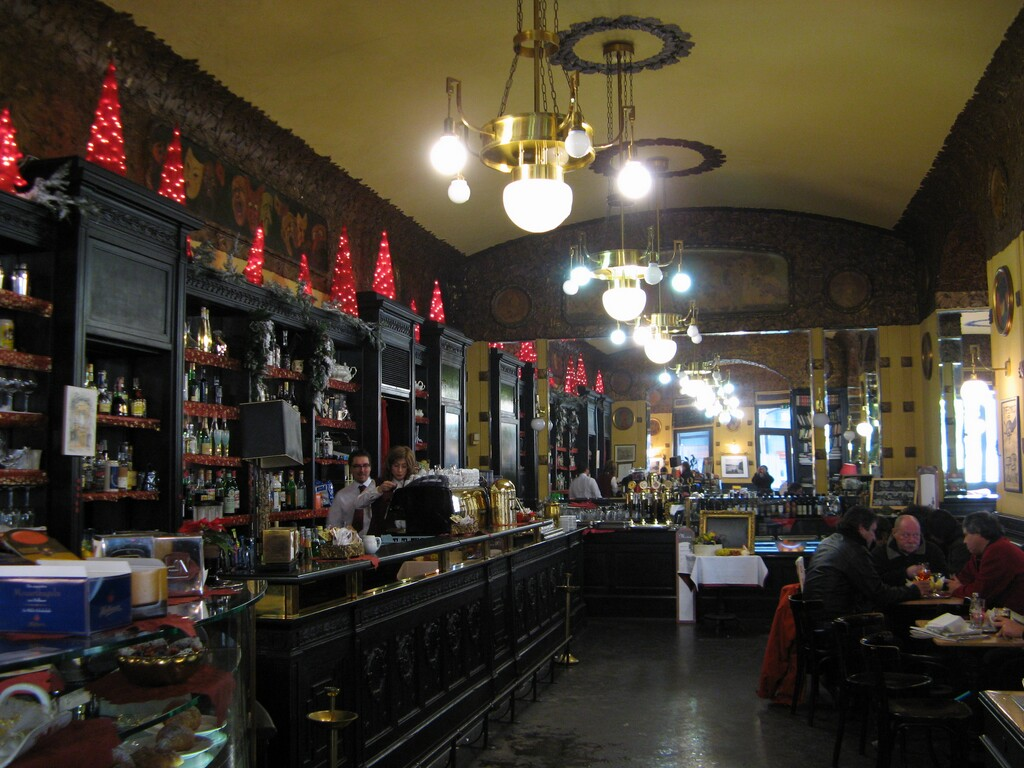
Intérieur du Caffè San Marco.

#### Caffè San Marco
Ouvert en 1914 par Marco Lovrinivich, l'établissement a ensuite été complètement détruit pendant la Première Guerre mondiale en tant que lieu de rencontre pour les irrédentistes. Immédiatement reconstruit dans les années 1920, il représenta le lieu de rencontre pour les intellectuels (Umberto Saba, Italo Svevo et Virgilio Giotti). Il servit de laboratoire pour jeunes et irrédentistes dans la préparation de faux passeports, servant aux patriotes anti-autrichiens à fuir vers l'Italie. L'activité de café s'est terminée abruptement le 23 mai 1915 quand une troupe autrichienne a dévasté le local. Parmi les nombreux propriétaires qui se sont succédé dans la gestion du café, on note Lovrinivich Marco, les sœurs Stocks. Le café, restauré plusieurs fois grâce à la générosité des « Assicurazioni Generali », reste après sa réouverture le 16 juin 1997, d'aspect inchangé. Certaines peintures de masques sont attribuées au peintre viennois Timmel, qui venait se reposer dans ce café. En fait, tout le café suit le style architectural de la sécession viennoise, conjointement à l'Art nouveau. Des nus peints en médaillons sur les murs, apparemment par Napoleone Cozzi (it) un « écrivain, alpiniste, décorateur et irrédentiste » et Ugo Flumiani « un peintre - a dit Magris - des eaux agitées ». Les nus sont en fait la métaphore des cours d'eau du Frioul, mais aussi de l'Istrie et de la Dalmatie, qui se perdent dans la mer Adriatique.

#### Caffè Tergesteo
Il se trouve aujourd'hui à l'intérieur de la galerie couverte homonyme et est connu pour ses verrières qui narrent des épisodes de la vie triestine d'alors. Fondé en 1863 il se situait tout d'abord face au théâtre lyrique Giuseppe Verdi avec des terrasses ouvertes. Localisé également près de la Bourse, il était un traditionnel point de rencontre fréquenté par les hommes d'affaires et l'élite culturelle de la ville. L'écrivain triestin Umberto Saba (1883-1957) lui dédia un couplet dans son œuvre (« Café Tergeste, tu réconcilies l'Italien et le Slave dans la nuit tardive, le long de ton billard »).

#### Bar Cattaruzza
Situé dans l'ancien « gratte-ciel » en style Art nouveau construit de briques et en pierre d'Istrie par l'architecte Arduino Berlam, il conserve son aménagement d'intérieur d'époque et ses belles mosaïques.

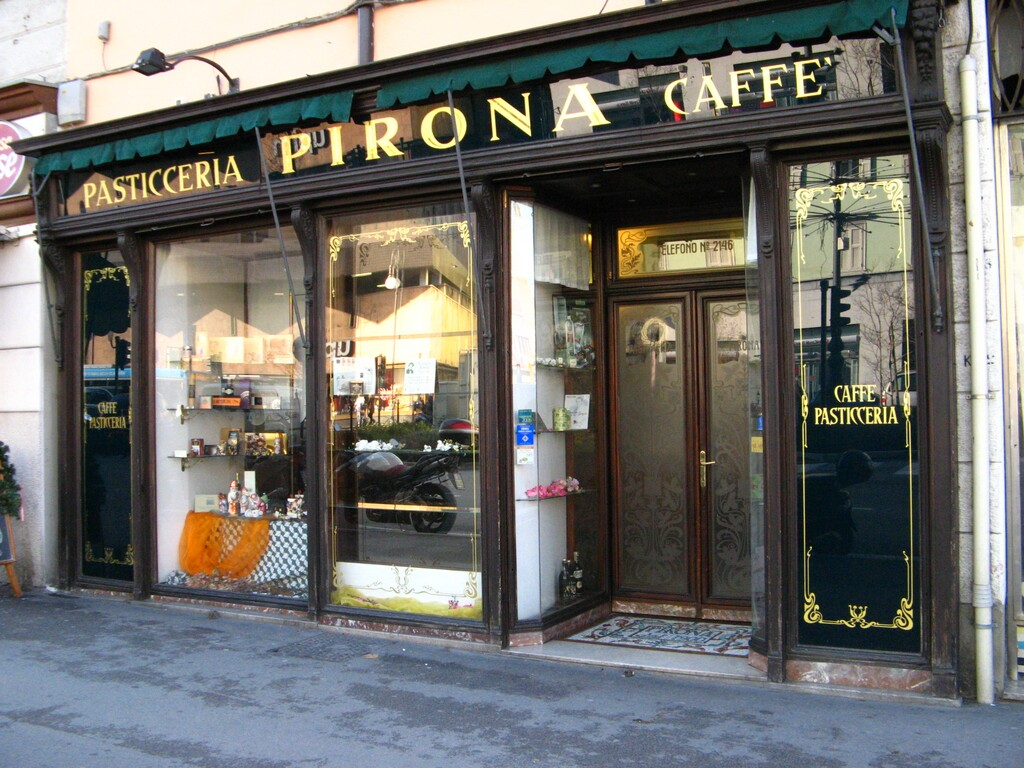
La pasticceria Pirona.

#### PâtisseriePirona
Fondé en 1900 par Alberto Pirona sur via della Barriera Vecchia, l'établissement est de style Art Nouveau. Fréquentée par la noblesse, la bourgeoisie et l'élite intellectuelle de Trieste, dont James Joyce qui a vécu au no 32 de la même rue et passait des heures dans cette pâtisserie. À la fin des années 1980, la famille De Marchi acquiert la pâtisserie d'Oscar Pirona, dernier propriétaire de la famille fondatrice. Depuis 1991, la pâtisserie Pirona fait partie de l'association « Locali Storici d’Italia » qui regroupe les locaux chargés d’histoire de l'Italie et dont l’objectif est d'améliorer la qualité du tourisme historique et culturel relativement à ces lieux qui ont réussi à préserver intact le mobilier et l'atmosphère du passé.

#### PâtisserieLa Bomboniera
Cette pâtisserie, fondée en 1850 par la famille d'origine hongroise Eppinger, compte parmi les plus anciennes d'Italie. C'est la dernière pâtisserie de Trieste en style Art nouveau demeurée intacte depuis plus d'un siècle. L'établissement a pour spécialités les pâtisseries d'Europe centrale d'origine austro-hongroise (strudel, kugelhopf, dobos…) et spécialités triestines (putizza, presnitz…), de tradition cachère et dans un four à bois qui date de 1850.

### Dialecte triestin
Au XVIIIe siècle, le dialecte triestin (dialecte de type vénète) a remplacé le tergestino, le vieux type local dialectal rhéto-roman frioulan. Le triestin également parlé par des écrivains et des philosophes, reste la langue la plus largement utilisée dans la famille et dans de nombreux contextes sociaux d'un caractère informel et parfois formel, en parallèle, en situation de diglossie, à l'italien, la langue et administrative, qui reste principal vecteur de communication dans les relations d'un caractère public.
Parmi les écrivains ayant écrit en dialecte triestin peuvent être cités :
- Bronzin Angelo (né en 1928) ;
- Lino Carpinteri ;
- Carolus Cergoly, poète triestin ;
- Mariano Faraguna ;
- Stringher Ricciotti, poète ;
- Virgilio Giotti (primé en 1957 par l'Accademia dei Lincei).

### Bains de mer
De fin mai à septembre, une immense partie de la population de Trieste répond à l'appel des bains de mer, dans un des établissements balnéaires privés (bagno) ou sur une des plages publiques qui se succèdent entre Muggia et Sistana.
Cette tradition multiséculaire a notamment laissé dans le patrimoine de la ville le Bagno Lanterna, construit sous l'empire austro-hongrois et qui présente encore aujourd'hui la particularité de séparer les hommes et les femmes sur la plage. À côté se trouve entre autres le Bagno Ausone, dont l'architecture est marquée par les années 1930.
La plage publique de Trieste à proprement parler est Barcola, dont la pinède et la promenade en béton transformées en plage improvisée sont prises d'assaut en haute saison.

### Littérature
Trieste est et a toujours été une pépinière d'écrivains du fait de son multiculturalisme et cosmopolitisme. Son université est renommée et ses cafés littéraires sont célèbres.

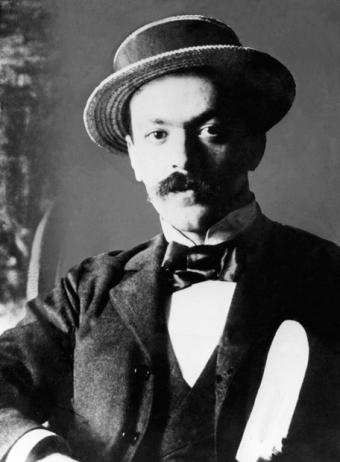
Italo Svevo (1861-1928).

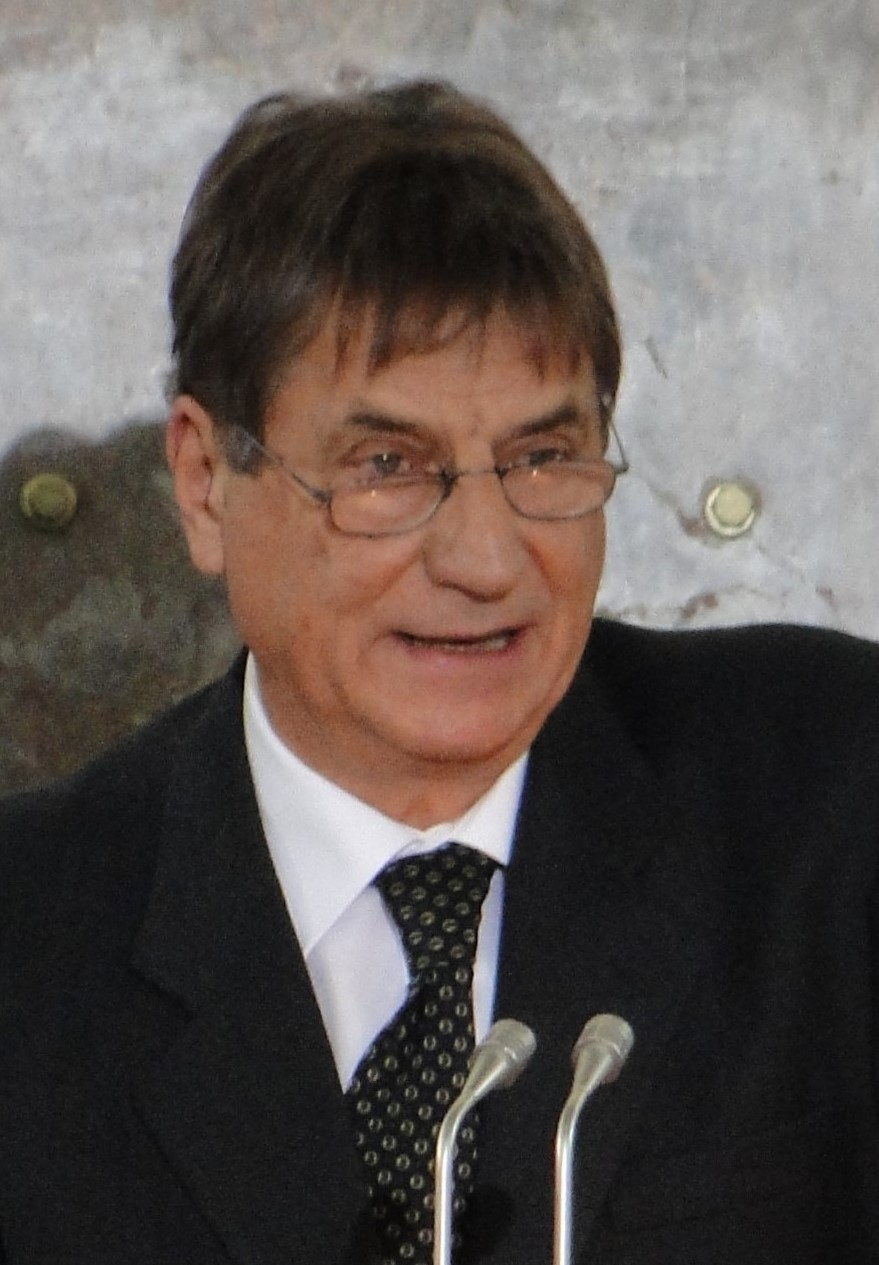
Claudio Magris en 2009.

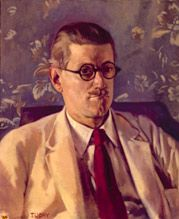
James Joyce (1882-1941).

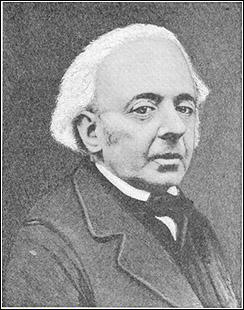
Samuel David Luzzatto (1800-1865).

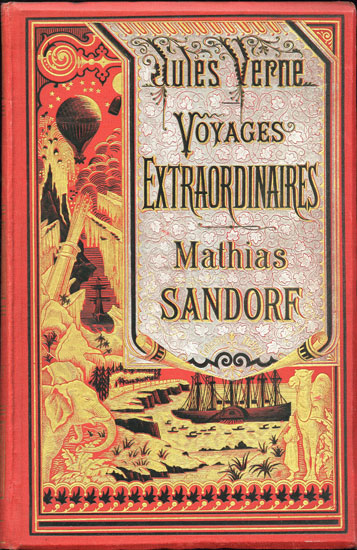
Le roman Mathias Sandorf (1885) de Jules Verne commence à Trieste.

#### Écrivains en langue latine
- Pietro Bonomo (1458-1546), évêque de Trieste et de Vienne
- Jules César, publia La Guerre des Gaules et donna son nom à la région de Trieste qualifiée de Julienne.

#### Écrivains de langue italienne
- Roberto Bazlen ou Bobi Bazlen (né en 1902 à Trieste et mort à Milan en 1965), critique littéraire et écrivain
- Oliviero Honoré Bianchi
- Silvia Bonucci, romancière (roman : Retour à Trieste)
- Antonio Caccia (1829-1893), écrivain suisse
- Manlio Cecovini (1914-2010)
- Fausta Cialente (1898-1994), écrivain
- Mauro Covacich, écrivain (1963)
- Tullio Kezich (1928-2009)
- Giuseppe O. Longo (1941)
- Samuel David Luzzatto (1800-1865)
- Claudio Magris (1939)
- Stelio Mattioni (1921-1997)
- Giorgio Pressburger, écrivain, né à Budapest (1937)
- Nicola Pressburger, né à Budapest (1937), écrivain, économiste et politologue, mort en 1985
- Pier Antonio Quarantotti Gambini
- Renzo Rosso
- Pino Roveredo (1954-2023)
- Paolo Rumiz
- Umberto Saba (1883-1957), poète
- Scipio Slataper (1888-1915), militaire et écrivain irrédentiste
- Giorgio Strehler (1921-1997), acteur et metteur en scène de théâtre
- Giani Stuparich (1891-1961), romancier
- Italo Svevo (1861-1928), écrivain
- Susanna Tamaro (1957- ), écrivaine
- Fulvio Tomizza (1935-1999), écrivain
- Giorgio Voghera.

#### Écrivains de langue slovène
- Vladimir Bartol
- Jovan Vesel Koseski
- Boris Pahor, un Triestin appartenant à la communauté slovène de la ville (qui a écrit notamment Quand Ulysse revient à Trieste)
- Alojz Rebula
- Marko Sosic.

#### Écrivains de langue française
- Marie Bonaparte (1882-1962), séjourna à Duino
- René Dollot, consul de France à Trieste de 1919 à 1931, est l'auteur d'un ouvrage sur Trieste et la France, 1702-1958. Histoire d'un consulat, Paris, Pedone, 1961.
- Paul Morand (1888-1976), écrivain, académicien, et son épouse Hélène, princesse Soutzo, qui furent inhumés dans un mausolée familial à Trieste
- Charles Nodier (1780–1844), écrivain, éditeur et académicien, vécut à Trieste en 1813
- Stendhal (Henri Beyle) (1783-1842), éphémère consul de France à Trieste en 1831 (Metternich lui refusa l'exequatur).
- Franck Venaille, a publié un essai sous le nom de Trieste.

#### Écrivains de langue allemande
- Theodor Däubler
- Veit Heinichen
- Julius Kugy (1858-1944), alpiniste humaniste de culture slovène
- Rainer Maria Rilke.

#### Écrivains de langue anglaise
- Richard Francis Burton, qui a vécu à Trieste de 1871 jusqu'à sa mort en 1890
- James Joyce, écrivain (1882-1941), qui résida durablement à Trieste à partir de 1905 et y enseignera l'anglais pendant la majeure partie des dix années suivantes.

#### Écrivain en langue hébraïque
- Samuel David Luzzatto en hébreu : שמואל דוד לוצאטו

### Légende de la hallebarde ou de la lance de saint Serge
Sur son lieu de martyre fut construite une église pour recueillir sa dépouille. Puis au Ve siècle on bâtit une grande basilique à Frigia en son honneur autour de laquelle se développa une ville que l’empereur Justinien appela Sergiopoli. Saint Serge est l’un des saints patrons protecteurs de la ville de Trieste et sa fête a lieu le 7 octobre de chaque année. La hallebarde de saint Serge reste le symbole le plus marquant de la ville. En son honneur, on nomma une bourgade du territoire de Trieste en son nom. Aujourd’hui, cette bourgade s’appelle Črni Kal et se trouve en Slovénie. Un quartier de la ville de Trieste porte depuis 1956 le nom de « borgo San Sergio ».

### Héraldique
|  | Trieste porte : de gueules à une pointe de hallebarde d'argent. - Cette hallebarde d'argent est de fait un « ranseur », ancienne pertuisane semblable aux lances des gardes suisses du Vatican (Neubecker évoque une « lance de saint Serge »). Elle figure sur un fond d'écusson rouge français antique et est surmontée d'une couronne symbolisant les murailles antiques de la ville. - Certains blasonnements donnent : « sceptre fleurdelisé », voire « fleur de lys » (une des hypothétiques origines de la fleur de lys étant cette « hallebarde ») mais c'est le terme de « hallebarde » (alabarda) qui est le plus rencontré. |

## Médias
Journaux et médias distribués à Trieste :
| Quotidiens                       | Périodiques | Éditeurs | TV                                                                                                  | Radio | Internet      |
| -------------------------------- | --- | --- | --------------------------------------------------------------------------------------------------- | --- | ------------- |
| - Il Piccolo - Primorski Dnevnik | - La Cittadella - Vita Nuova - Help! - Il Mercatino - La Gazzetta giuliana - La Voce giuliana - Zeno Magazine - NTWK - 5Starlife - Konrad - Il Massimiliano - Artecultura - La Pulce-giornale di Un'Altra Trieste | - Asterios Editore (sito) - Editoriale Scienza - Editoriale Stampa Triestina - Editzioni Italo Svevo - Lint editoriale - Hammerle Editori - Luglio Editore - Edizioni El - La Mongolfiera - Beit casa editrice - Bohem Press Italia - Bruno Facchin Editore | - RAI Friuli-Venezia Giulia - Telequattro - Trieste Oggi tv à Trieste : - Antenna 3 Nord Est - Free | - Radio Attività - Radio Fragola - Radio Nuova Trieste - Radio Punto Zero Tre Venezie - Radio Romantica - Radio Vasco' | - ilmeridiano |

## Personnalités liées à la ville
(en ordre alphabétique dans les rubriques)

### Sciences et technique
- Arduino Berlam (1880-1946), architecte
- Giuseppe Bruni (1827-1877), architecte
- Richard Francis Burton (1821-1890), explorateur mort à Trieste le 20 octobre 1890
- Louis Cobai (1885-1942), maître d'œuvre, étudia l'architecture à Trieste
- Eugenio Geiringer (1844-1904), architecte
- Louis-Salvador de Habsbourg-Lorraine (1847-1915), géographe autrichien (résidence estivale 1876-1914 à Trieste)
- Richard Mollier (1863-1935), physicien
- Johann Joachim Winckelmann, archéologue découvreur de Pompéi, mort à Trieste
- Auguste Piccard (1884-1962), trouva à Trieste des financements pour son second bathyscaphe qu'il baptisa Trieste.

### Théâtre et musique

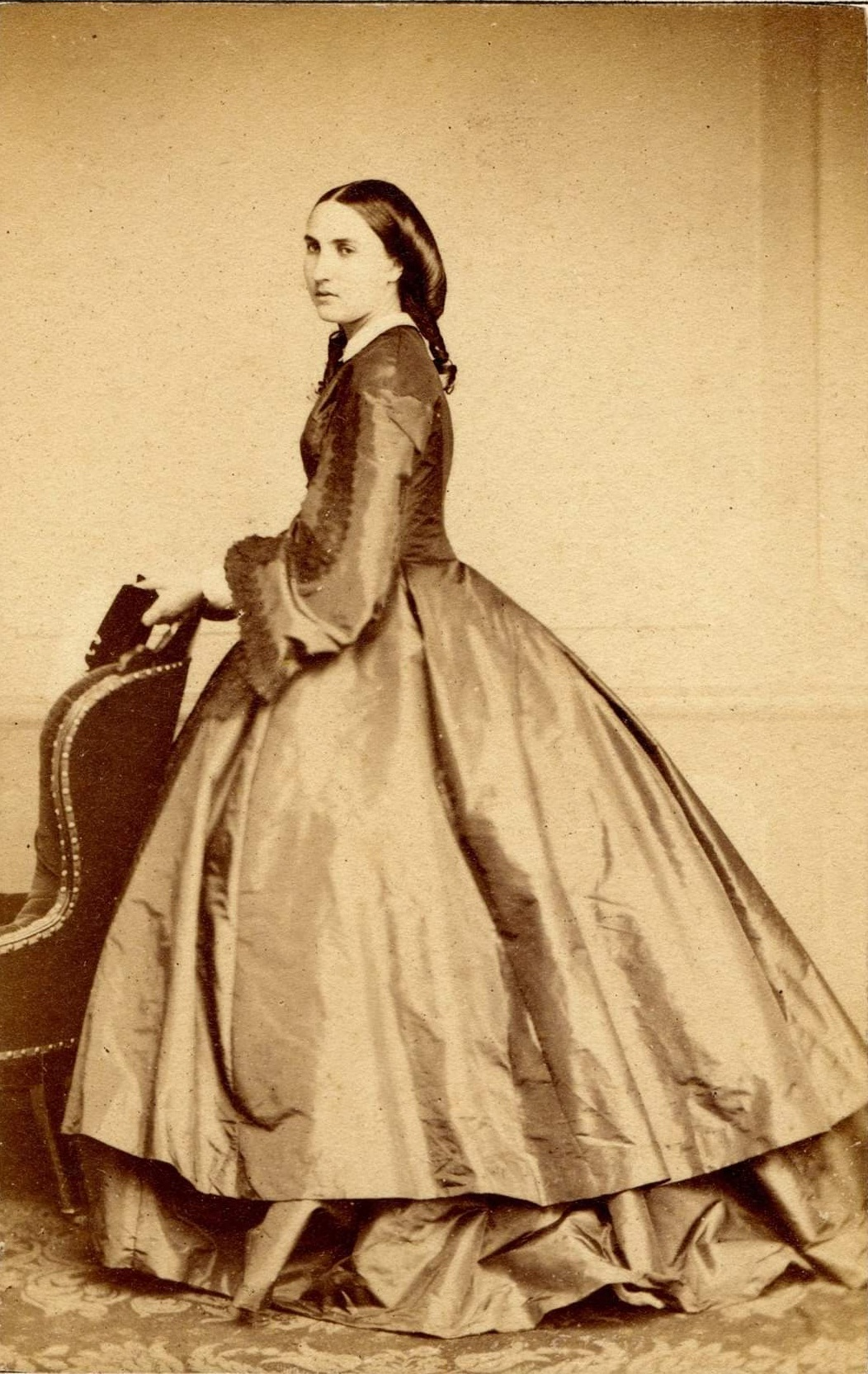
Charlotte de Belgique, impératrice du Mexique.

- Claudio Abbado, musicien et directeur d'orchestre, débuta à Trieste en 1959
- Fedora Barbieri (1920-2003), chanteuse
- Roberto Benzi, chef d'orchestre
- Silvio Benco (1874-1929), écrivain, librettiste, journaliste
- Piero Cappuccilli (1929-2005), chanteur
- Paul Henreid (1908-1992), acteur (Casablanca) et réalisateur
- Franz Lehar, chef d'orchestre à Trieste, compositeur
- Paolo Longo, maestro et chef d'orchestre
- Mauro Maur (1958- ), clarinettiste
- Alexander Moissi (1879-1935), acteur
- Victor de Sabata (1892-1967), chef d'orchestre, compositeur et musicien né à Trieste
- Giorgio Strehler (1921–1997), acteur, metteur en scène
- Luca Turilli, né à Trieste, guitariste du groupe de métal Rhapsody Of Fire

### Beaux-arts
- Leo Castelli (1907-1999), galeriste et marchand d'art américain né à Trieste
- Athos Cozzi (1909-1989), dessinateur de bande dessinée et illustrateur
- Alexander Kircher (1867-1939), peintre
- Pompeo Posar (1921-2004), photographe

### Politique et religion

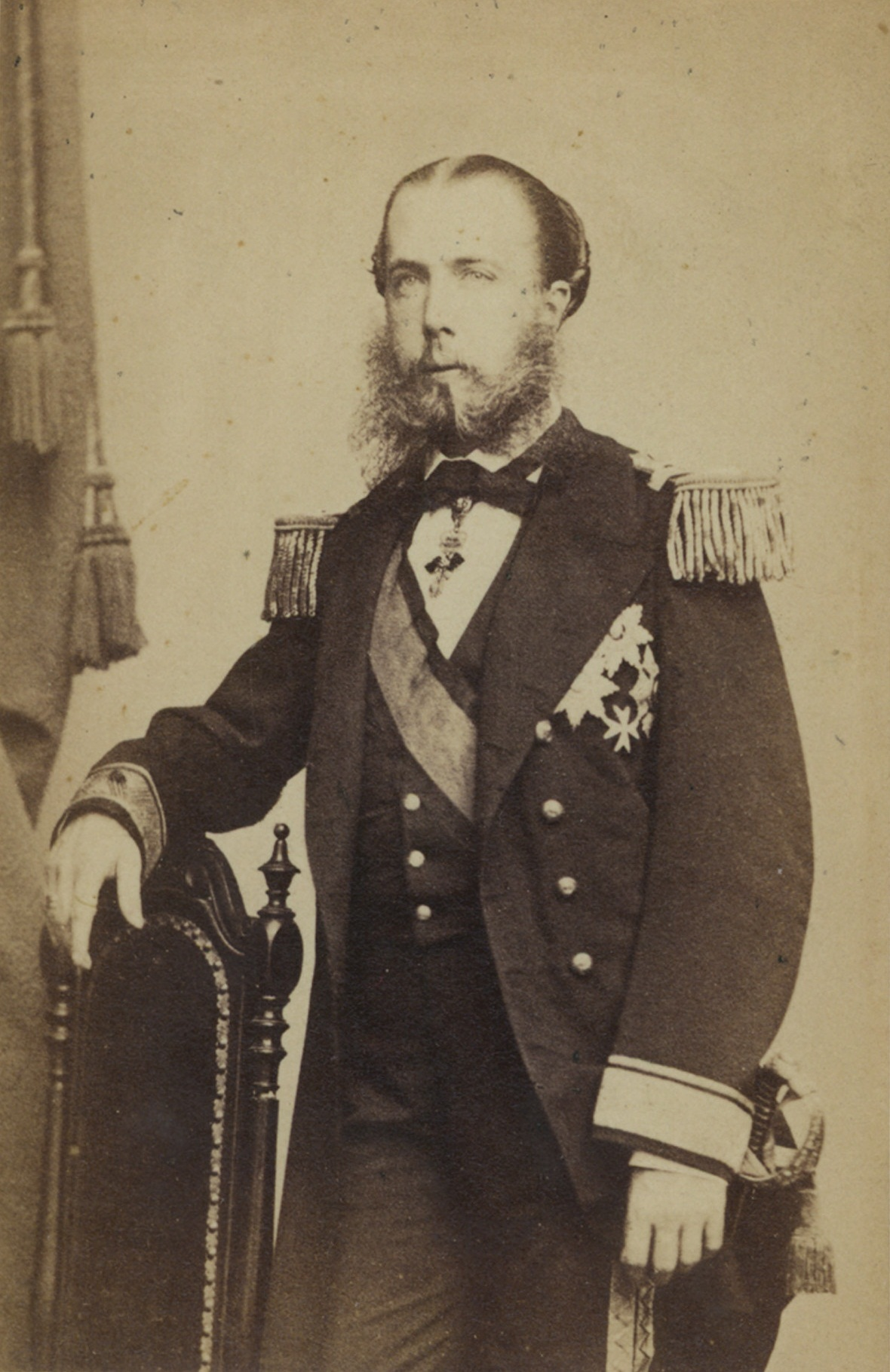
Maximilien de Habsbourg, empereur du Mexique (1863).

- Eugenio Geiringer, architecte, ingénieur, et homme politique
- Charlotte de Belgique
- Napoléon Joseph Charles Paul Bonaparte (1822-1891)
- Jérôme Napoléon Charles Bonaparte (1814-1847), prince de Montfort
- Joseph Fouché (1759-1820), homme politique français mort à Trieste
- Riccardo Illy (1955- ), ancien député, ancien maire de Trieste, ancien président de région
- Maximilien Ier du Mexique (1832-1867), archiduc et empereur. Résida en son château de Miramare (Trieste)
- Guglielmo Oberdan (1858-1882), irrédentiste italien
- Georges-Alexandre Sarrejani (1878 - 1934), avocat d'affaires, escroc et un assassin

### Médecine
- Franco Basaglia (1924-1980), médecin et psychiatre alternatif
- Marie Bonaparte (1882-1962), pionnière de la psychanalyse qui séjourna à Duino
- Edoardo Weiss (1889-1970), médecin et psychanalyste.

### Personnalités sportives
- Irene Camber (1926-2024), escrimeuse
- Luigi Carnera (1875-1962), boxeur
- Andrea De Adamich (1941- ), pilote automobile
- Ilario Di Buò (1956- ), archer né à Trieste
- Maurizio Fondriest (1965- ), cycliste italien originaire du Trentin-Haut-Adige, dont le patronyme est dérivé de Von Triest[48]
- Margherita Granbassi (1979- ), escrimeuse
- Cesare Maldini (1932- ), footballeur
- Giorgio Oberweger (1913-1998), athlète médaille de bronze olympique (1936)
- Federico Roman (1952- ), cavalier italien, champion olympique
- Max Tonetto (1974- ), footballeur à l'AS Roma.

### Autre
- Mathilde-Létizia Bonaparte (1820-1904)
- Italo Svevo (1861-1928), écrivain né à Trieste
- Ida Finzi (1867-1946), journaliste et écrivaine
- Boris Pahor (1913-2022), écrivain slovène
- Bianca Maria Piccinino, journaliste et animateur de télévision
- Ketty Rouf (1970- ), romancière.

## Dans la fiction
- Mathias Sandorf, roman de Jules Verne (1885).
- Le Port de Trieste, toile d'Egon Schiele (1907).
- La Fille de Trieste (La ragazza di Trieste), film de Pasquale Festa Campanile (1982).
- Le Stade de Wimbledon (Lo stadio di Wimbledon), roman de Daniele Del Giudice (1983).
- Classé sans suite (Non luogo a procedere), roman de Claudio Magris (2015), principalement situé sur la Risiera di San Sabba.